# Amici di Maria De Filippi
Amici di Maria De Filippi (noto anche semplicemente come Amici e conosciuto fino al 2003 come Saranno famosi) è un programma televisivo italiano di genere talent show, in onda dal 17 settembre 2001, ideato e condotto da Maria De Filippi. 
Il programma va in onda nella fascia day-time con la fase iniziale e in prima serata con la fase serale su Canale 5 dal 14 settembre 2002. Le prime due edizioni sono state trasmesse su Italia 1, dal 17 settembre 2001 al 27 maggio 2003, mentre dal 16 novembre 2020 al 14 maggio 2021 era tornato solamente per la striscia del day-time.
Con ventiquattro edizioni all'attivo, è il talent show più longevo della televisione italiana.

## Il programma

### Storia
Inizialmente chiamato Saranno famosi – il nome venne cambiato il 7 gennaio 2003, a metà della seconda edizione, per questioni legate ai diritti d'autore del film omonimo (da cui, nel 1982, fu estratta la serie televisiva omonima) –, questo spettacolo di talenti è una scuola a cui partecipa una classe di circa venti alunni, appositamente scelta, con ragazzi tra i 18 e i 26 anni che aspirano a diventare cantanti, ballerini di modern-jazz, hip hop e danza classica e attori (solo per la prima edizione anche musicisti e presentatori televisivi; solo nella sesta anche ginnasti; dalla nona edizione non è più presente la categoria recitazione e, sempre nella nona edizione, è stata introdotta la disciplina di canto lirico, eliminata nella stagione successiva e tornata nella diciottesima e ventesima edizione). Dalla dodicesima edizione è presente la categoria rap e dalla tredicesima il programma è aperto anche ai gruppi musicali, per quanto riguarda il canto, e agli equipaggi e alla danza latino-americana, per quanto riguarda il ballo.
I concorrenti seguono per tutto l'anno lezioni di varie materie con i relativi insegnanti. Sono ripresi dalle telecamere e nel corso dell'anno soggiornano in un albergo. Dalla ventesima edizione i concorrenti alloggiano sin dalla fase iniziale nella casetta del Serale, ripresi 24h su 24h dalle telecamere.
Il programma è diviso in due fasi: iniziale in cui le capacità artistiche degli aspiranti vengono perfezionate e giudicate esclusivamente dagli insegnanti della rispettiva materia e finale, in cui l'avanzamento dei finalisti è affidato anche al televoto. A giudicare l'idoneità dei concorrenti alla fase finale del programma per la nona edizione viene chiamata una commissione di esperti (esterna e interna), per la dodicesima e la tredicesima c'è una commissione esterna (Gabry Ponte, Sabrina Ferilli e Luca Argentero), mentre per la quattordicesima la giuria è composta da Sabrina Ferilli, Francesco Renga, Renato Zero (solo nella prima puntata) e Loredana Bertè (nelle restanti puntate). La quindicesima edizione vede in giuria Sabrina Ferilli, Loredana Bertè, Anna Oxa e Morgan, la sedicesima Ambra Angiolini, Eleonora Abbagnato, Ermal Meta e Daniele Liotti, la diciassettesima Heather Parisi, Simona Ventura, Giulia Michelini, Marco Bocci, Ermal Meta e Alessandra Amoroso (sostituita in alcune puntate da Elisa), mentre nella diciottesima unica giurata è Loredana Bertè. Quest'ultima viene affiancata da Gabry Ponte e Vanessa Incontrada nella diciannovesima edizione. Per problemi legati al COVID-19 la Bertè viene sostituita nella terza puntata da Christian De Sica e nelle successive da Alessia Marcuzzi; l'opinionista Tommaso Paradiso lascia il programma per lo stesso problema dopo la seconda puntata. Nella ventesima edizione la giuria della fase serale è composta da Stash, Stefano De Martino ed Emanuele Filiberto di Savoia; gli stessi vengono riconfermati come giurati anche per l'edizione successiva. Nella ventiduesima la giuria viene totalmente rinnovata: infatti è composta da Michele Bravi, Giuseppe Giofrè e Cristiano Malgioglio, confermati poi anche per quella successiva. Nella ventiquattresima la giuria è ancora composta da Malgioglio, stavolta affiancato da Amadeus e Elena D'Amario, prima ex concorrente donna a ricoprire questo ruolo. 
Amici ha seguìto il tempo di un vero e proprio anno scolastico dalla prima alla terza edizione, nell'undicesima e dalla ventunesima alla ventiquattresima edizione, in onda da settembre a maggio. Le edizioni dalla quarta alla decima e la dodicesima sono durate di meno: la quarta e la settima sono terminate ad aprile, la quinta, sesta, ottava, nona e decima a marzo, la dodicesima è durata da gennaio a giugno. La tredicesima, la quattordicesima e la diciassettesima edizione hanno avuto durata simile, con la prima iniziata a novembre e conclusa a maggio e le altre iniziate a novembre e terminate a giugno. La quindicesima, la sedicesima e la diciottesima edizione sono iniziate a novembre e terminate a maggio. La diciannovesima edizione è andata da novembre ad aprile, la ventesima da novembre a maggio.
Il programma è andato in onda su Italia 1 nella prima edizione; nella seconda edizione la striscia quotidiana del pomeriggio e la puntata settimanale del sabato erano trasmesse su Canale 5, ma la fase finale in prima serata (nella primavera 2003) nuovamente su Italia 1. A partire dalla terza edizione è approdata definitivamente su Canale 5 anche la fase finale del programma. Il giornaliero della tredicesima e quattordicesima edizione è stato trasmesso su Real Time, che ha mandato anche 15 episodi dei provini della quattordicesima edizione. Il giornaliero di quest'ultima è stato trasmesso da Witty TV. Nella fase serale della quattordicesima edizione è stato trasmesso anche un secondo giornaliero di 15 minuti su Canale 5. Per la ventesima edizione la striscia quotidiana torna su Italia 1 in orario preserale. Dalla ventunesima edizione la striscia quotidiana va in onda solo su Canale 5 con una durata di 26-27 minuti, dopo Uomini e donne.

### Contributi per il lancio dei talenti
Il talent show ha contribuito a lanciare alcuni tra i più importanti personaggi dello spettacolo e dell'intrattenimento del XXI secolo, tra cui Alice Bellagamba, Andrea Dianetti, Diana Del Bufalo, Giulia Ottonello, Lorella Boccia, Raffaele Tizzano, Renato Sannio, Rocco Pietrantonio, Stefano De Martino, i cantanti AKA 7even, Alberto Urso, Alessandra Amoroso, Amara, Angelina Mango, Annalisa, Antonino, Biondo, Briga, Davide Mogavero, Deborah Iurato, Deddy, Dennis Fantina, Edwyn Roberts, Einar, Elodie, Emma, Emma Muscat, Enrico Nigiotti, Federica Carta, Gaia, Giordana Angi, Greta, Holden, Irama, Karima, La Rua, LDA, Lele, Loredana Errore, Luca Napolitano, Luigi Strangis, Maninni, Mara Sattei, Marco Carta, Maria Pia Pizzolla, Mida, Moreno, Petit, Pierdavide Carone, Riki, Salvo Vinci, Sangiovanni, Sarah Toscano, Sergio Sylvestre, Silvia Olari, Simonetta Spiri, The Kolors, Thomas, Tish, Valerio Scanu, Verdiana e Virginio, i ballerini Andreas Müller, Anbeta Toromani, Elena D'Amario, Giulia Pauselli, Giulia Stabile, Giuseppe Giofrè, Mattia Zenzola, Romina Carancini, Sebastian Melo Taveira e Umberto Gaudino e gli attori Anna Dalton, Emanuel Caserio e Samuele Segreto.

## Edizioni

### Day-time
La striscia day-time, dalla prima edizione, è andata in onda dal lunedì al venerdì dalle 16:00, fino al 2003 su Italia 1 poi su Canale 5. Dalla tredicesima alla diciannovesima dal lunedì al venerdì alle ore 13:50 su Real Time. Dalla diciassettesima edizione viene una breve striscia quotidiana su Canale 5 alle 16:10. Dalla ventesima edizione la striscia giornaliera lascia Real Time e viene trasmessa dal 16 novembre 2020 al 14 maggio 2021 su Italia 1 alle 19:00. Dal 9 dicembre 2020 la striscia giornaliera torna anche su Canale 5 dalle 16:10 alle 16:40, con la voce narrante di Maria De Filippi. La striscia del giornaliero ha visto vari conduttori. Durante la fase iniziale su Canale 5 va in onda una puntata durante la quale le due classi si sfidano tra loro e vengono valutate da professori o televoto. Questa fase si conclude con l'accesso dei ragazzi al serale.
| Edizione | Rete televisiva | Rete televisiva | Conduzione         | Conduzione         | Conduzione     | Periodo           | Periodo        | Puntate       | Puntate     |
| Edizione | Rete televisiva | Rete televisiva | Conduzione         | Conduzione         | Conduzione     | Inizio            | Fine           | Fase iniziale | Fase serale |
| -------- | --------------- | --------------- | ------------------ | ------------------ | -------------- | ----------------- | -------------- | ------------- | ----------- |
| 1ª       | Italia 1        | Italia 1        | Daniele Bossari    | Daniele Bossari    | Marco Liorni   | 17 settembre 2001 | 21 maggio 2002 | 114           | 41          |
| 2ª       | Canale 5        | Canale 5        | Luca Zanforlin     | Luca Zanforlin     | Luca Zanforlin | 16 settembre 2002 | 27 maggio 2003 | 123           | 42          |
| 3ª       | Canale 5        | Canale 5        | Luca Zanforlin     | Luca Zanforlin     | Luca Zanforlin | 22 settembre 2003 | 21 maggio 2004 | 114           | 49          |
| 4ª       | Canale 5        | Canale 5        | Luca Zanforlin     | Luca Zanforlin     | Luca Zanforlin | 13 settembre 2004 | 21 aprile 2005 | 89            | 55          |
| 5ª       | Canale 5        | Canale 5        | Luca Zanforlin     | Luca Zanforlin     | Luca Zanforlin | 12 settembre 2005 | 24 marzo 2006  | 88            | 40          |
| 6ª       | Canale 5        | Canale 5        | Luca Zanforlin     | Luca Zanforlin     | Luca Zanforlin | 16 ottobre 2006   | 9 marzo 2007   | 55            | 40          |
| 7ª       | Canale 5        | Canale 5        | Luca Zanforlin     | Luca Zanforlin     | Luca Zanforlin | 22 ottobre 2007   | 16 aprile 2008 | 64            | 53          |
| 8ª       | Canale 5        | Canale 5        | Luca Zanforlin     | Luca Zanforlin     | Luca Zanforlin | 6 ottobre 2008    | 24 marzo 2009  | 61            | 49          |
| 9ª       | Canale 5        | Canale 5        | Luca Zanforlin     | Luca Zanforlin     | Luca Zanforlin | 28 settembre 2009 | 29 marzo 2010  | 64            | 51          |
| 10ª      | Canale 5        | Canale 5        | Luca Zanforlin     | Luca Zanforlin     | Luca Zanforlin | 4 ottobre 2010    | 4 marzo 2011   | 60            | 53          |
| 11ª      | Canale 5        | Canale 5        | Luca Zanforlin     | Luca Zanforlin     | Luca Zanforlin | 9 novembre 2011   | 18 maggio 2012 | 93            | 37          |
| 12ª      | Canale 5        | Canale 5        | Luca Zanforlin     | Luca Zanforlin     | Luca Zanforlin | 26 novembre 2012  | 30 maggio 2013 | 80            | 53          |
| 13ª      | Canale 5        | Real Time       | Luca Zanforlin     | Luca Zanforlin     | Luca Zanforlin | 25 novembre 2013  | 27 maggio 2014 | 150           | 78          |
| 14ª      | Canale 5        | Real Time       | Luca Zanforlin     | Luca Zanforlin     | Luca Zanforlin | 24 novembre 2014  | 5 giugno 2015  | 168           | 74          |
| 15ª      | Canale 5        | Real Time       | Stefano De Martino | Marcello Sacchetta | Non presente   | 23 novembre 2015  | 25 maggio 2016 | 164           | 72          |
| 16ª      | Canale 5        | Real Time       | Stefano De Martino | Marcello Sacchetta | Non presente   | 21 novembre 2016  | 26 maggio 2017 | 158           | 84          |
| 17ª      | Canale 5        | Real Time       | Stefano De Martino | Marcello Sacchetta | Paolo Ciavarro | 20 novembre 2017  | 11 giugno 2018 | 168           | 96          |
| 18ª      | Canale 5        | Real Time       | Lorella Boccia     | Marcello Sacchetta | Paolo Ciavarro | 19 novembre 2018  | 24 maggio 2019 | 160           | 84          |
| 19ª      | Canale 5        | Real Time       | Lorella Boccia     | Marcello Sacchetta | Non presente   | 18 novembre 2019  | 3 aprile 2020  | 110           | 60          |
| 20ª      | Canale 5        | Italia 1        | Maria De Filippi   | Non presente       | Non presente   | 16 novembre 2020  | 14 maggio 2021 | 135           | 82          |
| 21ª      | Canale 5        | Canale 5        | Maria De Filippi   | Lorella Cuccarini  | Non presente   | 20 settembre 2021 | 13 maggio 2022 | 110           | 43          |
| 22ª      | Canale 5        | Canale 5        | Maria De Filippi   | Lorella Cuccarini  | Non presente   | 20 settembre 2022 | 12 maggio 2023 | 104           | 45          |
| 23ª      | Canale 5        | Canale 5        | Maria De Filippi   | Lorella Cuccarini  | Non presente   | 25 settembre 2023 | 17 maggio 2024 | 113           | 42          |
| 24ª      | Canale 5        | Canale 5        | Maria De Filippi   | Lorella Cuccarini  | Elena D'Amario | 30 settembre 2024 | 16 maggio 2025 | 108           | 41          |

### Pomeridiano
| Edizione | Conduzione        | Periodo          | Periodo       | Puntate | Puntate       | Puntate                                 | Studio                       | Allievi    | Allievi           |
| Edizione | Conduzione        | Inizio           | Fine          | Casting | Fase iniziale | Speciali                                | Studio                       | Totali     | Ammessi al serale |
| -------- | ----------------- | ---------------- | ------------- | ------- | ------------- | --------------------------------------- | ---------------------------- | ---------- | ----------------- |
| 1ª       | Marco Liorni      | 1º dicembre 2001 | 16 marzo 2002 | –       | 14            | 9                                       | Teatro 19 di Cinecittà, Roma | 42         | 19                |
| 1ª       | Maria De Filippi  | 1º dicembre 2001 | 16 marzo 2002 | –       | 14            | 9                                       | Teatro 19 di Cinecittà, Roma | 42         | 19                |
| 2ª       | 14 settembre 2002 | 22 marzo 2003    | 25            | –       | 35            | 9                                       | Teatro 19 di Cinecittà, Roma | 20         |                   |
| 3ª       | 20 settembre 2003 | 6 marzo 2004     | 22            | –       | 11            | 37                                      | Teatro 19 di Cinecittà, Roma | 26         |                   |
| 4ª       | 11 settembre 2004 | 29 gennaio 2005  | 19            | –       | 11            | 31                                      | Teatro 19 di Cinecittà, Roma | 20         |                   |
| 5ª       | 10 settembre 2005 | 28 gennaio 2006  | 19            | –       | 8             | 34                                      | Teatro 19 di Cinecittà, Roma | 18         |                   |
| 6ª       | 14 ottobre 2006   | 13 gennaio 2007  | 13            | –       | 8             | 21                                      | Teatro 19 di Cinecittà, Roma | 14         |                   |
| 7ª       | 20 ottobre 2007   | 26 gennaio 2008  | 14            | –       | 11            | 24                                      | Teatro 19 di Cinecittà, Roma | 14         |                   |
| 8ª       | 5 ottobre 2008    | 4 gennaio 2009   | 13            | –       | 11            | 26                                      | Teatro 19 di Cinecittà, Roma | 14         |                   |
| 9ª       | 26 settembre 2009 | 19 dicembre 2009 | 13            | –       | 11            | 28                                      | Teatro 19 di Cinecittà, Roma | 14         |                   |
| 10ª      | 2 ottobre 2010    | 1º gennaio 2011  | 13            | –       | 9             | Studio 5 del Centro Titanus Elios, Roma | 22                           | 12         |                   |
| 11ª      | 5 novembre 2011   | 24 marzo 2012    | 5             | 18      | –             | Studio 5 del Centro Titanus Elios, Roma | 28                           | 14 + 9 Big |                   |
| 12ª      | 12 gennaio 2013   | 16 marzo 2013    | 5             | 10      | 1             | Studio 5 del Centro Titanus Elios, Roma | 32                           | 16         |                   |
| 13ª      | 23 novembre 2013  | 15 marzo 2014    | –             | 14      | 1             | Studio 5 del Centro Titanus Elios, Roma | 36                           | 16         |                   |
| 14ª      | 22 novembre 2014  | 28 marzo 2015    | 15            | 16      | 5             | Studio 5 del Centro Titanus Elios, Roma | 30                           | 12         |                   |
| 15ª      | 21 novembre 2015  | 26 marzo 2016    | 15            | 16      | –             | Studio 5 del Centro Titanus Elios, Roma | 30                           | 12         |                   |
| 16ª      | 19 novembre 2016  | 18 marzo 2017    | 15            | 14      | –             | Studio 5 del Centro Titanus Elios, Roma | 26                           | 12         |                   |
| 17ª      | 18 novembre 2017  | 31 marzo 2018    | 15            | 17      | –             | Studio 5 del Centro Titanus Elios, Roma | 31                           | 14         |                   |
| 18ª      | 17 novembre 2018  | 23 marzo 2019    | 15            | 16      | –             | Studio 5 del Centro Titanus Elios, Roma | 32                           | 12         |                   |
| 19ª      | 16 novembre 2019  | 22 febbraio 2020 | –             | 12      | –             | Studio 5 del Centro Titanus Elios, Roma | 24                           | 10         |                   |
| 20ª      | 14 novembre 2020  | 13 marzo 2021    | –             | 16      | 1             | Studio 5 del Centro Titanus Elios, Roma | 24                           | 17         |                   |
| 21ª      | 19 settembre 2021 | 6 marzo 2022     | –             | 22      | 2             | Studio 5 del Centro Titanus Elios, Roma | 37                           | 18         |                   |
| 22ª      | 18 settembre 2022 | 12 marzo 2023    | –             | 23      | 3             | Studio 5 del Centro Titanus Elios, Roma | 31                           | 15         |                   |
| 23ª      | 24 settembre 2023 | 10 marzo 2024    | –             | 23      | 3             | Studio 5 del Centro Titanus Elios, Roma | 28                           | 15         |                   |
| 24ª      | 29 settembre 2024 | 9 marzo 2025     | –             | 22      | 1             | Studio 5 del Centro Titanus Elios, Roma | 28                           | 16         |                   |

### Serale
| Edizione | Periodo          | Periodo        | Puntate | Studio                                  | Vincitori            | Vincitori           | Vincitori          | Vincitori            | Secondo posto       | Secondo posto    | Secondo posto      | Secondo posto   | Terzo posto      | Terzo posto            | Terzo posto            | Terzo posto         | Premio della Critica | Premio della Critica | Premio della Critica | Premio della Critica   |
| Edizione | Periodo          | Periodo        | Puntate | Studio                                  | Squadra              | Maglia in finale    | Nome               | Circuito             | Squadra             | Maglia in finale | Nome               | Circuito        | Squadra          | Maglia in finale       | Nome                   | Circuito            | Squadra              | Maglia in finale     | Nome                 | Circuito               |
| Edizione | Inizio           | Fine           | Puntate | Studio                                  | Squadra              | Maglia in finale    | Nome               | Circuito             | Squadra             | Maglia in finale | Nome               | Circuito        | Squadra          | Maglia in finale       | Nome                   | Circuito            | Squadra              | Maglia in finale     | Nome                 | Circuito               |
| -------- | ---------------- | -------------- | ------- | --------------------------------------- | -------------------- | ------------------- | ------------------ | -------------------- | ------------------- | ---------------- | ------------------ | --------------- | ---------------- | ---------------------- | ---------------------- | ------------------- | -------------------- | -------------------- | -------------------- | ---------------------- |
| 1ª       | 19 marzo 2002    | 21 maggio 2002 | 10      | Teatro 18 di Cinecittà, Roma            | –                    |                     | Dennis Fantina     | Canto                | –                   |                  | Marianna Scarci    | Ballo           | –                |                        | Ermanno Rossi          | Ballo               | Non assegnato        | Non assegnato        | Non assegnato        | Non assegnato          |
| 2ª       | 25 marzo 2003    | 27 maggio 2003 | 10      | Teatro 18 di Cinecittà, Roma            | –                    |                     | Giulia Ottonello   | Canto                | –                   |                  | Anbeta Toromani    | Ballo           | –                |                        | Timothy Snell          | Canto               | –                    |                      | Timothy Snell        | Canto                  |
| 3ª       | 14 marzo 2004    | 23 maggio 2004 | 11      | Teatro 18 di Cinecittà, Roma            | –                    |                     | Leon Cino          | Ballo                | –                   |                  | Sabrina Ghio       | Ballo           | –                |                        | Samantha Fantauzzi     | Recitazione         | –                    |                      | Gian De Martini      | Canto                  |
| 4ª       | 3 febbraio 2005  | 21 aprile 2005 | 11      | Teatro 18 di Cinecittà, Roma            | –                    | Antonino Spadaccino | Canto              | Francesco De Simone  | –                   |                  | Klajdi Selimi      | Ballo           | –                | Ballo                  |                        | Antonino Spadaccino | –                    |                      |                      | Canto                  |
| 5ª       | 29 gennaio 2006  | 26 marzo 2006  | 9       | Teatro 5 di Cinecittà, Roma             | Bianchi              | Ivan D'Andrea       | Ballo              | Bianchi              |                     | Andrea Dianetti  | Recitazione        | Blu             |                  | Rita Comisi            | Canto                  | Blu                 |                      | Rita Comisi          |                      | Canto                  |
| 6ª       | 14 gennaio 2007  | 11 marzo 2007  | 9       | Teatro 5 di Cinecittà, Roma             | Blu                  |                     | Federico Angelucci | Bianchi              | Canto               |                  | Agata Reale        | Ballo           | Bianchi          | Karima                 | Canto                  | Bianchi             | Karima               |                      |                      | Canto                  |
| 7ª       | 3 febbraio 2008  | 16 aprile 2008 | 11      | Teatro 5 di Cinecittà, Roma             | Blu                  |                     | Marco Carta        | Bianchi              | Canto               |                  | Roberta Bonanno    | Canto           | Bianchi          |                        | Canto                  | Pasqualino Maione   | Blu                  |                      | Francesco Mariottini | Ballo                  |
| 8ª       | 14 gennaio 2009  | 24 marzo 2009  | 11      | Teatro 5 di Cinecittà, Roma             | Blu                  |                     | Alessandra Amoroso | Blu                  | Canto               |                  | Valerio Scanu      | Canto           | Bianchi          | Luca Napolitano        | Canto                  |                     | Blu                  | Alessandra Amoroso   | Canto                |                        |
| 9ª       | 17 gennaio 2010  | 29 marzo 2010  | 11      | Teatro 5 di Cinecittà, Roma             | Bianchi              | Emma                |                    | Blu                  | Canto               | Loredana Errore  | Pierdavide Carone  | Canto           | Bianchi          | Bianchi                | Canto                  |                     | Pierdavide Carone    |                      | Canto                |                        |
| 10ª      | 11 gennaio 2011  | 6 marzo 2011   | 9       | Studio 8 del Centro Titanus Elios, Roma | Blu                  |                     | Denny Lodi         | Ballo                | Bianchi             |                  | Giulia Pauselli    | Ballo           | Bianchi          |                        | Vito Conversano        | Ballo               | Blu                  |                      | Canto                | Annalisa               |
| 10ª      | 11 gennaio 2011  | 6 marzo 2011   | 9       | Studio 8 del Centro Titanus Elios, Roma | Bianchi              |                     | Virginio           | Canto                | Blu                 |                  | Annalisa           | Canto           | Blu              | Francesca Nicolì       | Canto                  |                     | Blu                  |                      | Canto                | Annalisa               |
| 11ª      | 31 marzo 2012    | 19 maggio 2012 | 9       | Studio 8 del Centro Titanus Elios, Roma | –                    |                     | Giuseppe Giofrè    | Ballo                | –                   |                  | Francesca Dugarte  | Ballo           | –                |                        | Nunzio Perricone       | Ballo               | –                    |                      | Canto                | Carlo Alberto Di Micco |
| 11ª      | 31 marzo 2012    | 19 maggio 2012 | 9       | Studio 8 del Centro Titanus Elios, Roma | –                    |                     | Gerardo Pulli      | Canto                | –                   |                  | Ottavio De Stefano | Canto           | –                |                        | Carlo Alberto Di Micco | Canto               | –                    |                      | Canto                | Carlo Alberto Di Micco |
| 11ª      | 31 marzo 2012    | 19 maggio 2012 | 9       | Studio 8 del Centro Titanus Elios, Roma | Alessandra Amoroso   | Alessandra Amoroso  | Alessandra Amoroso | Big                  | Emma                | Emma             | Emma               | Big             | Marco Carta      | Marco Carta            | Marco Carta            | Big                 | Annalisa             | Annalisa             | Annalisa             | Big                    |
| 12ª      | 6 aprile 2013    | 1º giugno 2013 | 9       | Studio 8 del Centro Titanus Elios, Roma | Bianchi              |                     | Moreno             | Canto                | Bianchi             |                  | Greta Manuzi       | Canto           | Blu              |                        | Nicolò Noto            | Ballo               | Bianchi              |                      | Moreno               | Canto                  |
| 13ª      | 29 marzo 2014    | 27 maggio 2014 | 10      | Studio 8 del Centro Titanus Elios, Roma | Bianchi              |                     | Deborah Iurato     | Canto                | Blu                 | Dear Jack        | Bianchi            | Canto           |                  | Vincenzo Durevole      | Blu                    | Ballo               |                      | Dear Jack            |                      | Canto                  |
| 14ª      | 11 aprile 2015   | 5 giugno 2015  | 9       | Studio 8 del Centro Titanus Elios, Roma | Blu                  | The Kolors          | Bianchi            | Canto                | Briga               | Blu              | Virginia Tomarchio | Canto           | The Kolors       |                        | Blu                    | Ballo               |                      |                      |                      | Canto                  |
| 15ª      | 2 aprile 2016    | 25 maggio 2016 | 9       | Studio 8 del Centro Titanus Elios, Roma | Blu                  | Sergio Sylvestre    | Bianchi            | Canto                | Elodie              | Bianchi          | Gabriele Esposito  | Canto           | Bianchi          | Elodie                 |                        | Ballo               |                      |                      |                      | Canto                  |
| 16ª      | 25 marzo 2017    | 27 maggio 2017 | 10      | Studio 8 del Centro Titanus Elios, Roma | Blu                  | Andreas Müller      | Ballo              | Blu                  | Riccardo Marcuzzo   | Blu              | Federica Carta     | Canto           | Bianchi          | Canto                  | Sebastian Melo Taveira | Ballo               |                      |                      |                      |                        |
| 17ª      | 7 aprile 2018    | 11 giugno 2018 | 10      | Studio 8 del Centro Titanus Elios, Roma | Bianchi              | Irama               | Canto              | Blu                  |                     | Blu              | Carmen Ferreri     | Canto           |                  | Canto                  | Einar                  | Ballo               | Blu                  |                      | Lauren Celentano     |                        |
| 18ª      | 30 marzo 2019    | 25 maggio 2019 | 9       | Studio 8 del Centro Titanus Elios, Roma | Blu                  | Alberto Urso        | Canto              | Bianchi              |                     | Giordana Angi    | Bianchi            | Canto           |                  | Rafael Quenedit Castro | Ballo                  | Bianchi             |                      | Giordana Angi        | Canto                |                        |
| 19ª      | 28 febbraio 2020 | 3 aprile 2020  | 6       | Studio 8 del Centro Titanus Elios, Roma | –                    | Gaia                | Canto              | –                    |                     | Javier Rojas     | Ballo              | –               |                  | Giulia Molino          | Canto                  | –                   |                      | Javier Rojas         | Ballo                |                        |
| 20ª      | 20 marzo 2021    | 15 maggio 2021 | 9       | Studio 8 del Centro Titanus Elios, Roma | Pettinelli-Peparini  |                     | Giulia Stabile     | Ballo                | Zerbi-Celentano     |                  | Sangiovanni        | Canto           | Arisa-Cuccarini  |                        | Alessandro Cavallo     | Ballo               | Zerbi-Celentano      |                      | Sangiovanni          | Canto                  |
| 21ª      | 19 marzo 2022    | 15 maggio 2022 | 9       | Studio 8 del Centro Titanus Elios, Roma | Zerbi-Celentano      | Luigi Strangis      | Canto              | Michele Esposito     | Zerbi-Celentano     | Ballo            | Cuccarini-Todaro   | Serena Carella  | Cuccarini-Todaro | Sissi                  |                        | Ballo               |                      |                      |                      | Canto                  |
| 22ª      | 18 marzo 2023    | 14 maggio 2023 | 9       | Studio 8 del Centro Titanus Elios, Roma | Arisa-Todaro         | Mattia Zenzola      | Ballo              | Cuccarini-Emanuel Lo | Angelina Mango      | Canto            | Arisa-Todaro       | Wax             | Canto            | Cuccarini-Emanuel Lo   | Angelina Mango         |                     |                      |                      |                      | Canto                  |
| 23ª      | 23 marzo 2024    | 18 maggio 2024 | 9       | Studio 8 del Centro Titanus Elios, Roma | Cuccarini-Emanuel Lo | Sarah Toscano       | Canto              | Zerbi-Celentano      | Marisol Castellanos | Ballo            | Zerbi-Celentano    | Petit           | Canto            | Zerbi-Celentano        | Marisol Castellanos    | Ballo               |                      |                      |                      |                        |
| 24ª      | 22 marzo 2025    | 18 maggio 2025 | 9       | Studio 8 del Centro Titanus Elios, Roma | Zerbi-Celentano      | Daniele Doria       | Ballo              | Pettinelli-Lettieri  | Trigno              | Canto            | Zerbi-Celentano    | Alessia Pecchia | Ballo            | Zerbi-Celentano        | Antonia Nocca          | Canto               |                      |                      |                      |                        |

## Modifiche e curiosità nel corso degli anni
Il programma ha subito sostanziali modifiche nel corso delle varie edizioni.

### Prima edizione (2001-2002)
- Il programma si chiama Saranno famosi.
- Il programma inizia a settembre con la conduzione di Daniele Bossari, che da dicembre viene sostituito da Maria De Filippi.
- Durante la fase finale lo speciale del sabato e la striscia del day-time sono condotti da Marco Liorni.
- Durante la conduzione di Bossari la classe è divisa in titolari e riserve e queste ultime di volta in volta sfidano i titolari.
- Gli esiti delle sfide sono stabiliti dagli insegnanti, ma in seguito ad accuse di non obiettività si decide di affidare l'esito della sfida a un commissario esterno.
- Le categorie degli alunni sono: cantanti, ballerini, musicisti, conduttori televisivi e attori.
- In questa edizione e nella successiva, nella fase finale, va in sfida l'ultimo della classifica di gradimento con uno che lui stesso sceglie tra due alunni proposti dagli insegnanti.
- Alla fase finale accedono 19 allievi.
- Tutte le fasi del programma vanno in onda su Italia 1.
- Con un totale di 42 allievi durante la fase iniziale, questa edizione è quella che conta più allievi in assoluto.
- Per la seconda volta nella storia del programma, una concorrente dopo Michele Merlo nel 2021, Daniela Romano, è morta a soli quarant'anni, nel novembre 2023 a causa di una brutta malattia.

### Seconda edizione (2002-2003)
- Da questa edizione la classe è formata da titolari e chi non passa le selezioni precedenti può sfidare un titolare.
- Viene introdotta la danza classica e vengono abolite le categorie dei musicisti e dei conduttori televisivi.
- La striscia quotidiana e la puntata settimanale del sabato passano su Canale 5, lasciando su Italia 1 solo il serale.
- Per la prima volta nella storia del programma, nella fase iniziale, un allievo che ha perso una sfida ha la possibilità di effettuarne una nuova e vincerla per poi rientrare in gara al posto dell'allievo che ha sostituito, a causa di un infortunio, nella prima sfida.
- A metà stagione (7 gennaio 2003), a causa di problemi di copyright sorti con la società statunitense produttrice del film omonimo (da cui, nel 1982, fu estratta la serie televisiva omonima), la trasmissione cambia nome e viene ribattezzata Amici di Maria De Filippi o più semplicemente Amici, titolo mantenuto per tutte le edizioni successive.
- Le puntate della fase iniziale vengono aumentate a 25, risultando così la più lunga di tutte le edizioni.
- Da questa edizione e per quelle successive viene introdotta la figura del "pubblico parlante", opinionisti fissi seduti in mezzo alla platea che valutano le esibizioni. Tra i più famosi Rita Speranza, Fabiana Pristerà, Daniela Elia, Alessandro Gelpi, Simone Sitta.[9]
- Gli allievi ammessi alla fase serale aumentano a 20.
- Questa è l'ultima edizione in cui alla finale vengono ammessi sei concorrenti. Tale numero viene poi ristabilito 20 anni dopo nella ventunesima e nella ventitreesima edizione.
- Da questa edizione cambia il trofeo consegnato al vincitore: il riconoscimento, da una semplice coppa, diventa un trofeo vero e proprio costituito da una base di legno sulla quale si erge un piedistallo trasparente sormontato dal logo del programma e quindi la scritta Amici. Tale trofeo viene consegnato a tutti i vincitori del programma fino alla 15ª edizione.

### Terza edizione (2003-2004)
- Da questa edizione anche il serale va in onda su Canale 5.
- Con un totale di 37 allievi durante la fase iniziale, è l'edizione che ne conta di più assieme alla ventunesima, dopo la prima che ne conta 42.
- Le puntate della fase iniziale vengono ridotte a 22 mentre le puntate della fase serale aumentano a 11.
- Nella fase finale i ragazzi che devono affrontare la sfida vengono richiusi in "casette", stile Grande Fratello, dove si ritiene possano concentrarsi meglio nella preparazione alla sfida. Coloro che non sono in sfida possono visitare uno degli sfidanti solo una volta alla settimana.
- Gli allievi ammessi al serale aumentano a 26, diventando così l'edizione che ne conta di più in tutta la storia del programma.
- Nelle prime due edizioni, nella fase finale, è andato in sfida l'ultimo della classifica di gradimento con uno che lui stesso ha scelto tra due alunni proposti dagli insegnanti. In questa edizione sono gli insegnanti che decidono gli sfidanti, in base a criteri prestabiliti, mentre l'ultimo e il penultimo affrontano la cosiddetta sfidina, ossia una sfida minore, svolta nella stessa sera, che decreta l'uscita di un altro alunno. Questo meccanismo nella successiva edizione è stato abbandonato perché le sfidine erano poco considerate rispetto alle sfide normali.
- Per la prima volta nella storia del programma, i finalisti sono quattro. La formula della finale con tale numero, verrà riproposta per altre dieci edizioni (dalla settima alla nona, nella dodicesima, dalla quattordicesima alla diciannovesima e nella ventiduesima).
- Per la prima volta viene assegnato a uno dei finalisti il Premio della Critica da parte dei giornalisti poco prima di annunciare il vincitore.

### Quarta edizione (2004-2005)
- Nella fase finale vi sono per la prima volta le sfide a tre, composte da tre alunni, di cui solo uno abbandona la scuola.
- Da questa edizione le puntate della fase iniziale vengono ridotte a 19.
- Nella sfida finale, ossia quella che decreta il vincitore del programma, l'ultimo della classifica di gradimento può sfidare chi preferisce. Il vincitore a sua volta sceglie chi sfidare indipendentemente dall'indice di gradimento e così via fino ad arrivare al vincitore.
- Al serale tornano a essere ammessi 20 allievi.

### Quinta edizione (2005-2006)
- L'alunno che deve affrontare la sfida con uno sfidante esterno viene scelto tra cinque candidati: uno proposto dagli insegnanti, uno dagli alunni stessi e gli ultimi tre della classifica di gradimento.
- Qualsiasi alunno che è ultimo per tre volte (pure non consecutivamente) nella classifica di gradimento deve abbandonare la scuola.
- Durante il serale viene introdotta, dietro al grande schermo, una vera e propria orchestra, diretta dal maestro Giuseppe Vessicchio, che suonando dal vivo accompagna le performance dei ragazzi.
- Il numero di allievi ammessi alla fase serale viene diminuito a 18.
- Da questa edizione le puntate della fase serale vengono ridotte a 9.
- Nel corso della fase serale scompaiono le sfide singole e arriva una sfida a squadre: Aquile (ragazze) contro Pinguini (ragazzi). La squadra vincente indica a maggioranza il nome di colui che nella squadra perdente è costretto a lasciare la trasmissione.
- Per la prima volta nella storia del programma alla finale vengono ammessi cinque allievi.

### Sesta edizione (2006-2007)
- I ragazzi vengono divisi in due squadre: Gamma e Delta. Il capogruppo di ogni squadra viene scelto dagli insegnanti e dovrà lui stesso selezionare gli altri membri. Le due squadre si sfideranno nella puntata pomeridiana del sabato e la squadra vincitrice sarà immune dalle sfide e avrà inoltre la possibilità di fare esibire i suoi componenti. Al contrario la squadra perdente rinuncerà alle esibizioni e al suo interno verranno scelti il/i/le possibile/i sfidante/i.
- Solo per questa edizione, viene introdotta la ginnastica artistica.
- Viene introdotto il meccanismo delle stelline: agli allievi più meritevoli di ogni categoria vengono assegnate delle stelline che, accumulate a quelle assegnate dalla classifica di gradimento, permettono di accedere direttamente alla fase serale senza sostenere il temuto esame di sbarramento e senza affrontare la classifica ottenendo tuttavia il consenso dei professori della propria materia.
- Con un totale di 21 allievi durante la fase iniziale, è l'edizione che ne presenta di meno in tutta la storia del programma.
- Le puntate della fase iniziale del programma vengono ridotte a 13.
- Da questa edizione fino alla nona, il numero di allievi ammessi alla fase serale viene ridotto a 14.
- Durante il serale, i ragazzi vengono divisi in due squadre, la Bianca e la Blu: la squadra vincente farà il nome di un membro della squadra perdente candidandolo all'eliminazione; potrà essere salvato soltanto dalla classifica di gradimento e, in ultima chance, dalla commissione dei professori.
- Con l'immissione della sfida a squadre durante il serale, le casette sono state abolite.
- Questa è l'ultima edizione in cui alla finale vengono ammessi cinque concorrenti. Tale numero viene poi ristabilito quattro anni dopo nella decima edizione in cui i vincitori però erano due, e 14 anni dopo nella ventesima, ventiduesima e ventiquattresima edizione.

### Settima edizione (2007-2008)
- Viene abolito l'esame di sbarramento e viene rimpiazzato da un esame sulla propria materia di appartenenza. Questo esame è permesso soltanto ai membri della squadra vincente che risultano primi della loro categoria nella classifica di gradimento. Il superamento di questo esame, con il consenso di tutta la Commissione, permette di ottenere la maglietta di accesso diretto al serale, sostituendo quindi il sistema delle stelline adottato nella precedente edizione.
- Le puntate della fase iniziale del programma vengono aumentate a 14 mentre quelle della fase serale ritornano a essere 11.
- Nella fase serale, i professori hanno espresso le loro preferenze, schierandosi palesemente con una delle due squadre, la Bianca o la Blu; il meccanismo di eliminazione è rimasto identico a quello della sesta edizione.
- Da questa edizione i finalisti ritornano a essere quattro e vi è una particolare attenzione da parte delle case discografiche.

### Ottava edizione (2008-2009)
- Il programma registra molte novità, a iniziare dal collocamento nel palinsesto di Canale 5. Per tutta la fase iniziale, infatti, la puntata in diretta condotta da Maria De Filippi va in onda di domenica nel primo pomeriggio. La prima puntata domenicale, quella in cui sono stati scelti i 21 ragazzi e ha sancito l'inizio del programma, è andata in onda il 5 ottobre 2008. Dal 6 ottobre 2008, dal lunedì al venerdì, va in onda nel pomeriggio la consueta striscia quotidiana di aggiornamento. Resta anche lo spazio pomeridiano al sabato, condotto stavolta dall'autore Luca Zanforlin, in onda dall'11 ottobre 2008.
- Da questa edizione viene introdotta anche la categoria dei cantautori.
- Viene reintegrato l'esame di sbarramento (solo nella propria materia specifica).
- Da questa edizione le puntate della fase iniziale del programma ritornano a essere 13.

### Nona edizione (2009-2010)
- In questa edizione sparisce la categoria recitazione e appare il canto lirico.
- Per la prima volta nella storia del programma, a valutare gli allievi durante l'esame di sbarramento, viene chiamata a giudicare una commissione esterna.
- Per la prima e unica volta nella storia del programma i finalisti sono quattro cantanti.
- Per la prima volta, un alunno (in questo caso Enrico Nigiotti) si ritira dal programma per non sfidarsi con l'allora fidanzata Elena D'Amario.

### Decima edizione (2010-2011)
- Per la prima volta nella storia del programma, si hanno due vincitori: uno per il circuito della danza, l'altro per il circuito del canto.
- Da questa edizione, come per la quinta e per la sesta, le puntate della fase serale vengono ridotte a 9.
- Il numero di allievi ammessi alla fase serale viene ridotto a 12.
- In questa edizione vengono eliminate le categorie canto lirico e ballo hip hop. Viene eliminata la divisione a squadre (Sole / Luna) per ritornare a un modello simile alla prima edizione, in cui gli alunni erano divisi in Titolari e Aspiranti (nell'edizione Saranno Famosi "Riserve") dove questi ultimi ogni sabato, davanti a una commissione esterna, devono dimostrare la loro idoneità per rimanere (Titolari) o per entrare (Aspiranti). Nel corso del programma viene reintrodotto il sistema delle Stelline, leggermente modificato.
- Alla finale sono ammessi cinque allievi: tre finalisti di ballo e due di canto.

### Undicesima edizione (2011-2012)
- La commissione di canto e di ballo è formata da tre professori ciascuna.
- La classe della fase iniziale viene divisa in tre squadre: gialla, blu e verde.
- Ritorna l'esame di sbarramento (solo per accedere al serale).
- Le puntate della fase iniziale del programma vengono aumentate a 23 (nelle quali sono comprese le 5 puntate di casting).
- Al serale, oltre agli allievi (circuito allievi), partecipano anche dei vecchi concorrenti che gareggiano fra di loro (circuito big).
- Il numero di allievi ammessi alla fase serale viene ristabilito a 14. A essi si aggiungono i 9 concorrenti del circuito big.
- In quest'edizione si hanno tre vincitori: uno per il circuito della danza, uno per quello del canto e uno per il circuito big. Ai cinque concorrenti ammessi alla finale (tre finalisti di canto e due di ballo) si aggiungono quindi i quattro finalisti del circuito big.
- Viene abolita la classifica di gradimento settimanale.
- Le finali del programma, canto e big, si tengono all'Arena di Verona.
- Sono scomparse le squadre Bianca e Blu al serale.
- Per ogni circuito è prevista una puntata finale dedicata, per cui le finali sono tre.

### Dodicesima edizione (2012-2013)
- La classe è formata da soli titolari.
- Viene introdotta la maglietta grigia che sostituisce l'esame di sbarramento; la maglia grigia ha diverse opzioni: Rimani, Sei in sfida, Sei in sfida immediata, Sei eliminato (se il professore opta per quest'ultima dovrà avere il consenso degli altri due professori di categoria, altrimenti l'alunno rimane nella scuola).
- Da quest'edizione vengono introdotti anche il canto Rap e la break dance.
- Gli allievi vengono sottoposti al "semaforo": nel caso sia verde, l'allievo accede direttamente al serale, nel caso sia arancione, l'allievo prosegue la sua corsa al serale e nel caso il semaforo sia rosso, l'alunno deve abbandonare la scuola.
- Gli alunni che accedono al serale sono divisi in due squadre capitanate da due direttori artistici (Emma e Miguel Bosé, sostituito poi da Eleonora Abbagnato) che sceglieranno chi si deve esibire e su quali prove.
- Le puntate della fase iniziale del programma vengono ridotte a 15 (nelle quali sono comprese le 5 puntate di casting).
- In questa edizione e in quella successiva, gli allievi ammessi al serale aumentano a 16.
- C'è un vincitore assoluto ma a partire da questa edizione viene premiato anche il miglior classificato dell'altra categoria (Canto o Danza). Per quest'edizione il vincitore assoluto ottiene 150 000 euro, l'altro 50 000.
- Ritornano, nella fase finale del programma, le squadre Bianca e Blu.
- Nella fase serale i professori sono stati assegnati alle due squadre: squadra bianca e squadra blu.
- Per la prima volta nella storia del programma, le puntate del serale sono registrate 7 giorni prima della messa in onda. Viene eliminato il televoto da casa e i concorrenti sono giudicati da una giuria di qualità; fa eccezione la finale, che è in diretta, dove i concorrenti vengono giudicati dal televoto da casa.
- Nella puntata semifinale del 26 maggio 2013 viene decretato il vincitore della categoria Danza. Il 1º giugno si svolge la finale della dodicesima edizione di Amici.
- È il primo anno di Giuliano Peparini come direttore artistico nella fase serale del programma.
- Sparisce l'orchestra diretta da Beppe Vessicchio, durante la fase serale.
- La finale ritorna a essere con quattro concorrenti.

### Tredicesima edizione (2013-2014)
- Da questa edizione ai casting vengono introdotte anche le categorie deejay, dance crew, latino americano e le band.
- La striscia quotidiana del day-time va in onda per la prima volta su Real Time, mentre su Canale 5 restano la puntata settimanale del sabato e la fase finale in prima serata.
- La maglietta grigia dell'edizione precedente diventa nera con un punto interrogativo, rimane invariata l'utilità.
- Per la prima volta, Fanta offre ai concorrenti di interpretare degli inediti.
- Le puntate della fase iniziale del programma vengono ridotte a 14.
- Le puntate della fase serale diventano 10.
- I finalisti sono tre, prima e unica volta in assoluto nella storia del programma.
- Tutti e tre i finalisti, per la prima volta ad Amici, indossano la maglia dello stesso colore.
- Fra i ballerini professionisti che si aggiungono alla fase serale entrano Tamara Fernando e Mehdi Baki.

### Quattordicesima edizione (2014-2015)
- In ogni puntata si svolge una sfida a squadre: vengono scelti due capisquadra che scelgono, in base alle prove richieste, gli allievi da schierare. Solo due professori, uno di ballo e uno di canto, giudicano le esibizioni delle loro materie. La squadra che arriva prima a 5 punti vince la puntata. Il caposquadra perdente viene messo in sfida, mentre i componenti della squadra perdente vengono esaminati dai membri della commissione, che possono metterli in sfida, proporli per un'eliminazione o lasciarli nella scuola.
- La maglia nera scompare, al suo posto arriva la maglia rossa "Inschierabile" data da un professore a un allievo non meritevole di esibirsi il sabato. Tutti gli allievi giudicati inschierabili verranno poi esaminati e tra gli esiti vengono aggiunte la sospensione e la sostituzione.
- Da quest'anno a ogni allievo è consentito avere uno smartphone su cui ricevere i messaggi dai professori o dalla redazione.
- Per accedere al serale vi sono tre possibilità diverse. Oltre al solito esame davanti alla commissione, l'alunno può accedere al serale per scelta di uno dei direttori artistici, oppure sfidando e sconfiggendo altri tre compagni.
- Da questa edizione le puntate della fase iniziale del programma sono aumentate a 16 mentre quelle della fase serale tornano a essere 9.
- Da questa edizione RTL 102.5 manda in onda gli inediti dei ragazzi e gli utenti possono votare il loro preferito tramite il sito web: il più votato riceve il premio RTL 102.5. Secondo i risultati, il più ascoltato tra gli inediti della quattordicesima edizione è stato L'amore è qua del rapper Briga.
- Il numero di allievi ammessi alla fase serale viene ridotto a 12 fino alla sedicesima edizione.
- In quest'edizione è stata introdotta la Magic Ball. Nel caso in cui il punteggio arrivi a 3-0 (escluso il voto secretato della terza prova), il direttore artistico della squadra in svantaggio potrà scegliere di usufruire della Magic Ball, che consiste in un'unica esibizione delle due squadre: soltanto con l'unanimità dei giudici, ovvero ottenendo i voti di tutti e tre i giudici, la squadra in svantaggio potrà vincere la partita (non importa dunque il risultato della terza prova).
- Nella fase serale, per la prima volta nella storia del programma, è presente un intermezzo comico affidato a Virginia Raffaele.
- Nella fase serale i costumi dei ragazzi non sono più quelli tradizionali, ma cambiano a ogni puntata.
- Per la prima volta, è una band a vincere la categoria canto, i The Kolors (squadra blu).
- Per la prima volta la categoria danza è vinta da una donna, Virginia Tomarchio (squadra blu).
- Da questa edizione ritorna la finale a quattro.

### Quindicesima edizione (2015-2016)
- I casting e la striscia quotidiana in onda su Real Time sono condotti da Stefano De Martino, già concorrente della nona edizione del talent, e Marcello Sacchetta, entrambi ballerini professionisti del programma.
- Sia la commissione di canto sia la commissione di ballo sono costituite da 5 professori ciascuna.
- A differenza dell'edizione precedente, gli allievi hanno la possibilità di eleggere due capisquadra per la puntata del sabato dall'inizio della settimana e con il metodo della votazione. Inoltre, non necessariamente è il caposquadra perdente ad andare in sfida, ma anche un componente qualsiasi della squadra perdente.
- Come nella fase serale dell'edizione precedente, in questa edizione anche negli speciali del sabato della fase iniziale i costumi dei ragazzi cambiano di puntata in puntata.
- Anche in questa edizione, nella fase serale, sono presenti gli intermezzi comici di Virginia Raffaele.
- Viene introdotta la Prova Vodafone, che permette agli spettatori da casa di decidere un tipo di esibizione (sia di canto sia di ballo) da far eseguire ai ragazzi della scuola nella puntata del sabato.
- Al serale non sono più presenti due direttori artistici, bensì quattro divisi in due squadre (Emma ed Elisa per la squadra bianca, J-Ax e Nek per la squadra blu).
- Oltre alla giuria fissa (Loredana Bertè, Anna Oxa, Sabrina Ferilli), vi è un quarto giudice presente in ogni puntata del serale, Morgan, che esprime le sue opinioni sulle esibizioni e può votare al posto di uno dei tre giudici qualora i direttori artistici lo richiedano. Inoltre, può richiedere una prova speciale in sostituzione di una di quelle previste.
- Durante la finale, è stato consegnato il Premio Fonzies che comprende una borsa di studio di 20000 €: il premio è stato assegnato ad Alessio Gaudino.

### Sedicesima edizione (2016-2017)
- La fascia d'età per gli aspiranti ai banchi della scuola viene estesa a un minimo di 16 anni (in precedenza potevano partecipare al talent solo i maggiorenni).
- Ritornano i banchi per gli allievi.
- Ritornano gli esami di sbarramento.
- Gli inediti dei cantanti vengono messi in vendita su iTunes e sottoposti a gare: gli allievi il cui inedito risulta essere il più scaricato hanno la possibilità di inciderne un altro.
- Le puntate della fase iniziale del programma vengono ridotte a 14 mentre da questa edizione le puntate della fase serale aumentano a 10.
- Per la prima volta, Vodafone, tramite il concorso Shakethon, mette a disposizione di uno degli allievi vincitori di almeno una Prova Vodafone una borsa di studio per un corso di formazione del valore di 35000 €. Vinto nel pomeridiano da Cosimo Barra e nella finale del serale da Federica Carta.
- Torna la modalità di un direttore artistico per squadra, affiancato, però, da due insegnanti (rispettivamente di danza e di canto). I direttori artistici sono quindi Morgan (sostituito poi da Emma), affiancato da Boosta e Alessandra Celentano, per la squadra bianca ed Elisa, affiancata da Rudy Zerbi e Veronica Peparini, per la squadra blu. Morgan viene però allontanato dal programma dopo la quarta puntata, essendo entrato in forte contrasto con i ragazzi della sua stessa squadra e con la produzione, e viene dunque sostituito, a partire dalla quinta puntata, da Emma, già direttore artistico della squadra bianca nella dodicesima, quattordicesima e quindicesima edizione.
- I ballerini idonei al serale sono scelti da Giuliano Peparini.
- Viene introdotta al serale la prova Questo sono io: tutti gli allievi dovranno scrivere una lettera riguardante la propria storia personale, che verrà letta da Maria De Filippi nel corso di una delle puntate. Al termine della lettura, i ballerini dovranno improvvisare una breve coreografia, mentre i cantanti interpreteranno un inedito scritto per l'occasione.
- Per la prima volta il podio generale è composto da componenti della stessa squadra: il ballerino Andreas Müller e i cantanti Riccardo Marcuzzo e Federica Carta, appartenenti alla Squadra Blu; dopo 11 anni, a vincere il programma è un ballerino, Andreas Müller, già partecipante all'edizione precedente ma ritiratosi nella fase iniziale a causa di un infortunio.
- Per la prima volta nella storia del programma, un concorrente in gara in questa edizione, Michele Merlo, è scomparso molto giovane per una leucemia fulminante nel giugno 2021.
- Da quest'anno il trofeo per il vincitore è una coppa dorata con la scritta Amici al centro. Al vincitore della categoria perdente viene dato un trofeo identico ma di dimensioni ridotte.

### Diciassettesima edizione (2017-2018)
- I casting vengono aperti anche a ragazzi stranieri che vivono al di fuori dell'Italia.
- I cantanti vengono seguiti dagli autori Roberto Casalino, Daniele Magro, Davide Simonetta, Amara, Federica Abbate, Giulia Anania, Gianni Pollex, Cheope e Giuseppe Anastasi.
- I cantanti vengono seguiti nella produzione dei loro inediti da Merk & Kremont e i Daddy's Groove.
- Viene introdotta la figura del tutor: Annalisa, Michele Bravi e Giovanni Caccamo.
- Le puntate della fase iniziale del programma vengono aumentate a 17.
- Il numero di allievi ammessi alla fase serale viene aumentato a 14.
- La fase finale va in onda nuovamente in diretta.
- Tornano il televoto e la classifica di gradimento.
- In questa edizione il direttore artistico del serale è Luca Tommasini, in sostituzione di Giuliano Peparini, direttore artistico delle ultime cinque edizioni.

### Diciottesima edizione (2018-2019)
- È l'edizione che presenta il più basso numero di banchi, per un totale di 14 posti (successivamente diventati 16).
- Durante la fase iniziale c'è un cambio di regia, affidata non più a Paolo Pietrangeli ma ad Andrea Vicario, già regista della fase serale di Amici.
- Esiste una nuova modalità di accesso al serale. Con la sfida a squadre, gli allievi della squadra vincente hanno la possibilità di conquistare la maglia del serale. Ci sono due modalità per farlo: avere la media del 10 e in questo modo accedere direttamente, senza sfide e interrogazioni, oppure avere la media del 9. In questo caso, per conquistare un posto nel serale è necessario superare una sfida a tre step giudicata da tre diversi giudici esterni. L'allievo ultimo in classifica della squadra perdente, invece, va direttamente in sfida.
- Le puntate della fase iniziale del programma vengono ridotte a 16 mentre quelle della fase serale ritornano a essere 9.
- Al serale ritornano a essere ammessi 12 allievi.
- Dopo sei anni vi è il ritorno dell'orchestra dal vivo, che accompagna i ragazzi durante le loro esibizioni: essa è composta da 30 giovani musicisti selezionati dal maestro Celso Valli e diretti dal maestro Marco Vito.
- Tornano le figure dei direttori artistici.
- È presente un VAR composto da Luciano Cannito e Peppe Vessicchio.
- Giuliano Peparini ritorna a essere il direttore artistico del serale.
- La commissione dei docenti di canto e di ballo viene modificata: entrambi sono formati da tre docenti di canto e tre docenti di ballo. Nel canto ad affiancare Rudy Zerbi arriva Alex Britti subentrato a Carlo di Francesco e arriva Stash in sostituzione di Giusy Ferreri e viene eliminato il banco di Paola Turci come insegnante di canto. Nel ballo ad affiancare Alessandra Celentano e Veronica Peparini, arriva Timor Steffens subentrato a Garrison Rochelle e viene eliminato il banco di Bill Goodson come insegnante di ballo.

### Diciannovesima edizione (2019-2020)
- Viene aumentato il numero dei banchi a 17.
- Viene introdotto il "libretto dei voti", dove verranno annotati i giudizi dei professori sugli alunni.
- Viene introdotto il "registro di classe".
- Da quest'edizione i professori tengono anche delle lezioni teoriche, su cui gli alunni vengono interrogati.
- Le puntate della fase iniziale del programma vengono ridotte a dodici così come quelle della fase serale che diventano sei diventando così l'edizione più corta di tutte sia per il numero di puntate del pomeridiano sia per il serale. Dopo di esse, il programma riprende con altre quattro puntate dal titolo Amici Speciali.
- Al serale vengono ammessi solo dieci allievi, diventando l'edizione che ne conta di meno in assoluto.
- Vengono abolite la squadra bianca e blu: ciascuno gioca per sé stesso.
- Non sono più presenti i direttori artistici.
- Da questa edizione sparisce nuovamente l'orchestra durante la fase serale.
- In tutte le puntate del serale (tranne la prima), per via della pandemia di COVID-19, non è presente il pubblico in studio.
- In questa edizione i professori si mettono in gioco e vengono valutati dagli allievi nello spazio Amici dei prof. In questo spazio sono ospiti fissi Albano Carrisi e Romina Power.
- Dopo 12 anni la fase serale va in onda a partire dal mese di febbraio.
- La giuria è formata da Gabry Ponte, Vanessa Incontrada, Loredana Bertè, poi sostituita nella terza puntata da Christian De Sica e nella quarta, quinta e sesta puntata da Alessia Marcuzzi.
- Da questa edizione, durante la prima puntata del serale, ci sono sempre state due eliminazioni.
- Da questa edizione, a causa della pandemia di COVID-19, la commissione esterna che determina il Premio della critica è in collegamento streaming.
- È presente un VAR composto da Luciano Cannito e Peppe Vessicchio sostituito nella quarta puntata da Adriano Pennino.
- Il cast dei professori viene modificato: tra i professori di canto, ad affiancare Rudy Zerbi e Stash arriva Anna Pettinelli subentrata ad Alex Britti e per la prima volta nel ballo la commissione resta la stessa formata da Alessandra Celentano, Timor Steffens e Veronica Peparini.

### Ventesima edizione (2020-2021)
- Il numero di banchi a disposizione viene ridotto a 16, poi aumentati a 17.
- Il day-time quotidiano torna a essere trasmesso su Italia 1 alle 19:00 con la voce fuoricampo di Maria De Filippi.
- Da questa edizione, per la prima volta nella storia del programma, i ragazzi vivranno nelle casette del serale anche durante la fase iniziale del programma in via precauzionale a causa della pandemia di COVID-19.
- Da questa edizione gli allievi durante le puntate del pomeridiano e del serale non indossano più una divisa ma i loro stessi abiti. Le divise di entrambe le fasi però, sono comunque presenti e i concorrenti le indossano quotidianamente.
- Il cast dei professori viene modificato: tra i professori di canto, ad affiancare Rudy Zerbi e Anna Pettinelli c'è Arisa, subentrata a Stash; tra i professori di ballo, invece ad affiancare Alessandra Celentano e Veronica Peparini arriva Lorella Cuccarini in sostituzione di Timor Steffens. Per la terza volta consecutiva il corpo docente è composto da sei professori (tre per la categoria canto e tre per la categoria ballo).
- Le puntate della fase iniziale del programma ritornano a essere sedici così come quelle della fase serale, che da questa edizione tornano a essere nove.
- A partire da questa edizione, le puntate del serale ritornano in onda pre-registrate, con l'eccezione della finale che va in onda in diretta come accadeva dalla tredicesima alla sedicesima edizione.
- Da questa edizione, la giuria del serale è composta da Stash, Stefano De Martino ed Emanuele Filiberto di Savoia.
- Gli allievi ammessi al serale aumentano a 17: dopo 14 anni gli allievi ammessi alla fase serale del programma sono più di 16.
- Nella fase serale ritorna il pubblico in studio, munito però di mascherina chirurgica per via della pandemia di COVID-19.
- Ritornano le squadre del serale. A differenza degli altri anni, però, per la prima volta nella storia del programma esse non sono più due ma tre, ciascuna di esse capitanata da due professori (uno di canto e uno di ballo): Zerbi-Celentano, Arisa-Cuccarini e Pettinelli-Peparini.
- Lo spazio "Amici dei prof" durante la fase serale della scorsa edizione, viene sostituito dal "Guanto di sfida dei prof": si tratta di un guanto di sfida lanciato tra i professori di ciascuna squadra. Questo momento vede protagoniste le squadre Zerbi-Celentano e Arisa-Cuccarini.
- Dopo 18 anni, da questa edizione, la semifinale conta sette allievi e non cinque come le edizioni precedenti.
- Per la seconda volta nella storia del programma, dopo 17 anni, durante la semifinale c'è stata una doppia eliminazione.
- Dopo 10 anni, per la quarta volta nella storia del programma, i finalisti sono cinque e non quattro.
- Per la prima volta nella storia del programma, la vincitrice dell'intera edizione è una ballerina donna, Giulia Stabile.
- Da questa edizione, il nuovo direttore artistico del serale è Stéphane Jarny, in sostituzione di Giuliano Peparini.

### Ventunesima edizione (2021-2022)
- Il numero di banchi a disposizione viene aumentato a 17, che successivamente verranno ulteriormente aumentati a 18.
- La puntata settimanale passa dal sabato alla domenica (con un'eventuale appendice registrata che viene trasmessa nel day-time del lunedì)
- Da questa edizione, il day-time quotidiano torna a essere trasmesso solo ed esclusivamente su Canale 5 dalle 16:10 alle 16:40 con la voce fuoricampo di Maria De Filippi.
- Il cast dei professori viene modificato: tra i professori di canto, ad affiancare Rudy Zerbi e Anna Pettinelli c'è Lorella Cuccarini, subentrata ad Arisa (la Cuccarini è la prima professoressa della storia del talent ad aver avuto la cattedra in due categorie diverse), mentre tra i professori di ballo, ad affiancare Alessandra Celentano e Veronica Peparini arriva Raimondo Todaro in sostituzione di Lorella Cuccarini. Per la quarta volta consecutiva il corpo docente è composto da sei professori (tre per la categoria canto e tre per la categoria ballo).
- Dopo 12 anni la fase iniziale del programma va in onda a partire dal mese di settembre e perciò le puntate sono aumentate a 22.
- Con un totale di 37 allievi durante la fase iniziale, è l'edizione che ne conta di più assieme alla terza, dopo la prima che ne conta 42.
- Il numero di allievi ammessi al serale sale a 18.
- Anche quest'anno, al serale sono presenti le tre squadre capitanate da due professori ciascuna (uno di canto e uno di ballo): vengono riconfermate le squadre Zerbi-Celentano e Pettinelli-Peparini mentre la squadra Arisa-Cuccarini è stata sostituita dalla Cuccarini-Todaro.
- Nella quarta puntata della fase serale, tutte e tre le manche sono state vinte dalla stessa squadra (Zerbi-Celentano): questa è la prima volta che accade da quando è stato introdotto il nuovo meccanismo (Amici 20). Tale evento si ripeterà anche nell'edizione successiva durante la prima puntata del serale, sempre con la vittoria delle tre manche da parte della stessa squadra e nella ventitreesima edizione durante la quinta puntata sempre con la vittoria delle tre manche della stessa squadra. Anche durante la quinta puntata della ventiquattresima edizione, la squadra Zerbi-Celentano riesce a vincere tutte e tre le manche.
- Per la prima volta nella storia del programma, in tutta la fase serale del programma, le squadre Pettinelli-Peparini e Cuccarini-Todaro si sono sfidate una sola volta, con la vittoria di quest'ultima; questa è la prima volta che accade da quando è stato introdotto il nuovo meccanismo (Amici 20).
- Per la prima volta nella storia del programma, in tutta la fase serale del programma, la squadra Pettinelli-Peparini non è mai riuscita a vincere una manche: questa è la prima volta che accade da quando è stato introdotto il nuovo meccanismo (Amici 20).
- Anche quest'anno, durante il serale, è presente lo spazio "Guanto di sfida dei prof" che però vede come protagonisti, per la seconda volta i professori Zerbi-Celentano e per la prima volta i professori Cuccarini-Todaro.
- Inizialmente erano previsti cinque posti per la finale, ma dopo le votazioni della giuria due concorrenti al ballottaggio risultano essere a pari merito: pertanto la produzione decide di assegnare a entrambi la maglia della finale, che dopo 19 anni, per la terza volta nella storia del programma, conta sei concorrenti.
- Luigi Strangis è l'allievo che ha vinto la trasmissione con la percentuale più alta in tutta la storia del programma (76,4%).

### Ventiduesima edizione (2022-2023)
- Viene introdotto il banco del pubblico a seguito dell'eliminazione di un allievo per sostituzione, sarà il televoto a confermare o ribaltare l'esito. In caso di riconferma del banco l'allievo/a entrerà a far parte di un team capitanato da due professionisti del programma. Alla tredicesima puntata dello speciale della domenica viene cancellato.
- Il numero di banchi viene aumentato a 19, diminuiti poi a 15.
- Il cast dei professori viene modificato: tra i professori di canto, vengono confermati Rudy Zerbi e Lorella Cuccarini, mentre ad abbandonare la cattedra dopo 3 edizioni è Anna Pettinelli e sarà sostituita da un'ex insegnante: Arisa. Tra I docenti di danza, sono stati confermati Alessandra Celentano e Raimondo Todaro ed una docente storica, Veronica Peparini, dopo 9 edizioni abbandona la cattedra e viene sostituita da un'ex insegnante: Emanuel Lo.
- Come nell'edizione precedente, la fase iniziale del programma va in onda a partire dal mese di settembre.
- Da questa edizione, le puntate della fase iniziale aumentano a 23.
- Dopo 16 anni a essere ammessi al serale sono più ballerini che cantanti.
- Il numero di allievi ammessi al serale viene ridotto a 15.
- Per la seconda volta nella storia del programma, nella fase iniziale, un allievo che perde una sfida ha la possibilità di effettuarne una nuova, e vincerla per poi rientrare in gara al posto di un allievo coinvolto in un provvedimento.
- Per il terzo anno consecutivo, al serale sono presenti le tre squadre capitanate da due professori ciascuna (uno di canto e uno di ballo): viene riconfermata la squadra Zerbi-Celentano mentre le squadre Pettinelli-Peparini e Cuccarini-Todaro vengono sostituite da Arisa-Todaro e da Cuccarini-Emanuel Lo.
- Per il terzo anno consecutivo, durante il serale, è presente lo spazio del "Guanto di sfida dei prof" che da quest'anno vede coinvolti tutti i professori di ciascuna squadra.
- Da quest'anno, la giuria del serale è composta da Michele Bravi, Giuseppe Giofrè e Cristiano Malgioglio.
- Dopo due anni, a partire dalla seconda puntata del serale andata in onda sabato 25 marzo 2023, il pubblico in studio non indossa più le mascherine dovute alla pandemia di COVID-19.
- Nella seconda puntata della fase serale, ognuna delle tre squadre è riuscita a vincere una delle tre manche: questa è la prima volta che accade da quando è stato introdotto il nuovo meccanismo (Amici 20). Tale avvenimento si ripeterà anche nella sesta puntata e nella semifinale di questa edizione, nella seconda puntata della 23ª edizione e nella quarta puntata della 24ª.
- Rispetto alle ultime due edizioni, in cui alla semifinale vennero ammessi sette allievi, questa volta ne sono stati ammessi sei.
- Dopo la registrazione della settima puntata del serale, circolano voci su due presunti casi di COVID-19 tra gli allievi rimasti in gara. Il 2 maggio 2023, gli allievi colpiti dal virus aumentano a quattro, mentre tra i collaboratori del programma risultano anche dieci positivi. La registrazione della semifinale, prevista per giovedì 4 maggio, pertanto viene rimandata a sabato 6, diventando la prima puntata, tra tutte le fasi serali registrate, a essere registrata il giorno stesso della messa in onda.
- Per la terza volta nella storia del programma in semifinale c'è una doppia eliminazione.
- I finalisti ritornano a essere quattro e per la quinta volta nella storia del programma si tratta di due cantanti e due ballerini.
- Come nell'edizione precedente, la finale non viene trasmessa di sabato ma di domenica.
- Per la prima volta nella storia del programma, a vincere la trasmissione è un ballerino di danza latino americana, Mattia Zenzola, che era già in concorso l'anno precedente ma si era dovuto ritirare a causa di un infortunio durante la fase iniziale.

### Ventitreesima edizione (2023-2024)
- Il cast dei professori viene modificato: nel canto, vengono confermati Rudy Zerbi e Lorella Cuccarini e dopo soltanto un anno (non consecutivo) abbandona la cattedra Arisa, che sarà sostituita da un'ex insegnante di canto, Anna Pettinelli. Mentre, i docenti di ballo, restano gli stessi della ventiduesima edizione di Amici di Maria De Filippi, composta da Alessandra Celentano, Raimondo Todaro e da Emanuel Lo Iacono. Per la sesta volta consecutiva il corpo docente è composto da sei professori (tre per la categoria canto e tre per la categoria ballo).
- Il numero di banchi viene aumentato a 20.
- Da quest'anno i ragazzi vivono nelle casette del serale anche durante la fase iniziale del programma, nonostante siano state abolite le precauzioni legate alla pandemia di COVID-19.
- Vengono abolite tutte le precauzioni adottate in seguito alla pandemia di COVID-19 (plexiglass, mascherine e distanze).
- Anche quest'anno, al serale vengono ammessi 15 allievi, che contano più ballerini che cantanti.
- Per il quarto anno consecutivo, al serale sono presenti le tre squadre capitanate da due professori ciascuna (uno di canto e uno di ballo): viene riconfermata la squadra Zerbi-Celentano e Cuccarini-Emanuel Lo, mentre la squadra Arisa-Todaro viene sostituita dalla Pettinelli-Todaro.
- Anche quest'anno, durante il serale, è presente lo spazio del "Guanto di sfida dei prof".
- Per la prima volta, una concorrente infortunata nel corso del serale (nel dettaglio Gaia De Martino) viene sostituita in corsa per il periodo di riposo da una figurante, quale Aurora Ranvestel, che si esibisce e gareggia in sua vece.
- Per la prima volta nella storia del programma, una squadra (precisamente la Pettinelli-Todaro) viene interamente eliminata prima della fine della trasmissione; pertanto dopo la settima puntata le squadre che si sfideranno sono solo due.
- Per la prima volta nella storia del programma, una squadra (precisamente la Zerbi-Celentano) accede alla finale con tutti i suoi concorrenti, senza aver subito alcuna eliminazione.
- Per la prima volta nella storia del programma non vi sono eliminazioni in semifinale.
- Inizialmente erano previsti cinque posti per la finale, ma la giuria in accordo con la produzione, ha deciso di aggiungere un posto in più; pertanto, per la quarta volta nella storia del programma la finale conta 6 concorrenti.
- Dopo 4 anni, la commissione che assegna il Premio della critica torna ad essere fisicamente presente in studio come accadeva sino alla 18ª edizione.
- Dopo 14 anni, per la terza volta nella storia del programma, la vittoria è contesta tra due donne (una cantante e una ballerina dopo ben 21 anni).

### Ventiquattresima edizione (2024-2025)
- Il cast dei professori viene modificato: nel canto, la commissione rimane la stessa della ventitreesima edizione di Amici di Maria De Filippi, composta da: Rudy Zerbi, Lorella Cuccarini e da Anna Pettinelli. Mentre, tra i docenti di danza, c'è una novità: vengono confermati Alessandra Celentano e Emanuel Lo e c'è una new entry: Deborah Lettieri al posto di Raimondo Todaro. Per la settima volta consecutiva il corpo docente è composto da sei professori (tre per la categoria canto e tre per la categoria ballo).
- Il numero di banchi viene ridotto a 16.
- Le puntate della fase iniziale vengono ridotte a 22.
- Per la prima volta, nella storia del programma, una maglia del serale, è stata assegnata prima che cominciasse la corsa verso il serale. Tale maglia è stata assegnata a Nicolò Filippucci (circuito canto) da parte della sua professoressa di appartenenza, A. Pettinelli.
- Inizialmente l'ammissione al serale degli allievi, era affidata solo ed esclusivamente al proprio insegnante di riferimento (così come accadeva nelle ultime 4 edizioni) ma in seguito ad una richiesta della professoressa A. Celentano alla produzione (poi accettata), dopo 6 edizioni l'accesso al serale torna ad essere affidato all'intera commissione della categoria di riferimento.
- Sempre nella prima volta, nella storia del programma, l'allievo Nicolò Filippucci rinuncia alla maglia del serale, dopo il cambio del meccanismo per l'accesso del serale; due settimane dopo riottiene la maglia.
- I posti al serale vengono aumentati a 16 (ridotti a 15 in seguito al ritiro di Dandy Cipriano).
- Per il quinto anno consecutivo, al serale sono presenti le tre squadre capitanate da due professori ciascuna (uno di canto e uno di ballo): vengono riconfermate le squadre Zerbi-Celentano e Cuccarini-Emanuel Lo, mentre la squadra Pettinelli-Todaro viene sostituita dalla Pettinelli-Lettieri.
- La giuria della fase serale viene modificata, riconfermando per il terzo anno consecutivo Cristiano Malgioglio e sostituendo Michele Bravi e Giuseppe Giofrè con Amadeus ed Elena D'Amario (la quale diventa la prima ex concorrente donna della categoria ballo del programma a ricoprire questo ruolo).
- Anche quest'anno, durante il serale, è presente lo spazio del "Guanto di sfida dei prof" che però, vede una novità: ad esibirsi, può anche non essere la coppia di professori per squadra, ma solo uno dei due.
- Al termine della quinta puntata del serale gli allievi per ciascuna squadra sono: 5 per Zerbi-Celentano, 2 per Pettinelli-Lettieri e 1 per Cuccarini-Emanuel Lo; Nel daytime di mercoledì 23 aprile 2025, gli allievi delle due squadre con un numero inferiore (Pettinelli-Lettieri e Cuccarini-Emanuel Lo) propongono alla produzione e ai professori la possibilità di unire le due squadre: la proposta viene accettata e gli allievi di entrambe le squadre vengono uniti in una sola squadra capitanata da quattro professori (Pettinelli, Lettieri, Cuccarini ed Emanuel Lo). Questa è la prima volta che accade da quando è stato introdotto il nuovo meccanismo (Amici 20), mentre per la riduzione delle squadre (da 3 a 2) è la seconda volta dato che nell'edizione precedente è successo in seguito all'eliminazione per intero della squadra Pettinelli-Todaro.
- I finalisti, per la quinta volta, sono cinque e dopo 20 anni si contano più ballerini che cantanti.

## Cast

### Insegnanti
Insegnante di ballo
     Insegnante di canto
     Insegnante di recitazione
     Insegnanti di ginnastica artistica
| Insegnanti             | Edizione | Edizione | Edizione | Edizione | Edizione | Edizione | Edizione | Edizione | Edizione | Edizione | Edizione | Edizione | Edizione | Edizione | Edizione | Edizione | Edizione | Edizione | Edizione | Edizione | Edizione | Edizione | Edizione | Edizione | Edizione | Totale |
| Insegnanti             | 1ª       | 2ª       | 3ª       | 4ª       | 5ª       | 6ª       | 7ª       | 8ª       | 9ª       | 10ª      | 11ª      | 12ª      | 13ª      | 14ª      | 15ª      | 16ª      | 17ª      | 18ª      | 19ª      | 20ª      | 21ª      | 22ª      | 23ª      | 24ª      | 25ª      | Totale |
| ---------------------- | -------- | -------- | -------- | -------- | -------- | -------- | -------- | -------- | -------- | -------- | -------- | -------- | -------- | -------- | -------- | -------- | -------- | -------- | -------- | -------- | -------- | -------- | -------- | -------- | -------- | ------ |
| Garrison Rochelle      |          |          |          |          |          |          |          |          |          |          |          |          |          |          |          |          |          |          |          |          |          |          |          |          |          | 17     |
| Peppe Vessicchio       |          |          |          |          |          |          |          |          |          |          |          |          |          |          |          |          |          |          |          |          |          |          |          |          |          | 11     |
| Maura Paparo           |          |          |          |          |          |          |          |          |          |          |          |          |          |          |          |          |          |          |          |          |          |          |          |          |          | 8      |
| Fioretta Mari          |          |          |          |          |          |          |          |          |          |          |          |          |          |          |          |          |          |          |          |          |          |          |          |          |          | 8      |
| Luca Pitteri           |          |          |          |          |          |          |          |          |          |          |          |          |          |          |          |          |          |          |          |          |          |          |          |          |          | 6      |
| Maurizio Pica          |          |          |          |          |          |          |          |          |          |          |          |          |          |          |          |          |          |          |          |          |          |          |          |          |          | 1      |
| Claudio Insegno        |          |          |          |          |          |          |          |          |          |          |          |          |          |          |          |          |          |          |          |          |          |          |          |          |          | 1      |
| Steve La Chance        |          |          |          |          |          |          |          |          |          |          |          |          |          |          |          |          |          |          |          |          |          |          |          |          |          | 8      |
| Patrick Rossi Gastaldi |          |          |          |          |          |          |          |          |          |          |          |          |          |          |          |          |          |          |          |          |          |          |          |          |          | 8      |
| Nora Orlandi           |          |          |          |          |          |          |          |          |          |          |          |          |          |          |          |          |          |          |          |          |          |          |          |          |          | 1      |
| Rossella Brescia       |          |          |          |          |          |          |          |          |          |          |          |          |          |          |          |          |          |          |          |          |          |          |          |          |          | 1      |
| Alessandra Celentano   |          |          |          |          |          |          |          |          |          |          |          |          |          |          |          |          |          |          |          |          |          |          |          |          |          | 23     |
| Grazia Di Michele      |          |          |          |          |          |          |          |          |          |          |          |          |          |          |          |          |          |          |          |          |          |          |          |          |          | 12     |
| Rino Cassano           |          |          |          |          |          |          |          |          |          |          |          |          |          |          |          |          |          |          |          |          |          |          |          |          |          | 2      |
| Fabrizio Palma         |          |          |          |          |          |          |          |          |          |          |          |          |          |          |          |          |          |          |          |          |          |          |          |          |          | 5      |
| Daniela Allegra        |          |          |          |          |          |          |          |          |          |          |          |          |          |          |          |          |          |          |          |          |          |          |          |          |          | 1      |
| Maria Fumea            |          |          |          |          |          |          |          |          |          |          |          |          |          |          |          |          |          |          |          |          |          |          |          |          |          | 1      |
| Jury Chechi            |          |          |          |          |          |          |          |          |          |          |          |          |          |          |          |          |          |          |          |          |          |          |          |          |          | 1      |
| Paolo Asso             |          |          |          |          |          |          |          |          |          |          |          |          |          |          |          |          |          |          |          |          |          |          |          |          |          | 2      |
| Luca Jurman            |          |          |          |          |          |          |          |          |          |          |          |          |          |          |          |          |          |          |          |          |          |          |          |          |          | 3      |
| Gabriella Scalise      |          |          |          |          |          |          |          |          |          |          |          |          |          |          |          |          |          |          |          |          |          |          |          |          |          | 1      |
| Mauro Astolfi          |          |          |          |          |          |          |          |          |          |          |          |          |          |          |          |          |          |          |          |          |          |          |          |          |          | 1      |
| Marco Garofalo         |          |          |          |          |          |          |          |          |          |          |          |          |          |          |          |          |          |          |          |          |          |          |          |          |          | 2      |
| Michele Villanova      |          |          |          |          |          |          |          |          |          |          |          |          |          |          |          |          |          |          |          |          |          |          |          |          |          | 2      |
| Giuseppe Carbone       |          |          |          |          |          |          |          |          |          |          |          |          |          |          |          |          |          |          |          |          |          |          |          |          |          | 1      |
| Loretta Martinez       |          |          |          |          |          |          |          |          |          |          |          |          |          |          |          |          |          |          |          |          |          |          |          |          |          | 1      |
| Charlie Rapino         |          |          |          |          |          |          |          |          |          |          |          |          |          |          |          |          |          |          |          |          |          |          |          |          |          | 1      |
| Sergio La Stella       |          |          |          |          |          |          |          |          |          |          |          |          |          |          |          |          |          |          |          |          |          |          |          |          |          | 1      |
| Kris                   |          |          |          |          |          |          |          |          |          |          |          |          |          |          |          |          |          |          |          |          |          |          |          |          |          | 1      |
| Rudy Zerbi             |          |          |          |          |          |          |          |          |          |          |          |          |          |          |          |          |          |          |          |          |          |          |          |          |          | 16     |
| Luciano Mattia Cannito |          |          |          |          |          |          |          |          |          |          |          |          |          |          |          |          |          |          |          |          |          |          |          |          |          | 3      |
| Maria Grazia Fontana   |          |          |          |          |          |          |          |          |          |          |          |          |          |          |          |          |          |          |          |          |          |          |          |          |          | 1      |
| Dado Parisini          |          |          |          |          |          |          |          |          |          |          |          |          |          |          |          |          |          |          |          |          |          |          |          |          |          | 1      |
| Carl Portal            |          |          |          |          |          |          |          |          |          |          |          |          |          |          |          |          |          |          |          |          |          |          |          |          |          | 1      |
| Mara Maionchi          |          |          |          |          |          |          |          |          |          |          |          |          |          |          |          |          |          |          |          |          |          |          |          |          |          | 2      |
| Veronica Peparini      |          |          |          |          |          |          |          |          |          |          |          |          |          |          |          |          |          |          |          |          |          |          |          |          |          | 10     |
| Carlo di Francesco     |          |          |          |          |          |          |          |          |          |          |          |          |          |          |          |          |          |          |          |          |          |          |          |          |          | 5      |
| Kledi Kadiu            |          |          |          |          |          |          |          |          |          |          |          |          |          |          |          |          |          |          |          |          |          |          |          |          |          | 4      |
| Klaus Bonoldi          |          |          |          |          |          |          |          |          |          |          |          |          |          |          |          |          |          |          |          |          |          |          |          |          |          | 1      |
| Francesco Sarcina      |          |          |          |          |          |          |          |          |          |          |          |          |          |          |          |          |          |          |          |          |          |          |          |          |          | 1      |
| Fabrizio Moro          |          |          |          |          |          |          |          |          |          |          |          |          |          |          |          |          |          |          |          |          |          |          |          |          |          | 2      |
| Alex Braga             |          |          |          |          |          |          |          |          |          |          |          |          |          |          |          |          |          |          |          |          |          |          |          |          |          | 2      |
| Natalia Titova         |          |          |          |          |          |          |          |          |          |          |          |          |          |          |          |          |          |          |          |          |          |          |          |          |          | 2      |
| Marco Maccarini        |          |          |          |          |          |          |          |          |          |          |          |          |          |          |          |          |          |          |          |          |          |          |          |          |          | 1      |
| Boosta                 |          |          |          |          |          |          |          |          |          |          |          |          |          |          |          |          |          |          |          |          |          |          |          |          |          | 1      |
| Emanuel Lo             |          |          |          |          |          |          |          |          |          |          |          |          |          |          |          |          |          |          |          |          |          |          |          |          |          | 5      |
| Giusy Ferreri          |          |          |          |          |          |          |          |          |          |          |          |          |          |          |          |          |          |          |          |          |          |          |          |          |          | 1      |
| Paola Turci            |          |          |          |          |          |          |          |          |          |          |          |          |          |          |          |          |          |          |          |          |          |          |          |          |          | 1      |
| Bill Goodson           |          |          |          |          |          |          |          |          |          |          |          |          |          |          |          |          |          |          |          |          |          |          |          |          |          | 1      |
| Alex Britti            |          |          |          |          |          |          |          |          |          |          |          |          |          |          |          |          |          |          |          |          |          |          |          |          |          | 1      |
| Stash Fiordispino      |          |          |          |          |          |          |          |          |          |          |          |          |          |          |          |          |          |          |          |          |          |          |          |          |          | 2      |
| Timor Steffens         |          |          |          |          |          |          |          |          |          |          |          |          |          |          |          |          |          |          |          |          |          |          |          |          |          | 2      |
| Anna Pettinelli        |          |          |          |          |          |          |          |          |          |          |          |          |          |          |          |          |          |          |          |          |          |          |          |          |          | 6      |
| Lorella Cuccarini      |          |          |          |          |          |          |          |          |          |          |          |          |          |          |          |          |          |          |          |          |          |          |          |          |          | 6      |
| Arisa                  |          |          |          |          |          |          |          |          |          |          |          |          |          |          |          |          |          |          |          |          |          |          |          |          |          | 2      |
| Raimondo Todaro        |          |          |          |          |          |          |          |          |          |          |          |          |          |          |          |          |          |          |          |          |          |          |          |          |          | 3      |
| Deborah Lettieri       |          |          |          |          |          |          |          |          |          |          |          |          |          |          |          |          |          |          |          |          |          |          |          |          |          | 1      |
| Insegnante             | 1ª       | 2ª       | 3ª       | 4ª       | 5ª       | 6ª       | 7ª       | 8ª       | 9ª       | 10ª      | 11ª      | 12ª      | 13ª      | 14ª      | 15ª      | 16ª      | 17ª      | 18ª      | 19ª      | 20ª      | 21ª      | 22ª      | 23ª      | 24ª      | 25ª      | Totale |

- Con 22 partecipazioni, Alessandra Celentano è la professoressa, di danza e in generale, più longeva del programma.
- Con 15 partecipazioni, Rudy Zerbi è il professore di canto più longevo del programma.
- Lorella Cuccarini è l'unica professoressa ad aver ricoperto entrambe le discipline (Canto e Ballo)

### Ballerini professionisti
| Ballerini Professionisti | Edizione | Edizione | Edizione | Edizione | Edizione | Edizione | Edizione | Edizione | Edizione | Edizione | Edizione | Edizione | Edizione | Edizione | Edizione | Edizione | Edizione | Edizione | Edizione | Edizione | Edizione | Edizione | Edizione | Edizione | Totale |
| Ballerini Professionisti | 1ª       | 2ª       | 3ª       | 4        | 5        | 6ª       | 7ª       | 8ª       | 9ª       | 10ª      | 11ª      | 12ª      | 13ª      | 14ª      | 15ª      | 16ª      | 17ª      | 18ª      | 19ª      | 20ª      | 21ª      | 22ª      | 23ª      | 24ª      | Totale |
| ------------------------ | -------- | -------- | -------- | -------- | -------- | -------- | -------- | -------- | -------- | -------- | -------- | -------- | -------- | -------- | -------- | -------- | -------- | -------- | -------- | -------- | -------- | -------- | -------- | -------- | ------ |
| Anbeta Toromani          |          |          |          |          |          |          |          |          |          |          |          |          |          |          |          |          |          |          |          |          |          |          |          |          | 10     |
| Simone Nolasco           |          |          |          |          |          |          |          |          |          |          |          |          |          |          |          |          |          |          |          |          |          |          |          |          | 10     |
| Elena D'Amario           |          |          |          |          |          |          |          |          |          |          |          |          |          |          |          |          |          |          |          |          |          |          |          |          | 10     |
| Francesca Tocca          |          |          |          |          |          |          |          |          |          |          |          |          |          |          |          |          |          |          |          |          |          |          |          |          | 10     |
| Kledi Kadiu              |          |          |          |          |          |          |          |          |          |          |          |          |          |          |          |          |          |          |          |          |          |          |          |          | 8      |
| Josè Perez               |          |          |          |          |          |          |          |          |          |          |          |          |          |          |          |          |          |          |          |          |          |          |          |          | 8      |
| Martina Nadalini         |          |          |          |          |          |          |          |          |          |          |          |          |          |          |          |          |          |          |          |          |          |          |          |          | 8      |
| Marcello Sacchetta       |          |          |          |          |          |          |          |          |          |          |          |          |          |          |          |          |          |          |          |          |          |          |          |          | 8      |
| Giulia Pauselli          |          |          |          |          |          |          |          |          |          |          |          |          |          |          |          |          |          |          |          |          |          |          |          |          | 8      |
| Maria Zaffino            |          |          |          |          |          |          |          |          |          |          |          |          |          |          |          |          |          |          |          |          |          |          |          |          | 7      |
| Francesca Di Maio        |          |          |          |          |          |          |          |          |          |          |          |          |          |          |          |          |          |          |          |          |          |          |          |          | 7      |
| Amilcar Moret Gonzalez   |          |          |          |          |          |          |          |          |          |          |          |          |          |          |          |          |          |          |          |          |          |          |          |          | 7      |
| Lorenzo Del Moro         |          |          |          |          |          |          |          |          |          |          |          |          |          |          |          |          |          |          |          |          |          |          |          |          | 7      |
| Sebastian Melo Taveira   |          |          |          |          |          |          |          |          |          |          |          |          |          |          |          |          |          |          |          |          |          |          |          |          | 7      |
| Stefano De Martino       |          |          |          |          |          |          |          |          |          |          |          |          |          |          |          |          |          |          |          |          |          |          |          |          | 6      |
| Umberto Gaudino          |          |          |          |          |          |          |          |          |          |          |          |          |          |          |          |          |          |          |          |          |          |          |          |          | 6      |
| Eleonora Scopelliti      |          |          |          |          |          |          |          |          |          |          |          |          |          |          |          |          |          |          |          |          |          |          |          |          | 5      |
| Gian Maria Giuliattini   |          |          |          |          |          |          |          |          |          |          |          |          |          |          |          |          |          |          |          |          |          |          |          |          | 5      |
| Natalia Titova           |          |          |          |          |          |          |          |          |          |          |          |          |          |          |          |          |          |          |          |          |          |          |          |          | 5      |
| Giuseppe Giofrè          |          |          |          |          |          |          |          |          |          |          |          |          |          |          |          |          |          |          |          |          |          |          |          |          | 5      |
| Andreas Müller           |          |          |          |          |          |          |          |          |          |          |          |          |          |          |          |          |          |          |          |          |          |          |          |          | 5      |
| Vanessa Cavedoni         |          |          |          |          |          |          |          |          |          |          |          |          |          |          |          |          |          |          |          |          |          |          |          |          | 5      |
| Valerio Pino             |          |          |          |          |          |          |          |          |          |          |          |          |          |          |          |          |          |          |          |          |          |          |          |          | 4      |
| Leon Cino                |          |          |          |          |          |          |          |          |          |          |          |          |          |          |          |          |          |          |          |          |          |          |          |          | 4      |
| Francesco Mariottini     |          |          |          |          |          |          |          |          |          |          |          |          |          |          |          |          |          |          |          |          |          |          |          |          | 4      |
| Andrea Condorelli        |          |          |          |          |          |          |          |          |          |          |          |          |          |          |          |          |          |          |          |          |          |          |          |          | 4      |
| Francesco Porcelluzzi    |          |          |          |          |          |          |          |          |          |          |          |          |          |          |          |          |          |          |          |          |          |          |          |          | 4      |
| Giulia Stabile           |          |          |          |          |          |          |          |          |          |          |          |          |          |          |          |          |          |          |          |          |          |          |          |          | 4      |
| Vincenzo Durevole        |          |          |          |          |          |          |          |          |          |          |          |          |          |          |          |          |          |          |          |          |          |          |          |          | 4      |
| Federica Panzeri         |          |          |          |          |          |          |          |          |          |          |          |          |          |          |          |          |          |          |          |          |          |          |          |          | 4      |
| Marta Angelin            |          |          |          |          |          |          |          |          |          |          |          |          |          |          |          |          |          |          |          |          |          |          |          |          | 3      |
| Rossella Brescia         |          |          |          |          |          |          |          |          |          |          |          |          |          |          |          |          |          |          |          |          |          |          |          |          | 3      |
| Ilir Shaqiri             |          |          |          |          |          |          |          |          |          |          |          |          |          |          |          |          |          |          |          |          |          |          |          |          | 3      |
| Gianni Sperti            |          |          |          |          |          |          |          |          |          |          |          |          |          |          |          |          |          |          |          |          |          |          |          |          | 3      |
| Michele Barile           |          |          |          |          |          |          |          |          |          |          |          |          |          |          |          |          |          |          |          |          |          |          |          |          | 3      |
| Lorella Boccia           |          |          |          |          |          |          |          |          |          |          |          |          |          |          |          |          |          |          |          |          |          |          |          |          | 3      |
| Virginia Tomarchio       |          |          |          |          |          |          |          |          |          |          |          |          |          |          |          |          |          |          |          |          |          |          |          |          | 3      |
| Angelo Recchia           |          |          |          |          |          |          |          |          |          |          |          |          |          |          |          |          |          |          |          |          |          |          |          |          | 3      |
| Simone "Spillo" Milani   |          |          |          |          |          |          |          |          |          |          |          |          |          |          |          |          |          |          |          |          |          |          |          |          | 3      |
| Alberto Del Prete        |          |          |          |          |          |          |          |          |          |          |          |          |          |          |          |          |          |          |          |          |          |          |          |          | 3      |
| Lorenzo Ferroni          |          |          |          |          |          |          |          |          |          |          |          |          |          |          |          |          |          |          |          |          |          |          |          |          | 3      |
| Marco Alimenti           |          |          |          |          |          |          |          |          |          |          |          |          |          |          |          |          |          |          |          |          |          |          |          |          | 3      |
| Mariano Carluccio        |          |          |          |          |          |          |          |          |          |          |          |          |          |          |          |          |          |          |          |          |          |          |          |          | 3      |
| Mariagrazia Tallei       |          |          |          |          |          |          |          |          |          |          |          |          |          |          |          |          |          |          |          |          |          |          |          |          | 3      |
| John Erik De La Cruz     |          |          |          |          |          |          |          |          |          |          |          |          |          |          |          |          |          |          |          |          |          |          |          |          | 3      |
| Federica Soncin          |          |          |          |          |          |          |          |          |          |          |          |          |          |          |          |          |          |          |          |          |          |          |          |          | 3      |
| Fabrizio Mainini         |          |          |          |          |          |          |          |          |          |          |          |          |          |          |          |          |          |          |          |          |          |          |          |          | 2      |
| Arduino Beroncello       |          |          |          |          |          |          |          |          |          |          |          |          |          |          |          |          |          |          |          |          |          |          |          |          | 2      |
| Gabriele Esposito        |          |          |          |          |          |          |          |          |          |          |          |          |          |          |          |          |          |          |          |          |          |          |          |          | 2      |
| Elisa Brunetti           |          |          |          |          |          |          |          |          |          |          |          |          |          |          |          |          |          |          |          |          |          |          |          |          | 2      |
| Luigi Turetti            |          |          |          |          |          |          |          |          |          |          |          |          |          |          |          |          |          |          |          |          |          |          |          |          | 2      |
| Talisa Ravagnani         |          |          |          |          |          |          |          |          |          |          |          |          |          |          |          |          |          |          |          |          |          |          |          |          | 2      |
| Christian Maesani        |          |          |          |          |          |          |          |          |          |          |          |          |          |          |          |          |          |          |          |          |          |          |          |          | 2      |
| Federico Milan           |          |          |          |          |          |          |          |          |          |          |          |          |          |          |          |          |          |          |          |          |          |          |          |          | 2      |
| Matteo Del Prà           |          |          |          |          |          |          |          |          |          |          |          |          |          |          |          |          |          |          |          |          |          |          |          |          | 2      |
| Isobel Fetiye Kinnear    |          |          |          |          |          |          |          |          |          |          |          |          |          |          |          |          |          |          |          |          |          |          |          |          | 2      |
| Georgie Curreli-Rose     |          |          |          |          |          |          |          |          |          |          |          |          |          |          |          |          |          |          |          |          |          |          |          |          | 2      |
| Michele Lanzeroti        |          |          |          |          |          |          |          |          |          |          |          |          |          |          |          |          |          |          |          |          |          |          |          |          | 2      |
| Mattia Zenzola           |          |          |          |          |          |          |          |          |          |          |          |          |          |          |          |          |          |          |          |          |          |          |          |          | 2      |
| Alessio Cavaliere        |          |          |          |          |          |          |          |          |          |          |          |          |          |          |          |          |          |          |          |          |          |          |          |          | 2      |
| Alessio Gaudino          |          |          |          |          |          |          |          |          |          |          |          |          |          |          |          |          |          |          |          |          |          |          |          |          | 2      |
| Jody Proietti            |          |          |          |          |          |          |          |          |          |          |          |          |          |          |          |          |          |          |          |          |          |          |          |          | 2      |
| Chiara Mocci             |          |          |          |          |          |          |          |          |          |          |          |          |          |          |          |          |          |          |          |          |          |          |          |          | 2      |
| Michele Oliva            |          |          |          |          |          |          |          |          |          |          |          |          |          |          |          |          |          |          |          |          |          |          |          |          | 1      |
| Massimo Sansottera       |          |          |          |          |          |          |          |          |          |          |          |          |          |          |          |          |          |          |          |          |          |          |          |          | 1      |
| David Sellings           |          |          |          |          |          |          |          |          |          |          |          |          |          |          |          |          |          |          |          |          |          |          |          |          | 1      |
| Adelaide Seeney          |          |          |          |          |          |          |          |          |          |          |          |          |          |          |          |          |          |          |          |          |          |          |          |          | 1      |
| Marbelys Zamora          |          |          |          |          |          |          |          |          |          |          |          |          |          |          |          |          |          |          |          |          |          |          |          |          | 1      |
| Antonio Fiore            |          |          |          |          |          |          |          |          |          |          |          |          |          |          |          |          |          |          |          |          |          |          |          |          | 1      |
| Michela Viola            |          |          |          |          |          |          |          |          |          |          |          |          |          |          |          |          |          |          |          |          |          |          |          |          | 1      |
| Hugo Cortes              |          |          |          |          |          |          |          |          |          |          |          |          |          |          |          |          |          |          |          |          |          |          |          |          | 1      |
| Sabatino D'Eustacchio    |          |          |          |          |          |          |          |          |          |          |          |          |          |          |          |          |          |          |          |          |          |          |          |          | 1      |
| Santo Giuliano           |          |          |          |          |          |          |          |          |          |          |          |          |          |          |          |          |          |          |          |          |          |          |          |          | 1      |
| Anne Caroline Boidin     |          |          |          |          |          |          |          |          |          |          |          |          |          |          |          |          |          |          |          |          |          |          |          |          | 1      |
| Giada Lini               |          |          |          |          |          |          |          |          |          |          |          |          |          |          |          |          |          |          |          |          |          |          |          |          | 1      |
| Sacha Storto             |          |          |          |          |          |          |          |          |          |          |          |          |          |          |          |          |          |          |          |          |          |          |          |          | 1      |
| Klaudia Pepa             |          |          |          |          |          |          |          |          |          |          |          |          |          |          |          |          |          |          |          |          |          |          |          |          | 1      |
| Irene Tavassi            |          |          |          |          |          |          |          |          |          |          |          |          |          |          |          |          |          |          |          |          |          |          |          |          | 1      |
| Bryan Ramirez            |          |          |          |          |          |          |          |          |          |          |          |          |          |          |          |          |          |          |          |          |          |          |          |          | 1      |
| Dante Jonathan Gerlo     |          |          |          |          |          |          |          |          |          |          |          |          |          |          |          |          |          |          |          |          |          |          |          |          | 1      |
| Alessio La Padula        |          |          |          |          |          |          |          |          |          |          |          |          |          |          |          |          |          |          |          |          |          |          |          |          | 1      |
| Beatrice Mechilli        |          |          |          |          |          |          |          |          |          |          |          |          |          |          |          |          |          |          |          |          |          |          |          |          | 1      |
| Cecilia Borghese         |          |          |          |          |          |          |          |          |          |          |          |          |          |          |          |          |          |          |          |          |          |          |          |          | 1      |
| Alessandro Macario       |          |          |          |          |          |          |          |          |          |          |          |          |          |          |          |          |          |          |          |          |          |          |          |          | 1      |
| Michele Esposito         |          |          |          |          |          |          |          |          |          |          |          |          |          |          |          |          |          |          |          |          |          |          |          |          | 1      |
| Carlotta Di Monte        |          |          |          |          |          |          |          |          |          |          |          |          |          |          |          |          |          |          |          |          |          |          |          |          | 1      |
| Samuele Barbetta         |          |          |          |          |          |          |          |          |          |          |          |          |          |          |          |          |          |          |          |          |          |          |          |          | 1      |
| Benedetta Vari           |          |          |          |          |          |          |          |          |          |          |          |          |          |          |          |          |          |          |          |          |          |          |          |          | 1      |
| Giulia D'Alessandro      |          |          |          |          |          |          |          |          |          |          |          |          |          |          |          |          |          |          |          |          |          |          |          |          | 1      |
| Luca Curreli-Rose        |          |          |          |          |          |          |          |          |          |          |          |          |          |          |          |          |          |          |          |          |          |          |          |          | 1      |
| Thibaut Orsoni           |          |          |          |          |          |          |          |          |          |          |          |          |          |          |          |          |          |          |          |          |          |          |          |          | 1      |
| Eleonora Scopelliti      |          |          |          |          |          |          |          |          |          |          |          |          |          |          |          |          |          |          |          |          |          |          |          |          | 1      |
| Lorenzo Ferrone          |          |          |          |          |          |          |          |          |          |          |          |          |          |          |          |          |          |          |          |          |          |          |          |          | 1      |
| Asia De Figlio           |          |          |          |          |          |          |          |          |          |          |          |          |          |          |          |          |          |          |          |          |          |          |          |          | 1      |
| Carola Puddu             |          |          |          |          |          |          |          |          |          |          |          |          |          |          |          |          |          |          |          |          |          |          |          |          | 1      |

- Con 10 partecipazioni, Anbeta Toromani, Elena D'Amario, Francesca Tocca e Simone Nolasco sono i ballerini professionisti più longevi del programma.

### Collaboratori
Fiseoteraoista
     Istruttore di fitness
     Insegnante di arte vetraria
     Insegnanti di cultura generale/altro
     Assistente di ginnastica artistica
     Assistente di ballo
     Assistente di canto
| Collaboratori          | Edizione | Edizione | Edizione | Edizione | Edizione | Edizione | Edizione | Edizione | Edizione | Edizione | Edizione | Edizione | Edizione | Edizione | Edizione | Edizione | Edizione | Edizione | Edizione | Edizione | Edizione | Edizione | Edizione | Edizione | Totale |
| Collaboratori          | 1ª       | 2ª       | 3ª       | 4ª       | 5ª       | 6ª       | 7ª       | 8ª       | 9ª       | 10ª      | 11ª      | 12ª      | 13ª      | 14ª      | 15ª      | 16ª      | 17ª      | 18ª      | 19ª      | 20ª      | 21ª      | 22ª      | 23ª      | 24ª      | Totale |
| ---------------------- | -------- | -------- | -------- | -------- | -------- | -------- | -------- | -------- | -------- | -------- | -------- | -------- | -------- | -------- | -------- | -------- | -------- | -------- | -------- | -------- | -------- | -------- | -------- | -------- | ------ |
| Alessandro Danieli     |          |          |          |          |          |          |          |          |          |          |          |          |          |          |          |          |          |          |          |          |          |          |          |          | 24     |
| Pino Perris            |          |          |          |          |          |          |          |          |          |          |          |          |          |          |          |          |          |          |          |          |          |          |          |          | 13     |
| Raffaella Misiti       |          |          |          |          |          |          |          |          |          |          |          |          |          |          |          |          |          |          |          |          |          |          |          |          | 13     |
| Elena D'Amario         |          |          |          |          |          |          |          |          |          |          |          |          |          |          |          |          |          |          |          |          |          |          |          |          | 8      |
| Alberto Montesso       |          |          |          |          |          |          |          |          |          |          |          |          |          |          |          |          |          |          |          |          |          |          |          |          | 7      |
| Giovanni Sciabbarrasi  |          |          |          |          |          |          |          |          |          |          |          |          |          |          |          |          |          |          |          |          |          |          |          |          | 6      |
| Marco Castellano       |          |          |          |          |          |          |          |          |          |          |          |          |          |          |          |          |          |          |          |          |          |          |          |          | 5      |
| Daniele Baldi          |          |          |          |          |          |          |          |          |          |          |          |          |          |          |          |          |          |          |          |          |          |          |          |          | 5      |
| Denis Bragatto         |          |          |          |          |          |          |          |          |          |          |          |          |          |          |          |          |          |          |          |          |          |          |          |          | 5      |
| Agnese Valle           |          |          |          |          |          |          |          |          |          |          |          |          |          |          |          |          |          |          |          |          |          |          |          |          | 5      |
| Antonella Cilenti      |          |          |          |          |          |          |          |          |          |          |          |          |          |          |          |          |          |          |          |          |          |          |          |          | 5      |
| Umberto Gaudino        |          |          |          |          |          |          |          |          |          |          |          |          |          |          |          |          |          |          |          |          |          |          |          |          | 5      |
| Simone "Spillo" Milani |          |          |          |          |          |          |          |          |          |          |          |          |          |          |          |          |          |          |          |          |          |          |          |          | 5      |
| Aldo Busi              |          |          |          |          |          |          |          |          |          |          |          |          |          |          |          |          |          |          |          |          |          |          |          |          | 4      |
| Enzo Campagnoli        |          |          |          |          |          |          |          |          |          |          |          |          |          |          |          |          |          |          |          |          |          |          |          |          | 4      |
| Fabrizio Prolli        |          |          |          |          |          |          |          |          |          |          |          |          |          |          |          |          |          |          |          |          |          |          |          |          | 4      |
| Federica Angelozzi     |          |          |          |          |          |          |          |          |          |          |          |          |          |          |          |          |          |          |          |          |          |          |          |          | 4      |
| Amilcar Moret Gonzalez |          |          |          |          |          |          |          |          |          |          |          |          |          |          |          |          |          |          |          |          |          |          |          |          | 4      |
| Mattia Tuzzolino       |          |          |          |          |          |          |          |          |          |          |          |          |          |          |          |          |          |          |          |          |          |          |          |          | 4      |
| Elisabetta Angi        |          |          |          |          |          |          |          |          |          |          |          |          |          |          |          |          |          |          |          |          |          |          |          |          | 4      |
| Francesco Porcelluzzi  |          |          |          |          |          |          |          |          |          |          |          |          |          |          |          |          |          |          |          |          |          |          |          |          | 4      |
| Nancy Berti            |          |          |          |          |          |          |          |          |          |          |          |          |          |          |          |          |          |          |          |          |          |          |          |          | 3      |
| Mattia Galante         |          |          |          |          |          |          |          |          |          |          |          |          |          |          |          |          |          |          |          |          |          |          |          |          | 3      |
| Natalia Titova         |          |          |          |          |          |          |          |          |          |          |          |          |          |          |          |          |          |          |          |          |          |          |          |          | 3      |
| Chiara Calderare       |          |          |          |          |          |          |          |          |          |          |          |          |          |          |          |          |          |          |          |          |          |          |          |          | 3      |
| Elena Cianti           |          |          |          |          |          |          |          |          |          |          |          |          |          |          |          |          |          |          |          |          |          |          |          |          | 3      |
| Arianna Sali           |          |          |          |          |          |          |          |          |          |          |          |          |          |          |          |          |          |          |          |          |          |          |          |          | 3      |
| Giacomo Bitelli        |          |          |          |          |          |          |          |          |          |          |          |          |          |          |          |          |          |          |          |          |          |          |          |          | 3      |
| Lalla Francia          |          |          |          |          |          |          |          |          |          |          |          |          |          |          |          |          |          |          |          |          |          |          |          |          | 3      |
| Federica Soncin        |          |          |          |          |          |          |          |          |          |          |          |          |          |          |          |          |          |          |          |          |          |          |          |          | 3      |
| Jill Cooper            |          |          |          |          |          |          |          |          |          |          |          |          |          |          |          |          |          |          |          |          |          |          |          |          | 2      |
| Paolo Evangelista      |          |          |          |          |          |          |          |          |          |          |          |          |          |          |          |          |          |          |          |          |          |          |          |          | 2      |
| Gabriella Scalise      |          |          |          |          |          |          |          |          |          |          |          |          |          |          |          |          |          |          |          |          |          |          |          |          | 2      |
| Fabrizio Palma         |          |          |          |          |          |          |          |          |          |          |          |          |          |          |          |          |          |          |          |          |          |          |          |          | 2      |
| Carlo Palmas           |          |          |          |          |          |          |          |          |          |          |          |          |          |          |          |          |          |          |          |          |          |          |          |          | 2      |
| Giovanni Maria Lori    |          |          |          |          |          |          |          |          |          |          |          |          |          |          |          |          |          |          |          |          |          |          |          |          | 2      |
| Alessandro Merli       |          |          |          |          |          |          |          |          |          |          |          |          |          |          |          |          |          |          |          |          |          |          |          |          | 2      |
| Giovanni Caccamo       |          |          |          |          |          |          |          |          |          |          |          |          |          |          |          |          |          |          |          |          |          |          |          |          | 2      |
| Martina Nadalini       |          |          |          |          |          |          |          |          |          |          |          |          |          |          |          |          |          |          |          |          |          |          |          |          | 2      |
| Alfonso Signorini      |          |          |          |          |          |          |          |          |          |          |          |          |          |          |          |          |          |          |          |          |          |          |          |          | 2      |
| Marcello Sacchetta     |          |          |          |          |          |          |          |          |          |          |          |          |          |          |          |          |          |          |          |          |          |          |          |          | 2      |
| Marta Gerbi            |          |          |          |          |          |          |          |          |          |          |          |          |          |          |          |          |          |          |          |          |          |          |          |          | 2      |
| Renato Tortarolo       |          |          |          |          |          |          |          |          |          |          |          |          |          |          |          |          |          |          |          |          |          |          |          |          | 2      |
| Alessandro Balbi       |          |          |          |          |          |          |          |          |          |          |          |          |          |          |          |          |          |          |          |          |          |          |          |          | 2      |
| Andrea Renzi           |          |          |          |          |          |          |          |          |          |          |          |          |          |          |          |          |          |          |          |          |          |          |          |          | 2      |
| Giulia Forese          |          |          |          |          |          |          |          |          |          |          |          |          |          |          |          |          |          |          |          |          |          |          |          |          | 2      |
| Giuseppe Giannini      |          |          |          |          |          |          |          |          |          |          |          |          |          |          |          |          |          |          |          |          |          |          |          |          | 1      |
| Martino Vertova        |          |          |          |          |          |          |          |          |          |          |          |          |          |          |          |          |          |          |          |          |          |          |          |          | 1      |
| Pamela Prati           |          |          |          |          |          |          |          |          |          |          |          |          |          |          |          |          |          |          |          |          |          |          |          |          | 1      |
| Alex Viligiardi        |          |          |          |          |          |          |          |          |          |          |          |          |          |          |          |          |          |          |          |          |          |          |          |          | 1      |
| Klaus Davi             |          |          |          |          |          |          |          |          |          |          |          |          |          |          |          |          |          |          |          |          |          |          |          |          | 1      |
| Mauro Coruzzi          |          |          |          |          |          |          |          |          |          |          |          |          |          |          |          |          |          |          |          |          |          |          |          |          | 1      |
| Eric Buffat            |          |          |          |          |          |          |          |          |          |          |          |          |          |          |          |          |          |          |          |          |          |          |          |          | 1      |
| Fabrizio Ferraguzzo    |          |          |          |          |          |          |          |          |          |          |          |          |          |          |          |          |          |          |          |          |          |          |          |          | 1      |
| Antonio Galbiati       |          |          |          |          |          |          |          |          |          |          |          |          |          |          |          |          |          |          |          |          |          |          |          |          | 1      |
| Roberto Vecchioni      |          |          |          |          |          |          |          |          |          |          |          |          |          |          |          |          |          |          |          |          |          |          |          |          | 1      |
| Giulio Evangelista     |          |          |          |          |          |          |          |          |          |          |          |          |          |          |          |          |          |          |          |          |          |          |          |          | 1      |
| Fabio Raspanti         |          |          |          |          |          |          |          |          |          |          |          |          |          |          |          |          |          |          |          |          |          |          |          |          | 1      |
| Roberto Angelini       |          |          |          |          |          |          |          |          |          |          |          |          |          |          |          |          |          |          |          |          |          |          |          |          | 1      |
| Danilo Grano           |          |          |          |          |          |          |          |          |          |          |          |          |          |          |          |          |          |          |          |          |          |          |          |          | 1      |
| Andrea de Angelis      |          |          |          |          |          |          |          |          |          |          |          |          |          |          |          |          |          |          |          |          |          |          |          |          | 1      |
| Annalisa               |          |          |          |          |          |          |          |          |          |          |          |          |          |          |          |          |          |          |          |          |          |          |          |          | 1      |
| Michele Bravi          |          |          |          |          |          |          |          |          |          |          |          |          |          |          |          |          |          |          |          |          |          |          |          |          | 1      |
| Emanuel Lo             |          |          |          |          |          |          |          |          |          |          |          |          |          |          |          |          |          |          |          |          |          |          |          |          | 1      |
| Alessandro Zarino      |          |          |          |          |          |          |          |          |          |          |          |          |          |          |          |          |          |          |          |          |          |          |          |          | 1      |
| Emanuela Cortesi       |          |          |          |          |          |          |          |          |          |          |          |          |          |          |          |          |          |          |          |          |          |          |          |          | 1      |
| Cecilia Cesario        |          |          |          |          |          |          |          |          |          |          |          |          |          |          |          |          |          |          |          |          |          |          |          |          | 1      |
| Arduino Beroncello     |          |          |          |          |          |          |          |          |          |          |          |          |          |          |          |          |          |          |          |          |          |          |          |          | 1      |
| Alberto Urso           |          |          |          |          |          |          |          |          |          |          |          |          |          |          |          |          |          |          |          |          |          |          |          |          | 1      |
| Andreas Müller         |          |          |          |          |          |          |          |          |          |          |          |          |          |          |          |          |          |          |          |          |          |          |          |          | 1      |
| Angelo Recchia         |          |          |          |          |          |          |          |          |          |          |          |          |          |          |          |          |          |          |          |          |          |          |          |          | 1      |
| Francesca Bernabini    |          |          |          |          |          |          |          |          |          |          |          |          |          |          |          |          |          |          |          |          |          |          |          |          | 1      |
| Alessio Sesio          |          |          |          |          |          |          |          |          |          |          |          |          |          |          |          |          |          |          |          |          |          |          |          |          | 1      |
| Simone Nolasco         |          |          |          |          |          |          |          |          |          |          |          |          |          |          |          |          |          |          |          |          |          |          |          |          | 1      |
| Federica Criscione     |          |          |          |          |          |          |          |          |          |          |          |          |          |          |          |          |          |          |          |          |          |          |          |          | 1      |
| Federico               |          |          |          |          |          |          |          |          |          |          |          |          |          |          |          |          |          |          |          |          |          |          |          |          | 1      |

### Autori e direttori artistici
Autore
     Direttore
| Autori               | Edizione | Edizione | Edizione | Edizione | Edizione | Edizione | Edizione | Edizione | Edizione | Edizione | Edizione | Edizione | Edizione | Edizione | Edizione | Edizione | Edizione | Edizione | Edizione | Edizione | Edizione | Edizione | Edizione | Edizione | Totale |
| Autori               | 1ª       | 2ª       | 3ª       | 4ª       | 5ª       | 6ª       | 7ª       | 8ª       | 9ª       | 10ª      | 11ª      | 12ª      | 13ª      | 14ª      | 15ª      | 16ª      | 17ª      | 18ª      | 19ª      | 20ª      | 21ª      | 22ª      | 23ª      | 24ª      | Totale |
| -------------------- | -------- | -------- | -------- | -------- | -------- | -------- | -------- | -------- | -------- | -------- | -------- | -------- | -------- | -------- | -------- | -------- | -------- | -------- | -------- | -------- | -------- | -------- | -------- | -------- | ------ |
| Mauro Monaco         |          |          |          |          |          |          |          |          |          |          |          |          |          |          |          |          |          |          |          |          |          |          |          |          | 22     |
| Luca Zanforlin       |          |          |          |          |          |          |          |          |          |          |          |          |          |          |          |          |          |          |          |          |          |          |          |          | 13     |
| Chicco Sfondrini     |          |          |          |          |          |          |          |          |          |          |          |          |          |          |          |          |          |          |          |          |          |          |          |          | 8      |
| Giuliano Peparini    |          |          |          |          |          |          |          |          |          |          |          |          |          |          |          |          |          |          |          |          |          |          |          |          | 7      |
| Daniel Ezralow       |          |          |          |          |          |          |          |          |          |          |          |          |          |          |          |          |          |          |          |          |          |          |          |          | 6      |
| Cristian Lo Presti   |          |          |          |          |          |          |          |          |          |          |          |          |          |          |          |          |          |          |          |          |          |          |          |          | 5      |
| Stéphane Jarny       |          |          |          |          |          |          |          |          |          |          |          |          |          |          |          |          |          |          |          |          |          |          |          |          | 5      |
| Bruno Voglino        |          |          |          |          |          |          |          |          |          |          |          |          |          |          |          |          |          |          |          |          |          |          |          |          | 3      |
| Massimo Romeo Piparo |          |          |          |          |          |          |          |          |          |          |          |          |          |          |          |          |          |          |          |          |          |          |          |          | 1      |
| Barbara Cappi        |          |          |          |          |          |          |          |          |          |          |          |          |          |          |          |          |          |          |          |          |          |          |          |          | 1      |
| Gianmarco Mazzi      |          |          |          |          |          |          |          |          |          |          |          |          |          |          |          |          |          |          |          |          |          |          |          |          | 1      |
| Luca Tommassini      |          |          |          |          |          |          |          |          |          |          |          |          |          |          |          |          |          |          |          |          |          |          |          |          | 1      |

- Con 7 partecipazioni, Giuliano Peparini è il direttore artistico della fase serale più longevo del programma.

### Opinionisti (serale)
Opinionista di ballo
     Opinionista di canto
     Opinionista di musical
     Opinionista di spettacolo
| Opinionisti            | Opinionisti    | Edizione | Edizione | Edizione | Edizione | Edizione | Edizione | Edizione | Edizione | Totale |
| Opinionisti            | Opinionisti    | 5ª       | 6ª       | 7ª       | 8ª       | 9ª       | 10ª      | 11ª      | 19ª      | Totale |
| ---------------------- | -------------- | -------- | -------- | -------- | -------- | -------- | -------- | -------- | -------- | ------ |
| Platinette             | Platinette     |          |          |          |          |          |          |          |          | 6      |
| Gheorghe Iancu         | Gheorghe Iancu |          |          |          |          |          |          |          |          | 3      |
| Linus                  | Linus          |          |          |          |          |          |          |          |          | 2      |
| Mango                  | Mango          |          |          |          |          |          |          |          |          | 1      |
| Saverio Marconi        |                |          |          |          |          |          |          |          |          | 1      |
| Oriella Dorella        |                |          |          |          |          |          |          |          |          | 1      |
| Carla Fracci           |                |          |          |          |          |          |          |          |          | 1      |
| Orazio Caiti           |                |          |          |          |          |          |          |          |          | 1      |
| Giuseppe Picone        |                |          |          |          |          |          |          |          |          | 1      |
| Sandra Mondaini        |                |          |          |          |          |          |          |          |          | 1      |
| Luca Jurman            |                |          |          |          |          |          |          |          |          | 1      |
| Luciano Mattia Cannito |                |          |          |          |          |          |          |          |          | 1      |
| Mikko Nissinen         |                |          |          |          |          |          |          |          |          | 1      |
| David Parsons          |                |          |          |          |          |          |          |          |          | 1      |
| Desmond Richardson     | Dwight Rhoden  |          |          |          |          |          |          |          |          | 1      |
| Daniel Ezralow         |                |          |          |          |          |          |          |          |          | 1      |
| Jan Verveer            |                |          |          |          |          |          |          |          |          | 1      |
| Federico Bellone       |                |          |          |          |          |          |          |          |          | 1      |
| Barbara Salabè         |                |          |          |          |          |          |          |          |          | 1      |
| Mara Maionchi          |                |          |          |          |          |          |          |          |          | 1      |
| Tommaso Paradiso       |                |          |          |          |          |          |          |          |          | 1      |

- Con 6 partecipazioni, Platinette è l'opinionista più longevo del programma.

### Direttori artistici/Capisquadra (serale)
| Direttore artistico  | Edizione | Edizione | Edizione | Edizione | Edizione | Edizione | Edizione | Edizione | Edizione | Edizione | Edizione | Edizione | Edizione | Totale | Edizioni vinte |
| Direttore artistico  | 12ª      | 13ª      | 14ª      | 15ª      | 16ª      | 17ª      | 18ª      | 19ª      | 20ª      | 21ª      | 22ª      | 23ª      | 24ª      | Totale | Edizioni vinte |
| -------------------- | -------- | -------- | -------- | -------- | -------- | -------- | -------- | -------- | -------- | -------- | -------- | -------- | -------- | ------ | -------------- |
| Emma                 | W        |          | W        | W        | W        |          |          |          |          |          |          |          |          | 4      | 1              |
| Miguel Bosé          | B        | B        |          |          |          |          |          |          |          |          |          |          |          | 2      | 0              |
| Eleonora Abbagnato   | B        |          |          |          |          |          |          |          |          |          |          |          |          | 1      | 0              |
| Moreno               |          | W        |          |          |          |          |          |          |          |          |          |          |          | 1      | 1              |
| Elisa                |          |          | B        | W        | B        |          |          |          |          |          |          |          |          | 3      | 2              |
| J-Ax                 |          |          |          | B        |          |          |          |          |          |          |          |          |          | 1      | 1              |
| Nek                  |          |          |          | B        |          |          |          |          |          |          |          |          |          | 1      | 1              |
| Morgan               |          |          |          |          | W        |          |          |          |          |          |          |          |          | 1      | 0              |
| Ricky Martin         |          |          |          |          |          |          | W        |          |          |          |          |          |          | 1      | 0              |
| Vittorio Grigolo     | B        | 1        |          |          |          |          |          |          |          |          |          |          |          | 1      |                |
| Fabio Rovazzi        | W        | 0        |          |          |          |          |          |          |          |          |          |          |          | 1      |                |
| Rudy Zerbi           |          |          |          |          |          |          |          |          | ZC       | ZC       | ZC       | ZC       | ZC       | 5      | 2              |
| Arisa                | AC       |          | AT       |          |          | 2        | 1        |          |          |          |          |          |          |        |                |
| Anna Pettinelli      | PP       | PP       |          | PT       | PL       | 4        | 1        |          |          |          |          |          |          |        |                |
| Anna Pettinelli      | PP       | PP       | PLCE     | PT       |          | 4        | 1        |          |          |          |          |          |          |        |                |
| Alessandra Celentano | ZC       | ZC       | ZC       | ZC       | ZC       | 5        | 2        |          |          |          |          |          |          |        |                |
| Lorella Cuccarini    | AC       | CT       | CE       | CE       | CE       | 5        | 1        |          |          |          |          |          |          |        |                |
| Lorella Cuccarini    | AC       | CT       | CE       | CE       | PLCE     | 5        | 1        |          |          |          |          |          |          |        |                |
| Veronica Peparini    | PP       | PP       |          |          |          | 2        | 1        |          |          |          |          |          |          |        |                |
| Raimondo Todaro      |          |          |          |          |          |          |          |          |          | CT       | AT       | PT       |          | 3      |                |
| Emanuel Lo           |          |          |          |          |          |          |          |          |          |          | CE       | CE       | CE       | 3      |                |
| Emanuel Lo           | PLCE     |          |          |          |          |          |          |          |          |          | CE       | CE       |          | 3      |                |
| Deborah Lettieri     |          |          |          |          |          |          |          |          |          |          |          |          | PL       | 1      | 0              |
| Deborah Lettieri     | PLCE     |          |          |          |          |          |          |          |          |          |          |          |          | 1      | 0              |

- Con 4 partecipazioni, Emma è il direttore artistico più longevo del programma; Rudy Zerbi, Alessandra Celentano e Lorella Cuccarini sono i capisquadra più longevi del programma.

### Giuria (serale)
| Giudici                      | Edizione | Edizione | Edizione | Edizione | Edizione | Edizione | Edizione | Edizione | Edizione | Edizione | Edizione | Edizione | Edizione | Edizione | Totale |
| Giudici                      | 11ª      | 12ª      | 13ª      | 14ª      | 15ª      | 16ª      | 17ª      | 18ª      | 19ª      | 20ª      | 21ª      | 22ª      | 23ª      | 24ª      | Totale |
| ---------------------------- | -------- | -------- | -------- | -------- | -------- | -------- | -------- | -------- | -------- | -------- | -------- | -------- | -------- | -------- | ------ |
| Sabrina Ferilli              |          |          |          |          |          |          |          |          |          |          |          |          |          |          | 6      |
| Loredana Bertè               |          |          |          |          |          |          |          |          |          |          |          |          |          |          | 4      |
| Gabry Ponte                  |          |          |          |          |          |          |          |          |          |          |          |          |          |          | 3      |
| Gerry Scotti                 |          |          |          |          |          |          |          |          |          |          |          |          |          |          | 3      |
| Alessia Marcuzzi             |          |          |          |          |          |          |          |          |          |          |          |          |          |          | 3      |
| Cristiano Malgioglio         |          |          |          |          |          |          |          |          |          |          |          |          |          |          | 3      |
| Ermal Meta                   |          |          |          |          |          |          |          |          |          |          |          |          |          |          | 2      |
| Emma                         |          |          |          |          |          |          |          |          |          |          |          |          |          |          | 2      |
| Michelle Hunziker            |          |          |          |          |          |          |          |          |          |          |          |          |          |          | 2      |
| Christian De Sica            |          |          |          |          |          |          |          |          |          |          |          |          |          |          | 2      |
| Stash Fiordispino            |          |          |          |          |          |          |          |          |          |          |          |          |          |          | 2      |
| Emanuele Filiberto di Savoia |          |          |          |          |          |          |          |          |          |          |          |          |          |          | 2      |
| Stefano De Martino           |          |          |          |          |          |          |          |          |          |          |          |          |          |          | 2      |
| Michele Bravi                |          |          |          |          |          |          |          |          |          |          |          |          |          |          | 2      |
| Giuseppe Giofrè              |          |          |          |          |          |          |          |          |          |          |          |          |          |          | 2      |
| Riccardo Scamarcio           |          |          |          |          |          |          |          |          |          |          |          |          |          |          | 1      |
| Federica Pellegrini          |          |          |          |          |          |          |          |          |          |          |          |          |          |          | 1      |
| Simone Annicchiarico         |          |          |          |          |          |          |          |          |          |          |          |          |          |          | 1      |
| Sharon Stone                 |          |          |          |          |          |          |          |          |          |          |          |          |          |          | 1      |
| Claudia Gerini               |          |          |          |          |          |          |          |          |          |          |          |          |          |          | 1      |
| Miguel Bosé                  |          |          |          |          |          |          |          |          |          |          |          |          |          |          | 1      |
| Fabio Cannavaro              |          |          |          |          |          |          |          |          |          |          |          |          |          |          | 1      |
| Dustin Hoffman               |          |          |          |          |          |          |          |          |          |          |          |          |          |          | 1      |
| Claudio Amendola             |          |          |          |          |          |          |          |          |          |          |          |          |          |          | 1      |
| Gabriel Garko                |          |          |          |          |          |          |          |          |          |          |          |          |          |          | 1      |
| Enrico Brignano              |          |          |          |          |          |          |          |          |          |          |          |          |          |          | 1      |
| Sergio Assisi                |          |          |          |          |          |          |          |          |          |          |          |          |          |          | 1      |
| Geppi Cucciari               |          |          |          |          |          |          |          |          |          |          |          |          |          |          | 1      |
| Maurizio Costanzo            |          |          |          |          |          |          |          |          |          |          |          |          |          |          | 1      |
| Paola Perego                 |          |          |          |          |          |          |          |          |          |          |          |          |          |          | 1      |
| Paolo Bonolis                |          |          |          |          |          |          |          |          |          |          |          |          |          |          | 1      |
| Sophie Marceau               |          |          |          |          |          |          |          |          |          |          |          |          |          |          | 1      |
| Luca Argentero               |          |          |          |          |          |          |          |          |          |          |          |          |          |          | 1      |
| Francesco Renga              |          |          |          |          |          |          |          |          |          |          |          |          |          |          | 1      |
| Renato Zero                  |          |          |          |          |          |          |          |          |          |          |          |          |          |          | 1      |
| Anna Oxa                     |          |          |          |          |          |          |          |          |          |          |          |          |          |          | 1      |
| Morgan                       |          |          |          |          |          |          |          |          |          |          |          |          |          |          | 1      |
| Ambra Angiolini              |          |          |          |          |          |          |          |          |          |          |          |          |          |          | 1      |
| Daniele Liotti               |          |          |          |          |          |          |          |          |          |          |          |          |          |          | 1      |
| Eleonora Abbagnato           |          |          |          |          |          |          |          |          |          |          |          |          |          |          | 1      |
| Elisa                        |          |          |          |          |          |          |          |          |          |          |          |          |          |          | 1      |
| Heather Parisi               |          |          |          |          |          |          |          |          |          |          |          |          |          |          | 1      |
| Giulia Michelini             |          |          |          |          |          |          |          |          |          |          |          |          |          |          | 1      |
| Simona Ventura               |          |          |          |          |          |          |          |          |          |          |          |          |          |          | 1      |
| Marco Bocci                  |          |          |          |          |          |          |          |          |          |          |          |          |          |          | 1      |
| Alessandra Amoroso           |          |          |          |          |          |          |          |          |          |          |          |          |          |          | 1      |
| Arisa                        |          |          |          |          |          |          |          |          |          |          |          |          |          |          | 1      |
| Mara Venier                  |          |          |          |          |          |          |          |          |          |          |          |          |          |          | 1      |
| Antonella Clerici            |          |          |          |          |          |          |          |          |          |          |          |          |          |          | 1      |
| J-Ax                         |          |          |          |          |          |          |          |          |          |          |          |          |          |          | 1      |
| Romina Power                 |          |          |          |          |          |          |          |          |          |          |          |          |          |          | 1      |
| Ilary Blasi                  |          |          |          |          |          |          |          |          |          |          |          |          |          |          | 1      |
| Silvia Toffanin              |          |          |          |          |          |          |          |          |          |          |          |          |          |          | 1      |
| Vanessa Incontrada           |          |          |          |          |          |          |          |          |          |          |          |          |          |          | 1      |
| Amadeus                      |          |          |          |          |          |          |          |          |          |          |          |          |          |          | 1      |
| Elena D'Amario               |          |          |          |          |          |          |          |          |          |          |          |          |          |          | 1      |

- Con 6 partecipazioni, Sabrina Ferilli è la giurata più longeva del programma.

### Squadre del Serale
| Squadre del serale                       | Edizione | Edizione | Edizione | Edizione | Edizione | Edizione | Edizione | Edizione | Edizione | Edizione | Edizione | Edizione | Edizione | Edizione | Edizione | Edizione | Edizione | Edizione | Edizione | Edizione | Totale   | Totale        | Totale         |
| Squadre del serale                       | 5ª       | 6ª       | 7ª       | 8ª       | 9ª       | 10ª      | 11ª      | 12ª      | 13ª      | 14ª      | 15ª      | 16ª      | 17ª      | 18ª      | 19ª      | 20ª      | 21ª      | 22ª      | 23ª      | 24ª      | Presenze | Partite vinte | Edizioni vinte |
| ---------------------------------------- | -------- | -------- | -------- | -------- | -------- | -------- | -------- | -------- | -------- | -------- | -------- | -------- | -------- | -------- | -------- | -------- | -------- | -------- | -------- | -------- | -------- | ------------- | -------------- |
| Aquile                                   |          |          |          |          |          |          |          |          |          |          |          |          |          |          |          |          |          |          |          |          | 1        | 1             | 0              |
| Pinguini                                 | 0        | 1        |          |          |          |          |          |          |          |          |          |          |          |          |          |          |          |          |          |          | 1        |               |                |
| Bianchi                                  | W        | W        | W        | W        | W        | W        |          | W        | W        | W        | W        | W        | W        | W        |          |          |          |          |          |          | 13       | 78            | 6              |
| Blu                                      | B        | B        | B        | B        | B        | B        | B        | B        | B        | B        | B        | B        | B        | 82       | 8        |          |          |          |          |          | 13       |               |                |
| Zerbi-Celentano                          |          |          |          |          |          |          |          |          |          |          |          |          |          |          |          | ZC       | ZC       | ZC       | ZC       | ZC       | 5        | 70            | 2              |
| Arisa-Cuccarini                          | AC       |          |          |          |          | 1        | 5        | 0        |          |          |          |          |          |          |          |          |          |          |          |          |          |               |                |
| Pettinelli-Peparini                      | PP       | PP       |          |          |          | 2        | 7        | 1        |          |          |          |          |          |          |          |          |          |          |          |          |          |               |                |
| Cuccarini-Todaro                         |          |          |          |          |          |          |          |          |          |          |          |          |          |          |          |          | CT       | 1        | 8        | 0        |          |               |                |
| Arisa-Todaro                             |          |          |          |          |          |          |          |          |          |          |          |          |          |          |          |          |          | 1        | AT       |          |          | 5             | 1              |
| Cuccarini-Emanuel Lo                     | CE       | CE       | CE       | 3        | 15       |          |          |          |          |          |          |          |          |          |          |          |          |          |          |          |          |               | 1              |
| Pettinelli-Todaro                        |          |          |          |          |          |          |          |          |          |          |          |          |          |          |          |          |          |          | PT       |          | 1        | 2             | 0              |
| Pettinelli-Lettieri                      |          |          |          |          |          |          |          |          |          |          |          |          |          |          |          |          |          |          |          | PL       | 1        | 4             | 0              |
| Lettieri-Pettinelli-Emanuel Lo-Cuccarini | LP EC    |          |          |          |          |          |          |          |          |          |          |          |          |          |          |          |          |          |          |          | 1        | 4             | 0              |

- Con un totale di 82 partite vinte, è la squadra Blu ad aver collezionato più vittorie tra tutte le squadre presenti nel programma.

### Supervisori tecnici (serale)
| Supervisori tecnici    | Edizione | Edizione | Totale |
| Supervisori tecnici    | 18ª      | 19ª      | Totale |
| ---------------------- | -------- | -------- | ------ |
| Giuseppe Vessicchio    |          |          | 2      |
| Luciano Mattia Cannito |          |          | 2      |
| Adriano Pennino        |          |          | 1      |

## Concorrenti

### Prima edizione (2001-2002)
Allievi: 19 (7 cantanti, 8 ballerini, 4 attori)
| Fase serale | Fase serale | Fase serale                                                                                            |
| Cantanti | Ballerini | Attori                                                                                                 |
| --- | --- | --- |
| Dennis Fantina Andrea Cardillo | Marianna Scarci Ermanno Rossi Antonio Baldes Leonardo Fumarola                                                                  | – |
| | | |
| Antonella Loconsole, Maria Pia Pizzolla, Monica Hill, Michael Calandra, Miriam Castorina.                                                                                       | Claudia Mannoni, Alessandro Vigilante, Miriam Della Guardia, Clementina Giacente.                                               | Valeria Monetti, Renato Sannio, Paolo Idolo, Gianluigi "Gigi" Garretta.                                |
| Fase iniziale | | |
| Gabriele Carbotti, Mirna Brancotti, Gian Marco Careddu, Francesco Giannini, Francesca Caselli, Manuele Morroni, Graziano Pimpolari, Marco Campanale, Giuseppe "Joseph" Giannico | Alessia Natale, Erika Parisi, Alessandra Piras, Daniela Romano, Mario Crocetta, Dalila Timaco, Stefano Veronese, Chiara Bigioni | Zita Fusco, Alfredo Raffaele "Fred" Avitaia, Pierpaolo Astolfi, Irene Nurzia Humburg, Marco Maestrelli |

### Seconda edizione (2002-2003)
Allievi: 20 (7 cantanti, 10 ballerini, 3 attori)
| Fase serale | Fase serale | Fase serale                                           |
| Cantanti | Ballerini | Attori                                                |
| --- | --- | ----------------------------------------------------- |
| Giulia Ottonello Timothy Snell Lidia Cocciolo | Anbeta Toromani Michele Maddaloni Federico Patrizi                                                                               | –                                                     |
| | |                                                       |
| Marta Gerbi, Leonardo Di Minno, Daniele Perrino, Samantha Discolpa.                                                                                          | Maria Stefania Di Renzo, Stefano Bindinelli, Augusto Da Graça, Danilo Grano, Jennifer Iacono, Elena Novaresi, Fausto Monteforte. | Enrico Pittari, Teresa Paternoster, Roberta Mengozzi. |
| Fase iniziale | |                                                       |
| Fabio Villanis, Andrea Veschini, Antonino Grosso, Ettore Romano, Marcella Di Vita, Francesca Paganucci, Luca Militello, Salvatore Andreoli, Consuelo Varini. | Sara Donadelli, Giacomo Milli, Luca Basto.                                                                                       | Fabio Morici, Giovanna Martini, Paolo Stella.         |

### Terza edizione (2003-2004)
Allievi: 26 (11 cantanti, 12 ballerini, 3 attori)
| Fase serale | Fase serale | Fase serale                                 |
| Cantanti | Ballerini | Attori                                      |
| --- | --- | ------------------------------------------- |
| Gianluca “Gian” De Martini | Leon Cino Sabrina Ghio | Samantha Fantauzzi                          |
| | |                                             |
| Francesco Capodacqua, Alessia Orlandi, Salvatore Vinci, Irene Guglielmi, Valerio Di Rocco, Gianluca Merolli, Sarah Jane Olog, Ornella Pellegrino, Giorgia Galassi, Catello Miotto, Laura Piunti. | Olti Shaqiri, Sabatino D'Eustacchio, Francesca Dario, Simone Benedetti, Antonio Guida, Giorgia ‘Gio' Minnella, Sara Pamploni, Rosaria Loconte. | Anna Dalton Piccirillo, Rocco Pietrantonio. |
| Fase iniziale | |                                             |
| Morena Martini, Nicola Traversa, Katia Ancelotti, Martina Ardizzoni. | Danilo Musci, Alessia ‘Ale' Pizzichemi, Emanuela Boldetti, Maria Letizia Arcudi, Raffaella Iavarone, Emiliano D'Angelo.                        | Michael Schermi.                            |

### Quarta edizione (2004-2005)
Allievi: 20 (8 cantanti, 9 ballerini, 3 attori)
| Fase serale | Fase serale                                                                                                  | Fase serale                                                 |
| Cantanti | Ballerini | Attori                                                      |
| --- | --- | ----------------------------------------------------------- |
| Antonino | Francesco De Simone Klajdi Selimi Romina Carancini                                                           | –                                                           |
| | |                                                             |
| Maddalena Sorrentino, Pietro Napolano, Piero Romitelli, Antonello Carozza, Valeria Belleudi, Rosanna Cestra, Maria Grazia Testaferrata.           | Marta Di Giulio, Tili Lukaj, Antonio Fiore, Massimiliano Pironti, Alberto Galetti, Simona Annese.            | Marco Gandolfi Vannini, Debora Terenzi, Alessia Ramazzotti. |
| Fase iniziale | |                                                             |
| Antonio Tagnani, Thomas Grazioso, Salvatore Valerio, Alexsandra Fiaschini, Antonio Propato, Marika Vezzola, Veronica Montali, Immacolata Allozzi. | Michele Manfredini, Mariangela Cafagna, Alessandro Rende, Valentina Campani, Roberta Fiorini, Claudia Dongu. | Claudia Gusmano.                                            |

### Quinta edizione (2005-2006)
Allievi: 18 (7 cantanti, 9 ballerini, 2 attori)
| Fase serale | Fase serale | Fase serale                       |
| Cantanti | Ballerini | Attori                            |
| --- | --- | --------------------------------- |
| Rita Comisi Eleonora Crupi                                                                                                  | Ivan D'Andrea Raffaele Tizzano                                                                                              | Andrea Dianetti                   |
| | |                                   |
| Manola Moslehi, Nicola Gargaglia, Giuseppe Landi, Erika Mineo, Matteo Deledda.                                              | Erion Baze, Rossella Lucà, Luana Guidara, Roberto Carrozzino, Michele Moretti, Endri Roshi, Roberta Zegretti.               | Robert Iaboni.                    |
| Fase iniziale | |                                   |
| Luca Borro, Brigida Cacciatore, Giuseppe Forlini, Filomena Cacciapuoti, Tania Tuccinardi, Fabio De Martino, Vincenzo Pinto. | Viviana Filippello, Alberto Poletti, Giovanni Fusco, Sara Telch, Antonello Mastrangelo, Annavita Romano, Albina Bondarenko. | Serena Silvani, Valentina Chisci. |

### Sesta edizione (2006-2007)
Allievi: 14 (5 cantanti, 7 ballerini, 1 attore, 1 ginnasta)
| Fase serale                                       | Fase serale                                                                             | Fase serale                         | Fase serale    |
| Cantanti                                          | Ballerini                                                                               | Attori                              | Ginnasti       |
| ------------------------------------------------- | --------------------------------------------------------------------------------------- | ----------------------------------- | -------------- |
| Federico Angelucci Karima Ammar Max Orsi          | Agata Reale Cristo Martinez Prunes                                                      | –                                   | –              |
|                                                   |                                                                                         |                                     |                |
| Giulia Franceschini, Manuel Aspidi.               | Tony Aglianò, Jessica Villotta, Roberta Miolla, Salvatore Dello Iacolo, Santo Giuliano. | Federica Capuano.                   | Bambi Zamfir.  |
| Fase iniziale                                     |                                                                                         |                                     |                |
| Alessio Paddeu, Corinne Marchini, Stefano Villani | Pamela Buggiani.                                                                        | Emanuel Caserio, Chiara Martegiani. | Michi Pohoata. |

### Settima edizione (2007-2008)
Allievi: 14 (8 cantanti, 5 ballerini, 1 attore)
| Fase serale                                                                                | Fase serale | Fase serale                           |
| Cantanti                                                                                   | Ballerini | Attori                                |
| ------------------------------------------------------------------------------------------ | --- | ------------------------------------- |
| Marco Carta Roberta Bonanno Pasqualino Maione                                              | Francesco Mariottini | –                                     |
|                                                                                            | |                                       |
| Marta Rossi, Cassandra De Rosa, Giuseppe Salsetta, Simonetta Spiri, Maria Luigia La Rocca. | Susy Fuccillo, Giulia Piana, Gennaro Siciliano, Antonino Lombardo.                                                                                        | Marina Marchione.                     |
| Fase iniziale                                                                              | |                                       |
| –                                                                                          | Cristina Da Villanova, Valentina Tarsitano, Valentina Mele, Gianluca Conversano, Alessandra Valenti, Vincenzo Mingolla, Luca Barbagallo, Mattia De Salve. | Saverio D'Amelio, Sebastiano Formica. |

### Ottava edizione (2008-2009)
Allievi: 14 (7 cantanti, 7 ballerini)
| Fase serale                                                                                  | Fase serale | Fase serale                      |
| Cantanti                                                                                     | Ballerini | Attori                           |
| -------------------------------------------------------------------------------------------- | --- | -------------------------------- |
| Alessandra Amoroso Valerio Scanu Luca Napolitano                                             | Alice Bellagamba | –                                |
|                                                                                              | |                                  |
| Mario Nunziante, Martina Stavolo, Silvia Olari, Jennifer Milan.                              | Pedro Batista Gonzales, Adriano Bettinelli, Domenico Primotici, Daniela Stradaioli, Andreina Caracciolo, Gianluca Lanzillotta. | –                                |
| Fase iniziale                                                                                | |                                  |
| Daniele Smeraldi, Pamela Scarponi, Francesco Di Nicola, Arturo Caccavale, Jacopo Di Stefano. | Leonardo Marki Monteiro, Beatrice Zancanaro, Serena Carassai, Carlo De Martino, Francesca Maiozzi.                             | Angelo Marotta, Piero Campanale. |

### Nona edizione (2009-2010)
Allievi: 14 (8 cantanti, 6 ballerini)
| Fase serale                                                                                          | Fase serale |
| Cantanti                                                                                             | Ballerini |
| --- | --- |
| Emma Loredana Errore Pierdavide Carone Matteo Macchioni                                              | – |
| | |
| Enrico Nigiotti, Stefano Maiuolo, Angelo Iossa, Anna Altieri, Davide Flauto.                         | Stefano De Martino, Elena D'Amario, Rodrigo Almarales Gonzales, Grazia Striano, Michele Barile, Borana Qirjazi.                            |
| Fase iniziale                                                                                        | |
| Valeria Valente, Arianna Mereu, William Di Lello, Januaria Carito, Denis Mascia, Rosolino Schillaci. | Antonio Sisca, Nicholas Poggiali, Gabriele Manzo, Nicolò Marchionni, Maddalena Malizia, Riccardo Occhilupo, Stella Ancona, Giorgio Miceli. |

### Decima edizione (2010-2011)
Allievi: 12 (6 cantanti, 6 ballerini)
| Fase serale | Fase serale                                                 |
| Cantanti | Ballerini                                                   |
| --- | ----------------------------------------------------------- |
| Virginio Annalisa                                                                                                   | Denny Lodi Giulia Pauselli Vito Conversano                  |
| |                                                             |
| Francesca Nicolì, Antonella Lafortezza, Diana Del Bufalo, Antonio Mungari.                                          | Debora Di Giovanni, Riccardo Riccio, Costantino Imperatore. |
| Fase iniziale |                                                             |
| Giorgia Urrico, Andrea Vigentini, Arnaldo Santoro, Gabriella Culletta, Alessandro Paparusso, Stefan Di Maria Poole. | Andrea Condorelli, Paolo Cervellera, Michelle Vitrano.      |

### Undicesima edizione (2011-2012)
Allievi: 14 (8 cantanti, 6 ballerini) + 9 big
| Fase serale | Fase serale | Fase serale                                                                              |
| Cantanti | Ballerini | Big                                                                                      |
| --- | --- | ---------------------------------------------------------------------------------------- |
| Gerardo Pulli Ottavio De Stefano Carlo Alberto Di Micco                                                                                             | Giuseppe Giofrè Francesca Dugarte                                                                                         | Alessandra Amoroso Emma Marco Carta Annalisa                                             |
| | |                                                                                          |
| Claudia Casciaro, Valeria Romitelli, Marco Castelluzzo, Stefano Marletta, Francesca Mariani.                                                        | Nunzio Perricone, Jonathan Dante Gerlo, Valentin Stoica, Josè Becerra Alvarez.                                            | Antonino Spadaccino, Pierdavide Carone, Valerio Scanu, Virginio Simonelli, Karima Ammar. |
| Fase iniziale | |                                                                                          |
| Ruben Mendes Dos Santos Felizardo, Pamela Gueli, Lidia Pastorello, Lorenzo Tognocchi, Alessandra Procacci, Alessia Di Francesco, Nicola Di Trapani. | Chiara Giuli, Ilario Frigione, Caterina Licini, Legra Yunieska Sanchez, Daniele Sibilli, Veronica Paradiso, Sergio Nigro. | –                                                                                        |

### Dodicesima edizione (2012-2013)
Allievi: 16 (10 cantanti, 6 ballerini)
| Fase serale | Fase serale |
| Cantanti | Ballerini |
| --- | --- |
| Moreno Donadoni Greta Manuzi Verdiana Zangaro | Nicolò Noto |
| | |
| Ylenia Morganti, Edwyn Roberts, Emanuele Corvaglia, Angela Semerano, Costanzo Del Pinto, Andrea Di Giovanni, Chiara Provvidenza.                                | Pasquale Di Nuzzo, Lorella Boccia, Antonio Parisi, Marta Marino, Antonio Donadio.                                         |
| Fase iniziale | |
| Lorenzo Venera, Nicola Rosafio, Davide Sacha Carella, Marika Calabrese, Giosuè Amato, Federica Filannino, Maria Cristina Sangiorgio, Ruben Mendes, Irene Rausa. | Andrea Attila Felice, Antonio Minini, Nicole Marin, Giacomo Garavini, Leonardo Bizzarri, Etienne Pezzuto, Martina Monaco. |

### Tredicesima edizione (2013-2014)
Allievi: 16 (9 cantanti + 2 band, 7 ballerini + 1 crew)
| Fase serale | Fase serale |
| Cantanti | Ballerini |
| --- | --- |
| Deborah Iurato Dear Jack | Vincenzo Durevole |
| | |
| Giada Agasucci, Nick Casciaro, Paolo Macagnino, Pasquale Sculco, Denny Lahome, Sara Mattei, Miriam Masala.                        | Christian Pace, Lorenzo Del Moro, Oscar Valdeès Carmenates, Federica Rigoli, Matthew Totaro, Giacomo Castellana.                                                                       |
| Fase iniziale | |
| Alessio Trimboli, Giacomo Paci, Leonardo Cristoni, Cesare Cernigliaro, Exxtra, Gloria Atzeni, Vincenzo Ficicchia, Michael Dakhil. | Jacopo Paone, Simone Landini, Francesco Bertini, Francesca Del Toro, Greta Giampietro, Angelo D'Aiello, Naomi Mele, Cristian Lo Presti, Letizia Rizzoni, Valerio Moro, Emiliano Serra. |

### Quattordicesima edizione (2014-2015)
Allievi: 12 (5 cantanti + 1 band, 6 ballerini)
| Fase serale | Fase serale |
| Cantanti | Ballerini |
| --- | --- |
| The Kolors Briga | Virginia Tomarchio Klaudia Pepa                                                                                            |
| | |
| Valentina Tesio, Luca Tudisca, Paola Marotta, Davide Mogavero. | Giorgio Albanese, Cristian Lo Presti, Shaila Gatta, Michele Nocca.                                                         |
| Fase iniziale | |
| Silvia Boreale, Alice Paba, Francesca Miola, Gabriele Tufi, Esteban Morales, Luana Fraccalvieri, Attika, The Whips, Federico Itto Urgesi, Leslie Sackey, La Gente. | Mattia Tuzzolino, Simone Baroni, Francesco Porcelluzzi, Vanessa Guidolin, Graziano Di Prima, Danilo Aiello, Francesco Bax. |

### Quindicesima edizione (2015-2016)
Allievi: 12 (5 cantanti + 1 band, 6 ballerini)
| Fase serale | Fase serale |
| Cantanti | Ballerini |
| --- | --- |
| Sergio Sylvestre Elodie Lele Esposito                                                                                        | Gabriele Esposito |
| | |
| La Rua, Chiara Grispo, Cristiano Cosa.                                                                                       | Alessio Gaudino, Alessio La Padula, Michele Lanzeroti, Patrizio Ratto, Emanuele Caruso.                                                         |
| Fase iniziale | |
| Joshua Jack, Nevenera, Nick Zaramella, Carmela Senatore, Yvonne Tocci, Luca D'Arbenzio, Raft, Floriana Poma, Metrò, Aula 39. | Arianna Di Francesco, Benedetta Orlandini, Andreas Müller, Luca Favilla, Francesco Crimi, Paolo Barbonaglia, Gessica Taghetti, Daniela Ribezzo. |

### Sedicesima edizione (2016-2017)
Allievi: 12 (7 cantanti, 5 ballerini)
| Fase serale | Fase serale                                                                           |
| Cantanti | Ballerini                                                                             |
| --- | ------------------------------------------------------------------------------------- |
| Riccardo Marcuzzo Federica Carta | Andreas Müller Sebastian Melo Taveira                                                 |
| |                                                                                       |
| Michele Merlo, Thomas Bocchimpani, Shady Fatin Cherkaoui, Lo Strego, Michele Perniola.                                                        | Cosimo Barra, Oliviero Bifulco, Vittoria Markov.                                      |
| Fase iniziale |                                                                                       |
| Giada Pilloni, Rosario Canale, Serena De Bari, Francesco Parrino, Alessio Mininni, Elisa Vismara, Marta Mason, Valentina Giardullo, Marc Lee. | Giulia Pelagatti, Simone Frazzetta, Erik Locatelli, Lorenzo Sorice, Raffaella Prisco. |

### Diciassettesima edizione (2017-2018)
Allievi: 14 (7 cantanti, 7 ballerini)
| Fase serale | Fase serale                                                                                                |
| Cantanti | Ballerini                                                                                                  |
| --- | --- |
| Irama Carmen Ferreri Einar Ortiz | Lauren Celentano                                                                                           |
| | |
| Emma Muscat, Biondo, Zic, Matteo Cazzato. | Bryan Ramirez, Luca Capomaggi, Valentina Verdecchi, Sephora Ferrillo, Daniele Rommelli, Filippo Di Crosta. |
| Fase iniziale | |
| Grace Cambria, Nicole Vergani, The Jab, Luca Vismara, Black Soul Trio, Yaser Ramadan, Mose, Emanuele Avino, Federico Baroni, Audjah Syarifam Rachmi, Silvia Belluco, Elliot Horne. | Orion Pico, Vittorio Ardovino, Claudia Manto, Nicolas De Souza, Paola De Filippis.                         |

### Diciottesima edizione (2018-2019)
Allievi: 12 (7 cantanti, 5 ballerini)
| Fase serale                                                                    | Fase serale |
| Cantanti                                                                       | Ballerini |
| ------------------------------------------------------------------------------ | --- |
| Alberto Urso Giordana Angi                                                     | Rafael Quenedit Castro Vincenzo Di Primo                                                                                                 |
|                                                                                | |
| Tish, Mameli, Alvis, Jefeo, Ludovica Caniglia.                                 | Umberto Gaudino, Valentina Vernia, Mowgly.                                                                                               |
| Fase iniziale                                                                  | |
| Federica Marinari, Alessandro Casillo, Ahlana, Daniel Piccirillo, Giacomo Eva. | Miguel Chavez, Federico Milan, Samuel Santarelli, Gianmarco Galati, Marco Alimenti, Anna Maria Ciccarelli, Arianna Forte, Giusy Romaldi. |

### Diciannovesima edizione (2019-2020)
Allievi: 10 (6 cantanti, 4 ballerini)
| Fase serale                                                                               | Fase serale |
| Cantanti                                                                                  | Ballerini |
| ----------------------------------------------------------------------------------------- | --- |
| Gaia Giulia Molino                                                                        | Javier Rojas Nicolai Gorodiskii |
|                                                                                           | |
| Nyv, Jacopo Ottonello, Francesco Bertoli, Martina Beltrami.                               | Valentin Alexandru Dumitru, Talisa Ravagnani.                                                                                                  |
| Fase iniziale                                                                             | |
| Stefano Farinetti, Francesca Sarasso, Devil Angelo, Skioffi, Michelangelo Vizzini, Inico. | Matteo Cogliandro, Karina Samoylenko, Federico Pietrucci, Ayoub Haraka, Giuseppe Preziosa, Giorgia Lopez, Alioscia Grossi, Sofia Di Benedetto. |

### Ventesima edizione (2020-2021)
Allievi: 17 (10 cantanti, 7 ballerini)
| Fase serale | Fase serale                                                                           |
| Cantanti | Ballerini                                                                             |
| --- | ------------------------------------------------------------------------------------- |
| Sangiovanni AKA 7even Deddy                                                                                    | Giulia Stabile Alessandro Cavallo                                                     |
| |                                                                                       |
| Tancredi Cantù Rajnoldi, Raffaele Renda, Enula Bareggi, Leonardo Lamacchia, Ibla, Esa Abrate, Gaia Di Fusco.   | Serena Marchese, Samuele Barbetta, Martina Miliddi, Rosa Di Grazia, Tommaso Stanzani. |
| Fase iniziale                                                                                                  |                                                                                       |
| Elisabetta Ivankovich, Evandro Ciaccia, Arianna Gianfelici, Federica La Rocca, Letizia Bertoldi, Giulio Musca. | Riccardo Guarnaccia.                                                                  |

### Ventunesima edizione (2021-2022)
Allievi: 18 (9 cantanti, 9 ballerini)
| Fase serale | Fase serale |
| Cantanti | Ballerini |
| --- | --- |
| Luigi Strangis Alex Wyse Sissi Albe | Michele Esposito Serena Carella |
| | |
| LDA, Crytical, Aisha Maryam Samb, Calma, Gio Montana. | Dario Schirone, Nunzio Stancampiano, Carola Puddu, Leonardo Lini, John Erik De La Cruz, Christian Stefanelli, Alice Del Frate.       |
| Fase iniziale | |
| Rea, Nicol Castagna, Elena Manuele, Tommaso Cesana, Andrea Siragusa, Simone Russo, Alessandra Ciccariello, Giacomo Vianello, Flaza, Elisabetta Ivankovich, Inder, Kandy. | Mattia Zenzola, Cosmary Fasanelli, Cristiano La Bozzetta, Guido Domenico Sarnataro, Virginia Vorraro, Mattias Nigiotti, Mirko Masia. |

### Ventiduesima edizione (2022-2023)
Allievi: 15 (7 cantanti, 8 ballerini)
| Fase serale                                                                        | Fase serale |
| Cantanti                                                                           | Ballerini |
| ---------------------------------------------------------------------------------- | --- |
| Angelina Mango Wax                                                                 | Mattia Zenzola Isobel Fetiye Kinnear |
|                                                                                    | |
| Aaron, Giovanni Cricca, Federica Andreani, Piccolo G, NDG.                         | Maddalena Svevi, Ramon Agnelli, Alessio Cavaliere, Samuele Segreto, Gianmarco Petrelli, Megan Ria.                                                        |
| Fase iniziale                                                                      | |
| Niveo, Mezkal, Jore, Valeria Mancini, Tommy Dali, Andrea Ascanio, Andrea Mandelli. | Benedetta Vari, Pasquale Brunetti, Eleonora Cabras, Vanessa Bellini, Samuel Antinelli, Rita Pompili, Ludovica Grimaldi, Claudia Bentrovato, Asia Bigolin. |

### Ventitreesima edizione (2023-2024)
Allievi: 15 (7 cantanti, 8 ballerini)
| Fase serale | Fase serale                                                                                       |
| Cantanti | Ballerini                                                                                         |
| --- | ------------------------------------------------------------------------------------------------- |
| Sarah Toscano Petit Holden Mida                                                                                 | Marisol Castellanos Dustin Taylor                                                                 |
| |                                                                                                   |
| Martina Giovannini, Lil Jolie, Ayle.                                                                            | Sofia Cagnetti, Gaia De Martino, Lucia Ferrari, Giovanni Tesse, Nicholas Borgogni, Tiziano Coiro. |
| Fase iniziale                                                                                                   |                                                                                                   |
| Nahaze, Kia, Malìa, Mew, Matthew, Holy Francisco, Stella Cardone, Samuele Spina, Ezio Liberatore, Spacehippiez. | Simone Galluzzo, Chiara Porchianello, Elia Fiore.                                                 |

### Ventiquattresima edizione (2024-2025)
Allievi: 15 (8 cantanti, 7 ballerini)
| Fase serale                                                          | Fase serale |
| Cantanti                                                             | Ballerini |
| -------------------------------------------------------------------- | --- |
| Trigno Antonia Nocca                                                 | Daniele Doria Alessia Pecchia Francesco Fasano                                                                                                  |
|                                                                      | |
| Nicolò Filippucci, Jacopo Sol, Senza Cri, Chiamamifaro, Luk3, Vybes. | Chiara Bacci, Francesca Bosco, Raffaella Mitaritonna, Asia De Figlio.                                                                           |
| Fase iniziale                                                        | |
| Deddè, Mollenbeck, Ilan Muccino, Diego Lazzari, Alena Casarino.      | Dandy Cipriano, Antonio Affortunato, Giorgia Conti, Alessio Di Ponzio, Teodora Olivia Martínez, Rebecca Ferreri, Sienna Osborne, Gabriele Baio. |

## Audience

### Day-time
| Edizione | Rete televisiva | Rete televisiva | Anno      | Stagione          | Programmazione | Programmazione | Programmazione | Programmazione | Programmazione | Programmazione | Programmazione | Media Fase iniziale | Media Fase iniziale | Media Fase serale | Media Fase serale |
| Edizione | Rete televisiva | Rete televisiva | Anno      | Stagione          | L              | M              | M              | G              | V              | S              | D              | Telespettatori      | Share               | Telespettatori    | Share             |
| -------- | --------------- | --------------- | --------- | ----------------- | -------------- | -------------- | -------------- | -------------- | -------------- | -------------- | -------------- | ------------------- | ------------------- | ----------------- | ----------------- |
| 1ª       | Italia 1        | Italia 1        | 2001-2002 | estate-primavera  |                |                |                |                |                |                |                | –                   | –                   | –                 | –                 |
| 2ª       | Canale 5        | Canale 5        | 2002-2003 | estate-primavera  |                |                |                |                |                |                |                | –                   | –                   | –                 | –                 |
| 3ª       | Canale 5        | Canale 5        | 2003-2004 | estate-primavera  |                |                |                |                |                |                |                | –                   | –                   | –                 | –                 |
| 4ª       | Canale 5        | Canale 5        | 2004-2005 | estate-primavera  |                |                |                |                |                |                |                | –                   | –                   | –                 | –                 |
| 5ª       | Canale 5        | Canale 5        | 2005-2006 | estate-primavera  |                |                |                |                |                |                |                | –                   | –                   | –                 | –                 |
| 6ª       | Canale 5        | Canale 5        | 2006-2007 | autunno-inverno   |                |                |                |                |                |                |                | –                   | –                   | –                 | –                 |
| 7ª       | Canale 5        | Canale 5        | 2007-2008 | autunno-primavera |                |                |                |                |                |                |                | –                   | –                   | –                 | –                 |
| 8ª       | Canale 5        | Canale 5        | 2008-2009 | autunno-primavera |                |                |                |                |                |                |                | –                   | –                   | –                 | –                 |
| 9ª       | Canale 5        | Canale 5        | 2009-2010 | autunno-primavera |                |                |                |                |                |                |                | –                   | –                   | –                 | –                 |
| 10ª      | Canale 5        | Canale 5        | 2010-2011 | autunno-inverno   | 1 731 000      | 17,00%         | 2 111 000      | 17,62%         |                |                |                |                     |                     |                   |                   |
| 11ª      | Canale 5        | Canale 5        | 2011-2012 | autunno-primavera | 1 900 000      | 18,15%         | 1 803 000      | 17,85%         |                |                |                |                     |                     |                   |                   |
| 12ª      | Canale 5        | Canale 5        | 2012-2013 | autunno-primavera | –              | –              | 1 803 000      | 16,74%         |                |                |                |                     |                     |                   |                   |
| 13ª      | Canale 5        | Real Time       | 2013-2014 | autunno-primavera | –              | –              | –              | –              |                |                |                |                     |                     |                   |                   |
| 14ª      | Canale 5        | Real Time       | 2014-2015 | autunno-primavera | –              | –              | –              | –              |                |                |                |                     |                     |                   |                   |
| 15ª      | Canale 5        | Real Time       | 2015-2016 | autunno-primavera | –              | –              | –              | –              |                |                |                |                     |                     |                   |                   |
| 16ª      | Canale 5        | Real Time       | 2016-2017 | autunno-primavera | –              | –              | –              | –              |                |                |                |                     |                     |                   |                   |
| 17ª      | Canale 5        | Real Time       | 2017-2018 | autunno-primavera | –              | –              | –              | –              |                |                |                |                     |                     |                   |                   |
| 18ª      | Canale 5        | Real Time       | 2018-2019 | autunno-primavera | –              | –              | –              | –              |                |                |                |                     |                     |                   |                   |
| 19ª      | Canale 5        | Real Time       | 2019-2020 | autunno-primavera | –              | –              | –              | –              |                |                |                |                     |                     |                   |                   |
| 20ª      | Canale 5        | Italia 1        | 2020-2021 | autunno-primavera | –              | –              | –              | –              |                |                |                |                     |                     |                   |                   |
| 21ª      | Canale 5        | Canale 5        | 2021-2022 | estate-primavera  | –              | –              | –              | –              |                |                |                |                     |                     |                   |                   |
| 22ª      | Canale 5        | Canale 5        | 2022-2023 | estate-primavera  | 1 808 000      | 20,29%         | 1 741 000      | 20,47%         |                |                |                |                     |                     |                   |                   |
| 23ª      | Canale 5        | Canale 5        | 2023-2024 | autunno-primavera | 1 737 000      | 19,69%         | 1 614 000      | 19,19%         |                |                |                |                     |                     |                   |                   |
| 24ª      | Canale 5        | Canale 5        | 2024-2025 | autunno-primavera | –              | –              | –              | –              |                |                |                |                     |                     |                   |                   |

### Fase iniziale
| Edizione | Rete televisiva | Anno      | Stagione          | Orario      | Durata  | Programmazione | Programmazione | Programmazione | Programmazione | Programmazione | Programmazione | Programmazione | Collocazione | Media auditel  | Media auditel | Première       | Première | Finale         | Finale |
| Edizione | Rete televisiva | Anno      | Stagione          | Orario      | Durata  | L              | M              | M              | G              | V              | S              | D              | Collocazione | Telespettatori | Share         | Telespettatori | Share    | Telespettatori | Share  |
| -------- | --------------- | --------- | ----------------- | ----------- | ------- | -------------- | -------------- | -------------- | -------------- | -------------- | -------------- | -------------- | ------------ | -------------- | ------------- | -------------- | -------- | -------------- | ------ |
| 1ª       | Italia 1        | 2001-2002 | autunno-inverno   | 14:10-16:00 | 110 min |                |                |                |                |                |                |                | Day-time     | –              | –             | –              | –        | –              | –      |
| 2ª       | Canale 5        | 2002-2003 | estate-primavera  | 14:10-16:00 | 110 min |                |                |                |                |                |                |                | Day-time     | –              | –             | –              | –        | –              | –      |
| 3ª       | Canale 5        | 2003-2004 | estate-inverno    | 14:10-16:00 | 110 min |                |                |                |                |                |                |                | Day-time     | –              | –             | –              | –        | –              | –      |
| 4ª       | Canale 5        | 2004-2005 | estate-inverno    | 14:10-16:00 | 110 min |                |                |                |                |                |                |                | Day-time     | –              | –             | –              | –        | –              | –      |
| 5ª       | Canale 5        | 2005-2006 | estate-inverno    | 14:10-16:00 | 110 min |                |                |                |                |                |                |                | Day-time     | –              | –             | –              | –        | –              | –      |
| 6ª       | Canale 5        | 2006-2007 | autunno-inverno   | 14:10-15:30 | 80 min  |                |                |                |                |                |                |                | Day-time     | –              | –             | –              | –        | –              | –      |
| 7ª       | Canale 5        | 2007-2008 | autunno-inverno   | 14:10-15:30 | 80 min  | 4 331 000      | 30,95%         | 4 307 000      | 30,22%         | 4 500 000      | 31,72%         |                | Day-time     |                |               |                |          |                |        |
| 8ª       | Canale 5        | 2008-2009 | autunno-inverno   | 14:10-15:30 | 80 min  | 3 615 000      | 22,72%         | 3 523 000      | 23,11%         | 3 791 000      | 23,41%         |                | Day-time     |                |               |                |          |                |        |
| 8ª       | Canale 5        | 2008-2009 | autunno-inverno   | 14:10-16:30 | 140 min | 3 615 000      | 22,72%         | 3 523 000      | 23,11%         | 3 791 000      | 23,41%         |                | Day-time     |                |               |                |          |                |        |
| 9ª       | Canale 5        | 2009-2010 | autunno-inverno   | 14:10-15:30 | 80 min  |                |                | 3 795 000      | 26,33%         | 3 808 000      | 27,20%         | 4 050 000      | Day-time     | 25,98%         |               |                |          |                |        |
| 10ª      | Canale 5        | 2010-2011 | autunno-inverno   | 14:10-15:30 | 80 min  | 3 540 000      | 22,14%         | 3 822 000      | 24,81%         | 2 346 000      | 14,22%         |                | Day-time     |                |               |                |          |                |        |
| 11ª      | Canale 5        | 2011-2012 | autunno-primavera | 14:10-15:30 | 80 min  | 3 614 000      | 21,12%         | 4 007 000      | 22,94%         | 3 513 000      | 22,66%         |                | Day-time     |                |               |                |          |                |        |
| 12ª      | Canale 5        | 2012-2013 | autunno-inverno   | 14:10-15:30 | 80 min  | 3 674 000      | 20,78%         | 3 581 000      | 20,64%         | 3 868 000      | 22,34%         |                | Day-time     |                |               |                |          |                |        |
| 13ª      | Canale 5        | 2013-2014 | autunno-inverno   | 14:10-16:00 | 110 min | 3 236 000      | 19,48%         | 3 347 000      | 19,76%         | 3 573 000      | 22,29%         |                | Day-time     |                |               |                |          |                |        |
| 14ª      | Canale 5        | 2014-2015 | autunno-inverno   | 14:10-16:10 | 120 min | 3 234 000      | 19,84%         | 3 055 000      | 20,58%         | 3 388 000      | 23,47%         |                | Day-time     |                |               |                |          |                |        |
| 15ª      | Canale 5        | 2015-2016 | autunno-primavera | 14:10-16:30 | 140 min | 3 356 000      | 20,09%         | 3 477 000      | 20,76%         | 3 223 000      | 22,67%         |                | Day-time     |                |               |                |          |                |        |
| 16ª      | Canale 5        | 2016-2017 | autunno-inverno   | 14:10-16:10 | 120 min | 3 485 000      | 22,26%         | 3 768 000      | 23,40%         | 3 468 000      | 23,23%         |                | Day-time     |                |               |                |          |                |        |
| 17ª      | Canale 5        | 2017-2018 | autunno-primavera | 14:10-16:10 | 120 min | 3 092 000      | 19,47%         | 3 171 000      | 21,98%         | 3 021 000      | 18,90%         |                | Day-time     |                |               |                |          |                |        |
| 18ª      | Canale 5        | 2018-2019 | autunno-primavera | 14:10-16:10 | 120 min | 3 100 000      | 20,51%         | 3 064 000      | 21,25%         | 3 108 000      | 22,39%         |                | Day-time     |                |               |                |          |                |        |
| 19ª      | Canale 5        | 2019-2020 | autunno-inverno   | 14:10-16:00 | 110 min | 3 019 000      | 19,73%         | 3 157 000      | 20,89%         | 3 022 000      | 19,67%         |                | Day-time     |                |               |                |          |                |        |
| 20ª      | Canale 5        | 2020-2021 | autunno-inverno   | 14:10-16:00 | 110 min | 3 406 000      | 20,77%         | 3 452 000      | 20,54%         | 3 522 000      | 23,28%         |                | Day-time     |                |               |                |          |                |        |
| 21ª      | Canale 5        | 2021-2022 | estate-inverno    | 14:00-16:30 | 150 min |                |                |                | 3 017 000      | 19,38%         | 2 782 000      | 19,53%         | Day-time     | 3 199 000      | 19,87%        |                |          |                |        |
| 22ª      | Canale 5        | 2022-2023 | estate-inverno    | 14:00-16:30 | 150 min |                | 2 967 000      | 22,40%         | 2 866 000      | 24,13%         | 3 313 000      | 26,58%         | Day-time     |                |               |                |          |                |        |
| 23ª      | Canale 5        | 2023-2024 | autunno-inverno   | 14:00-16:30 | 150 min | 3 028 000      | 23,30%         | 3 000 000      | 25,63%         | 3 580 000      | 25,20%         |                | Day-time     |                |               |                |          |                |        |
| 24ª      | Canale 5        | 2024-2025 | autunno-inverno   | 14:00-16:00 | 120 min | 2 963 000      | 23,26%         | 2 899 000      | 24,75%         | 3 085 000      | 24,27%         |                | Day-time     |                |               |                |          |                |        |

### Fase serale
| Edizione | Rete televisiva | Anno | Stagione          | Programmazione | Programmazione | Programmazione | Programmazione | Programmazione | Programmazione | Programmazione | Collocazione  | Media auditel  | Media auditel | Première       | Première      | Finale         | Finale | Il meglio dell'edizione | Il meglio dell'edizione |
| Edizione | Rete televisiva | Anno | Stagione          | L              | M              | M              | G              | V              | S              | D              | Collocazione  | Telespettatori | Share         | Telespettatori | Share         | Telespettatori | Share  | Telespettatori          | Share                   |
| -------- | --------------- | ---- | ----------------- | -------------- | -------------- | -------------- | -------------- | -------------- | -------------- | -------------- | ------------- | -------------- | ------------- | -------------- | ------------- | -------------- | ------ | ----------------------- | ----------------------- |
| 1ª       | Italia 1        | 2002 | inverno-primavera |                |                |                |                |                |                |                | Prima serata  | 4 851 000      | 19,26%        | 4 623 000      | 18,34%        | 5 774 000      | 24,93% | Non trasmesso           | Non trasmesso           |
| 2ª       | Italia 1        | 2003 | primavera         | 4 589 000      | 17,95%         | 4 619 000      | 19,75%         | 5 465 000      | 24,95%         |                | Prima serata  |                |               |                |               |                |        | Non trasmesso           | Non trasmesso           |
| 3ª       | Canale 5        | 2004 | inverno-primavera |                |                | 5 501 000      | 25,32%         | 5 082 000      | 21,67%         | 6 934 000      | Prima serata  | 35,88%         |               |                |               |                |        | Non trasmesso           | Non trasmesso           |
| 4ª       | Canale 5        | 2005 | inverno-primavera |                |                | 5 702 000      | 26,41%         | 5 499 000      | 24,67%         | 7 092 000      | Prima serata  | 35,31%         |               |                |               |                |        | Non trasmesso           | Non trasmesso           |
| 5ª       | Canale 5        | 2006 | inverno-primavera |                |                | 5 304 000      | 25,59%         | 5 191 000      | 22,68%         | 6 323 000      | Prima serata  | 35,19%         |               |                |               |                |        | Non trasmesso           | Non trasmesso           |
| 6ª       | Canale 5        | 2007 | inverno           | 5 349 000      | 28,18%         | 4 588 000      | 23,76%         | 6 684 000      | 37,94%         |                | Prima serata  |                |               |                |               |                |        | Non trasmesso           | Non trasmesso           |
| 7ª       | Canale 5        | 2008 | inverno-primavera |                | 6 151 000      | 28,62%         | 5 459 000      | 26,56%         | 7 187 000      | 35,38%         | Prima serata  |                |               |                |               |                |        | Non trasmesso           | Non trasmesso           |
| 8ª       | Canale 5        | 2009 | inverno-primavera |                |                | 5 499 000      | 24,73%         | 5 627 000      | 26,32%         | 6 668 000      | Prima serata  | 32,16%         |               |                |               |                |        | Non trasmesso           | Non trasmesso           |
| 9ª       | Canale 5        | 2010 | inverno-primavera |                |                |                |                | 4 763 000      | 23,11%         | 4 507 000      | Prima serata  | 23,40%         | 5 940 000     | 29,90%         |               |                |        | Non trasmesso           | Non trasmesso           |
| 10ª      | Canale 5        | 2011 | inverno           |                |                | 4 242 000      | 20,06%         | 4 044 000      | 19,32%         | 5 206 000      | Prima serata  | 25,67%         |               |                |               |                |        | Non trasmesso           | Non trasmesso           |
| 11ª      | Canale 5        | 2012 | primavera         |                |                |                |                | 4 719 000      | 22,57%         | 4 821 000      | Prima serata  | 23,09%         | 4 956 000     | 22,96%         |               |                |        | Non trasmesso           | Non trasmesso           |
| 12ª      | Canale 5        | 2013 | primavera         |                | 5 209 000      | 24,19%         | 5 280 000      | 23,31%         | 5 726 000      | 28,75%         | Prima serata  | 2 178 000      | 11,20%        |                |               |                |        |                         |                         |
| 13ª      | Canale 5        | 2014 | primavera         |                |                | 4 662 000      | 21,87%         | 4 600 000      | 21,17%         | 5 294 000      | Prima serata  | 24,62%         | 1 962 000     | 11,45%         |               |                |        |                         |                         |
| 14ª      | Canale 5        | 2015 | primavera         |                |                |                | 5 111 000      | 24,88%         | 5 514 000      | 25,78%         | Prima serata  | 6 536 000      | 34,20%        | Non trasmesso  | Non trasmesso |                |        |                         |                         |
| 15ª      | Canale 5        | 2016 | primavera         |                |                | 4 665 000      | 23,31%         | 4 610 000      | 22,25%         | 5 835 000      | Prima serata  | 29,19%         |               | Non trasmesso  | Non trasmesso |                |        |                         |                         |
| 16ª      | Canale 5        | 2017 | primavera         |                | 4 136 000      | 21,68%         | 4 024 000      | 20,72%         | 4 822 000      | 28,54%         | Prima serata  |                |               | Non trasmesso  | Non trasmesso |                |        |                         |                         |
| 17ª      | Canale 5        | 2018 | primavera         |                |                | 4 009 000      | 21,50%         | 3 996 000      | 20,77%         | 4 872 000      | Prima serata  | 25,10%         |               | Non trasmesso  | Non trasmesso |                |        |                         |                         |
| 18ª      | Canale 5        | 2019 | primavera         |                |                | 4 053 000      | 22,56%         | 4 096 000      | 22,23%         | 4 804 000      | Prima serata  | 27,00%         |               | Non trasmesso  | Non trasmesso |                |        |                         |                         |
| 19ª      | Canale 5        | 2020 | inverno-primavera |                |                | 4 227 000      | 20,16%         | 3 778 000      | 19,82%         | 4 822 000      | Prima serata  | 22,78%         |               | Non trasmesso  | Non trasmesso |                |        |                         |                         |
| 20ª      | Canale 5        | 2021 | inverno-primavera |                |                | 5 848 000      | 28,19%         | 6 016 000      | 28,73%         | 6 667 000      | Prima serata  | 33,49%         |               | Non trasmesso  | Non trasmesso |                |        |                         |                         |
| 21ª      | Canale 5        | 2022 | inverno-primavera |                | 4 346 000      | 26,46%         | 4 507 000      | 25,83%         | 4 327 000      | 28,65%         | Prima serata  |                |               | Non trasmesso  | Non trasmesso |                |        |                         |                         |
| 22ª      | Canale 5        | 2023 | inverno-primavera | 4 125 000      | 27,47%         | 4 007 000      | 27,90%         | 4 860 000      | 29,30%         |                | Prima serata  |                |               | Non trasmesso  | Non trasmesso |                |        |                         |                         |
| 23ª      | Canale 5        | 2024 | primavera         | 3 815 000      | 26,48%         | 3 768 000      | 26,68%         | 4 484 000      | 31,81%         | 2 013 000      | Prima serata  | 15,37%         |               |                |               |                |        |                         |                         |
| 24ª      | Canale 5        | 2025 | primavera         | 3 763 000      | 26,74%         | 4 019 000      | 27,85%         | 3 786 000      | 26,87%         | Non trasmesso  | Non trasmesso |                |               |                |               |                |        |                         |                         |

## Sigle e musiche

### Fase serale
La sigla della prima edizione del serale consisteva, dopo una registrazione di passi in attesa del sollevamento del piccolo ledwall e dell'entrata dei ragazzi, in un medley delle canzoni It's Raining Men di Geri Halliwell, Far From Over di Frank Stallone, Maniac di Michael Sembello e Fame di Irene Cara. Nella seconda edizione, visto il rebranding del nome del programma, a causa dei problemi di copyright sorti con la casa di produzione della serie televisiva omonima, ogni riferimento a Fame è stato cancellato, perciò anche la sigla ha subito una modifica: il finale prevedeva nuovamente due campionamenti delle canzoni It's Raining Men e Far From Over. Nella terza e nella quarta edizione la sigla è rimasta invariata. Dalla quinta edizione, nella quale viene introdotta l'orchestra diretta dal maestro Giuseppe Vessicchio, viene creata una sigla ad hoc per il programma: l'inizio, durante l'apertura del ledwall sulla quale era trasmessa l'animazione del logo del programma, prevedeva un intro preregistrato ritmato con dei tamburi/barili (ispirato all'inizio del brano Played-A-Live (The Bongo Song)); al termine di esso, senza interruzioni, l'orchestra seguiva un mashup strumentale delle canzoni Papa don't peach di Madonna, Eye of the Tiger dei Survivor, Everybody di Martin Solveig, It's Raining Men di Geri Halliwell e Far From Over di Frank Stallone. Tale sigla veniva utilizzata fino alla decima edizione.
Nella dodicesima edizione la sigla era composta da due blocchi. La parte iniziale, preregistrata, era una sorta di countdown all'inizio della puntata. Su una musica di suspense creata dal programma, alcuni ballerini compievano acrobazie e passi di danza. Subito dopo venivano mostrati i due direttori artistici Emma e Miguel Bosé cantare a cappella una breve parte dei propri brani Calore e Si tú no vuelves. La musica iniziale era mixata poi a un campionamento del brano One Day I'll Fly Away di Nicole Kidman facente parte della colonna sonora del film Moulin Rouge!. Nelle puntate nella quale Miguel Bosé venne sostituito da Eleonora Abbagnato, nella sigla, appena dopo Emma, veniva usato un campionamento sempre del brano One day I'll Fly Away accompagnato dalla visione di un passo di danza della ballerina. La seconda parte, dal vivo in studio, era un medley delle canzoni It's Raining Men di Geri Halliwell, Scream & Shout di will.i.am e Britney Spears e Firework di Katy Perry, quest'ultima cantata dai ragazzi nella quale il concorrente Moreno eseguiva un pezzo rap freestyle. Nella tredicesima edizione è This Is What It Feels Like di Armin van Buuren cantata anche in questo caso dai ragazzi; il pezzo rap freestyle era cantato dal concorrente Denny Lahome. Una novità è stata invece introdotta nella quattordicesima edizione: a differenza delle precedenti, in questa la sigla era cantata da Emma ed Elisa (direttrici artistiche di quell'anno) che si esibivano su A Sky Full of Stars dei Coldplay, che veniva utilizzata anche per accogliere i giudici e gli ospiti. Stesso procedimento nella quindicesima edizione in cui i direttori artistici (Emma ed Elisa per la squadra bianca, Nek e J-Ax per la squadra blu) cantano I Lived dei OneRepublic, utilizzata anche per accogliere i giudici e gli ospiti. Nella prima parte della sedicesima edizione la sigla è I Was Born to Love You di Freddie Mercury ma, a differenza degli anni precedenti, non è cantata dai direttori artistici. Dalla quinta puntata, con l'arrivo di Emma (direttrice artistica della squadra bianca in sostituzione di Morgan) venne sostituita da Every Teardrop Is a Waterfall dei Coldplay. Nella diciassettesima edizione il brano che apre le puntate del serale è Make Me Feel di Janelle Monáe. Dalla diciottesima edizione non viene utilizzata una sigla all'inizio del serale.
Fino alla decima edizione il jingle utilizzato per introdurre le prove nella sfida dei concorrenti o delle squadre (Bianca e Blu) era una breve parte di Eye of the Tiger dei Survivor. Quest'ultimo brano, pur sempre editato, veniva utilizzato in forma estesa come sottofondo all'entrata dei concorrenti durante le prime edizioni del serale o durante la finale per la presentazione ai discografici e ospiti degni di nota. Il jingle utilizzato invece per il semaforo o per le carte dei concorrenti alla fine delle prove (fino alla decima edizione) e alla fine delle partite (dalla dodicesima edizione in poi) è una musica creata dal maestro Vessicchio per il programma. Dalla quinta edizione sino alla decima, ogni RVM veniva introdotto musicalmente con una brevissima parte dell'intro con tamburi/barili della sigla (in video era visibile l'animazione del logo di Amici); il jingle veniva utilizzato anche come outro dei vari filmati.
Nell'undicesima edizione il brano utilizzato per l'entrata dei concorrenti Big era Paradise dei Coldplay. Nella dodicesima edizione il brano utilizzato per l'entrata degli ospiti era Try di Pink, usato anche nell'edizione successiva. Nella sedicesima edizione, l'ingresso dei giudici e degli ospiti viene invece accompagnato dal brano dei Coldplay, Hymn for the Weekend. Nell'edizione seguente gli ingressi in studio vengono accompagnati del brano di Pink, What About Us. Dalla ventesima alla ventitreesima edizione, gli ingressi in studio vengono accompagnati dal brano Stay the Night del DJ Zedd e della cantante Hayley Williams.
Per la proclamazione del vincitore, il programma, nelle prime due edizioni ha utilizzato le carte dei due concorrenti della finalissima (il jingle, perciò, è il medesimo utilizzato anche negli altri momenti del serale). Dalla terza edizione la modalità è stata cambiata. Il brano utilizzato per tale momento è We Are the Champions dei Queen. Dalla quinta edizione è stata aggiunta un'introduzione a pianoforte che anticipa il brano. Dalla dodicesima edizione, l'intro in questione è stata ridotta a poche note. La grafica utilizzata prevede la visione sul ledwall di una sola carta capovolta fluttuare all'interno di una ricostruzione virtuale dello studio del serale. Quest'ultima si gira e mostra il volto e il nome del vincitore nel momento del ritornello del brano. Per i ringraziamenti e la conclusione della finale viene usato il brano That Next Place proveniente dalla colonna sonora del film Vi presento Joe Black.

## Spin-off

### Amici Celebrities
Tra settembre e ottobre 2019 è andato in onda uno spin-off chiamato Amici Celebrities, la versione VIP del programma, dove si sono sfidati personaggi noti provenienti dal mondo dello spettacolo. Il programma è andato in onda in prima serata su Canale 5 per sei puntate, con la conduzione di Maria De Filippi nelle prime tre puntate, che sono andate in onda il sabato e di Michelle Hunziker nelle successive tre, che invece sono andate in onda il mercoledì. L'edizione è stata vinta da Pamela Camassa.

### Amici speciali
Dopo le sei puntate della diciannovesima edizione del programma, dal 15 maggio al 5 giugno 2020 è andato in onda Amici speciali, una maratona di beneficenza per raccogliere fondi per l'emergenza COVID-19 distribuita in quattro puntate nelle quali si sono sfidati i concorrenti delle passate edizioni con un meccanismo simile a quello utilizzato nel 2012. La commissione artistica è la stessa usata per la versione classica del programma. L'edizione è stata vinta da Irama.

### This Is Me
Dal 20 novembre al 4 dicembre 2024, per tre puntate nella prima serata del mercoledì con la conduzione di Silvia Toffanin, è andato in onda lo spin-off This Is Me, realizzato per celebrare i talenti che hanno riscosso successo dopo l'uscita dal talent show Amici di Maria De Filippi.

## Programmi correlati

### Amici - Live Cagliari
Domenica 27 aprile 2008 presso piazza dei Centomila a Cagliari è andato in onda in prima serata su Canale 5 Amici - Live Cagliari. Si tratta di uno spettacolo condotto da Maria De Filippi per celebrare Marco Carta, vincitore della settima edizione del programma. La puntata è stata seguita da 4,75 milioni di telespettatori con il 23,47% di share. Ospiti della serata: Claudio Amendola, Claudio Baglioni, Katia & Valeria, Geppi Cucciari.
- Allievi: Marco Carta, Roberta Bonanno, Pasqualino Maione, Francesco Mariottini, Susy Fuccillo, Marta Rossi, Cassandra De Rosa, Giulia Piana, Giuseppe Salsetta, Simonetta Spiri, Antonino Lombardo, Maria Luigia La Rocca, Marina Marchione, Cristina Da Villanova.
- Professori: Alessandra Celentano, Maura Paparo,  Garrison Rochelle, Steve La Chance,  Giuseppe Vessicchio, Grazia Di Michele,  Fabrizio Palma, Pino Perris, Luca Jurman, Fioretta Mari, Patrick Rossi Gastaldi.

### Amici - Live Lecce
Domenica 12 aprile 2009 nell'area dell'ex Piazza Carlo Pranzo a Lecce è stato registrato Amici - Live Lecce. Si tratta di uno spettacolo, previsto originariamente in diretta, andato in onda in prima serata su Canale 5 giovedì 16 aprile 2009, condotto da Maria De Filippi per celebrare Alessandra Amoroso, vincitrice dell'ottava edizione del programma. La puntata è stata seguita da 3,92 milioni di telespettatori con il 18,60% di share. Ospiti della serata: Marco Carta, Claudio Baglioni, Geppi Cucciari, Malika Ayane.
- Allievi: Alessandra Amoroso, Valerio Scanu, Luca Napolitano, Alice Bellagamba, Pedro Batista González, Mario Nunziante, Martina Stavolo, Adriano Bettinelli, Silvia Olari, Domenico Primotici, Daniela Stradaioli, Jennifer Milan, Andreina Caracciolo, Gianluca Lanzillotta.
- Professori: Fioretta Mari, Patrick Rossi Gastaldi, Alessandra Celentano, Steve La Chance, Garrison Rochelle, Maura Paparo, Gabriella Scalise, Grazia Di Michele, Pino Perris, Luca Jurman, Fabrizio Palma.

### Amici - La sfida dei talenti
Il 16 maggio 2009 presso Piazza San Carlo di Torino è stato realizzato Amici - La sfida dei talenti, in occasione dei Mediaset Days, dedicati al lancio dello switch over del digitale terrestre in Piemonte. Si tratta di uno spettacolo condotto da Maria De Filippi, che consiste in un confronto tra cantanti e ballerini di diverse edizioni del talent. La puntata speciale è andata in onda martedì 16 giugno 2009 in prima serata su Canale 5, trionfando con il 26,36% di share, visto da 4,6 milioni di telespettatori. Ospite della serata: Gianna Nannini.
- In gara:
  - Ballo: Anbeta Toromani, Alice Bellagamba, Leon Cino, Francesco Mariottini, Adriano Bettinelli e Cristo Martinez.
  - Canto: Karima Ammar, Alessandra Amoroso, Giulia Ottonello, Valerio Scanu, Antonino Spadaccino e Luca Napolitano.

La commissione è composta da esperti come i coreografi Vladimir Derevianko, Mia Michaels e Daniel Ezralow, il direttore del Teatro di San Carlo di Napoli Giuseppe Carbone, i giornalisti Luca Dondoni (La Stampa) e Paolo Giordano (Il Giornale) e i rappresentanti delle case discografiche Rudy Zerbi (presidente Sony BMG), Marco Alboni (presidente Emi Music), Marcello Balestra (direttore artistico Warner Music) e Alessandro Massara (presidente Universal).
La competizione consiste in varie sfide nelle due categorie separate, che vengono giudicate dalla commissione. I due vincitori delle rispettive categorie si sfideranno dunque per decretare il vincitore assoluto. Il montepremi è di 50000 €, sempre assegnato dalla commissione.
Per il canto vince Karima Ammar, mentre per il ballo vince Anbeta Toromani. La commissione ha decretato quest'ultima vincitrice di Amici - La sfida dei talenti.

### Mai dire Amici
Mai dire Amici andò in onda dal 9 febbraio al 14 marzo 2011, condotto dalla Gialappa's Band, con la partecipazione di Diana Del Bufalo: il programma mostrava i momenti più divertenti del talent show Amici di Maria De Filippi. L'unica edizione venne trasmessa su Canale 5 in seconda serata durante il periodo del "serale" del 2011, prima il mercoledì e poi il lunedì insieme a Mai dire Grande Fratello, ottenendo buoni ascolti (specialmente nella seconda collocazione). Il format ebbe un totale di cinque episodi.

### Amici - Full Out Live
Full Out Live è un evento, tenutosi domenica 11 giugno 2023 al RockInRoma, presso l'Ippodromo delle Capannelle e trasmesso martedì 20 giugno in prima serata su Italia 1 e ha visto la partecipazione dei cantanti e dei ballerini arrivati al serale di Amici 22 (a parte Niveo e Tommy Dali che erano stati eliminati al pomeridiano). L'evento è stato presentato da Nicolò De Devitiis, Isobel Fetiye Kinnear e Giulia Stabile. La serata in TV è stata seguita da 1 436 000 telespettatori con il 10,10% di share.
- Allievi: Mattia Zenzola, Angelina Mango, Wax, Isobel Fetiye Kinnear, Aaron, Maddalena Svevi, Cricca, Ramon Agnelli, Piccolo G, Alessio Cavaliere, Samuele Segreto, Federica Andreani, Gianmarco Petrilli, NDG, Megan Ria, Niveo, Tommy Dali.
- Ospiti: Alessandra Celentano, Lorella Cuccarini, Arisa, Olly, Vincenzo De Lucia.

## Partecipazioni a manifestazioni canore

### Festival di Sanremo

#### Allievi
| Concorrente          | Festival di Sanremo | Festival di Sanremo | Festival di Sanremo                         | Festival di Sanremo | Festival di Sanremo | Partecipazioni |
| Concorrente          | Ruolo               | Posizione           | Brano                                       | Categoria           | Anno                | Partecipazioni |
| -------------------- | ------------------- | ------------------- | ------------------------------------------- | ------------------- | ------------------- | -------------- |
| Verdiana Zangaro     | In gara             | 4ª                  | Chi sei non lo so                           | Nuove Proposte      | 2003                | 2              |
| Maria Pia            | In gara             | 15ª                 | Tre fragole                                 | Nuove Proposte      | 2003                | 1              |
| Virginio             | In gara             | Non finalista       | Davvero                                     | Nuove Proposte      | 2006                | 1              |
| Antonello            | In gara             | Non finalista       | Capirò crescerai                            | Nuove Proposte      | 2006                | 1              |
| Pquadro              | In gara             | 3º                  | Malinconiche sere                           | Nuove Proposte      | 2007                | 1              |
| Karima               | In gara             | 3º                  | Come in ogni ora                            | Nuove Proposte      | 2009                | 1              |
| Marco Carta          | In gara             | 1°                  | La forza mia                                | Big                 | 2009                | 1              |
| Valerio Scanu        | In gara             | 1°                  | Per tutte le volte che...                   | Big                 | 2010                | 2              |
| Valerio Scanu        | In gara             | 13º                 | Finalmente piove                            | Big                 | 2016                | 2              |
| Alessandra Amoroso   | In gara             | 9ª                  | Fino a qui                                  | Big                 | 2024                | 6              |
| Alessandra Amoroso   | Ospite serata Cover | Ospite serata Cover | Ospite serata Cover                         | Ospite serata Cover | 2010                | 6              |
| Alessandra Amoroso   | Ospite serata Cover | Ospite serata Cover | Ospite serata Cover                         | Ospite serata Cover | 2012                | 6              |
| Alessandra Amoroso   | Ospite serata Cover | Ospite serata Cover | Ospite serata Cover                         | Ospite serata Cover | 2025                | 6              |
| Alessandra Amoroso   | Ospite              | Ospite              | Ospite                                      | Ospite              | 2019                | 6              |
| Alessandra Amoroso   | Ospite              | Ospite              | Ospite                                      | Ospite              | 2021                | 6              |
| Emma                 | In gara             | 2ª                  | Arriverà                                    | Big                 | 2011                | 9              |
| Emma                 | In gara             | 1ª                  | Non è l'inferno                             | Big                 | 2012                | 9              |
| Emma                 | In gara             | 6ª                  | Ogni volta è così                           | Big                 | 2022                | 9              |
| Emma                 | In gara             | 14ª                 | Apnea                                       | Big                 | 2024                | 9              |
| Emma                 | Ospite serata Cover | Ospite serata Cover | Ospite serata Cover                         | Ospite serata Cover | 2013                | 9              |
| Emma                 | Ospite serata Cover | Ospite serata Cover | Ospite serata Cover                         | Ospite serata Cover | 2023                | 9              |
| Emma                 | Ospite              | Ospite              | Ospite                                      | Ospite              | 2020                | 9              |
| Emma                 | Ospite              | Ospite              | Ospite                                      | Ospite              | 2021                | 9              |
| Emma                 | Co-conduttrice      | Co-conduttrice      | Co-conduttrice                              | Co-conduttrice      | 2015                | 9              |
| Loredana Errore      | Ospite serata Cover | Ospite serata Cover | Ospite serata Cover                         | Ospite serata Cover | 2011                | 1              |
| Pierdavide Carone    | In gara             | 5º                  | Nanì                                        | Big                 | 2012                | 1              |
| Giordana Angi        | In gara             | Non finalista       | Incognita poesia                            | Nuove Proposte      | 2012                | 2              |
| Giordana Angi        | In gara             | 20ª                 | Come mia madre                              | Big                 | 2020                | 2              |
| Alessandro Casillo   | In gara             | 1°                  | È vero (che ci sei)                         | Nuove Proposte      | 2012                | 1              |
| Annalisa             | In gara             | 9ª                  | Scintille                                   | Big                 | 2013                | 9              |
| Annalisa             | In gara             | 4ª                  | Una finestra tra le stelle                  | Big                 | 2015                | 9              |
| Annalisa             | In gara             | 11ª                 | Il diluvio universale                       | Big                 | 2016                | 9              |
| Annalisa             | In gara             | 3ª                  | Il mondo prima di te                        | Big                 | 2018                | 9              |
| Annalisa             | In gara             | 7ª                  | Dieci                                       | Big                 | 2021                | 9              |
| Annalisa             | In gara             | 3ª                  | Sinceramente                                | Big                 | 2024                | 9              |
| Annalisa             | Ospite serata Cover | Ospite serata Cover | Ospite serata Cover                         | Ospite serata Cover | 2020                | 9              |
| Annalisa             | Ospite serata Cover | Ospite serata Cover | Ospite serata Cover                         | Ospite serata Cover | 2025                | 9              |
| Annalisa             | Ospite              | Ospite              | Ospite                                      | Ospite              | 2023                | 9              |
| Dear Jack            | In gara             | 7º                  | Il mondo esplode tranne noi                 | Big                 | 2015                | 2              |
| Dear Jack            | In gara             | Eliminati           | Mezzo respiro                               | Big                 | 2016                | 2              |
| Moreno               | In gara             | 15º                 | Oggi ti parlo così                          | Big                 | 2015                | 1              |
| Enrico Nigiotti      | In gara             | Finalista           | Qualcosa da decidere                        | Nuove Proposte      | 2015                | 3              |
| Enrico Nigiotti      | In gara             | 10º                 | Nonno Hollywood                             | Big                 | 2019                | 3              |
| Enrico Nigiotti      | In gara             | 19º                 | Baciami adesso                              | Big                 | 2020                | 3              |
| Amara                | In gara             | Finalista           | Credo                                       | Nuove Proposte      | 2015                | 2              |
| Amara                | Ospite serata Cover | Ospite serata Cover | Ospite serata Cover                         | Ospite serata Cover | 2025                | 2              |
| Alessio Bernabei     | In gara             | 14º                 | Noi siamo infinito                          | Big                 | 2016                | 2              |
| Alessio Bernabei     | In gara             | 15º                 | Nel mezzo di un applauso                    | Big                 | 2017                | 2              |
| Deborah Iurato       | In gara             | 3ª                  | Via da qui                                  | Big                 | 2016                | 1              |
| Irama                | In gara             | Non finalista       | Cosa resterà                                | Nuove Proposte      | 2016                | 6              |
| Irama                | In gara             | 7º                  | La ragazza con il cuore di latta            | Big                 | 2019                | 6              |
| Irama                | In gara             | 5º                  | La genesi del tuo colore                    | Big                 | 2021                | 6              |
| Irama                | In gara             | 4º                  | Ovunque sarai                               | Big                 | 2022                | 6              |
| Irama                | In gara             | 5º                  | Tu no                                       | Big                 | 2024                | 6              |
| Irama                | In gara             | 9º                  | Lentamente                                  | Big                 | 2025                | 6              |
| Elodie               | In gara             | 8ª                  | Tutta colpa mia                             | Big                 | 2017                | 5              |
| Elodie               | In gara             | 7ª                  | Andromeda                                   | Big                 | 2020                | 5              |
| Elodie               | In gara             | 9ª                  | Due                                         | Big                 | 2023                | 5              |
| Elodie               | In gara             | 12ª                 | Dimenticarsi alle 7                         | Big                 | 2025                | 5              |
| Elodie               | Co-conduttrice      | Co-conduttrice      | Co-conduttrice                              | Co-conduttrice      | 2021                | 5              |
| Sergio Sylvestre     | In gara             | 6º                  | Con te                                      | Big                 | 2017                | 1              |
| Alice Paba           | In gara             | Eliminata           | Do retta a te                               | Big                 | 2017                | 1              |
| Lele                 | In gara             | 1°                  | Ora mai                                     | Nuove Proposte      | 2017                | 1              |
| Leonardo Lamacchia   | In gara             | 4º                  | Ciò che resta                               | Nuove Proposte      | 2017                | 1              |
| Shaila Gatta         | Corpo di ballo      | Corpo di ballo      | Corpo di ballo                              | Corpo di ballo      | 2017                | 1              |
| The Kolors           | In gara             | 9º                  | Frida (mai, mai, mai)                       | Big                 | 2018                | 4              |
| The Kolors           | In gara             | 16º                 | Un ragazzo una ragazza                      | Big                 | 2024                | 4              |
| The Kolors           | In gara             | 14º                 | Tu con chi fai l'amore                      | Big                 | 2025                | 4              |
| The Kolors           | Ospiti serata Cover | Ospiti serata Cover | Ospiti serata Cover                         | Ospiti serata Cover | 2021                | 4              |
| Leonardo Monteiro    | In gara             | 8º                  | Bianca                                      | Nuove Proposte      | 2018                | 1              |
| Einar                | In gara             | 23º                 | Parole nuove                                | Big                 | 2019                | 1              |
| Briga                | In gara             | 21º                 | Un po' come la vita                         | Big                 | 2019                | 1              |
| Federica Carta       | In gara             | 18º                 | Senza farlo apposta                         | Big                 | 2019                | 1              |
| Alberto Urso         | In gara             | 14º                 | Il sole ad est                              | Big                 | 2020                | 1              |
| Riki                 | In gara             | 23º                 | Lo sappiamo entrambi                        | Big                 | 2020                | 1              |
| Gaia                 | In gara             | 19ª                 | Cuore amaro                                 | Big                 | 2021                | 4              |
| Gaia                 | In gara             | 26ª                 | Chiamo io chiami tu                         | Big                 | 2025                | 4              |
| Gaia                 | Ospite              | Ospite              | Ospite                                      | Ospite              | 2022                | 4              |
| Gaia                 | Ospite serata Cover | Ospite serata Cover | Ospite serata Cover                         | Ospite serata Cover | 2024                | 4              |
| Le Deva              | Ospite serata Cover | Ospite serata Cover | Ospite serata Cover                         | Ospite serata Cover | 2021                | 1              |
| Sangiovanni          | In gara             | 5º                  | Farfalle                                    | Big                 | 2022                | 3              |
| Sangiovanni          | In gara             | 29º                 | Finiscimi                                   | Big                 | 2024                | 3              |
| Sangiovanni          | Ospite              | Ospite              | Ospite                                      | Ospite              | 2023                | 3              |
| Sangiovanni          | Ospite serata Cover |                     |                                             |                     | 2023                | 3              |
| AKA 7even            | In gara             | 13º                 | Perfetta così                               | Big                 | 2022                | 1              |
| Elena D'Amario       | Ospite serata Cover | Ospite serata Cover | Ospite serata Cover                         | Ospite serata Cover | 2022                | 1              |
| LDA                  | In gara             | 15º                 | Se poi domani                               | Big                 | 2023                | 1              |
| Mara Sattei          | In gara             | 19ª                 | Duemilaminuti                               | Big                 | 2023                | 1              |
| Alessandro Cavallo   | Ospite serata Cover | Ospite serata Cover | Ospite serata Cover                         | Ospite serata Cover | 2023                | 1              |
| John Erik De La Cruz | Ospite serata Cover | Ospite serata Cover | Ospite serata Cover                         | Ospite serata Cover | 2023                | 1              |
| Angelina Mango       | In gara             | 1ª                  | La noia                                     | Big                 | 2024                | 1              |
| Maninni              | In gara             | 26º                 | Spettacolare                                | Big                 | 2024                | 1              |
| Santi Francesi       | In gara             | 18º                 | L'amore in bocca                            | Big                 | 2024                | 1              |
| Sissi                | Ospite serata Cover | Ospite serata Cover | Ospite serata Cover                         | Ospite serata Cover | 2024                | 1              |
| Gianmarco Petrelli   | Ospite serata Cover | Ospite serata Cover | Ospite serata Cover                         | Ospite serata Cover | 2024                | 1              |
| Sarah Toscano        | In gara             | 17ª                 | Amarcord                                    | Big                 | 2025                | 1              |
| Alex Wyse            | In gara             | 2º                  | Rockstar                                    | Nuove proposte      | 2025                | 1              |
| Lil Jolie            | In gara             | Non finalista       | Dimmi tu quando sei pronto per fare l'amore | Nuove proposte      | 2025                | 1              |
| Valentina Vernia     | Corpo di ballo      | Corpo di ballo      | Corpo di ballo                              | Corpo di ballo      | 2025                | 1              |
| Megan Ria            | Corpo di ballo      | Corpo di ballo      | Corpo di ballo                              | Corpo di ballo      | 2025                | 1              |

- Sono in tutto 45, di cui 31 tra i Big e 14 tra le Nuove proposte, gli ex concorrenti di Amici ad aver partecipato al Festival. La prima in assoluto è stata Maria Pia Pizzolla, concorrente della prima edizione del talent (quando ancora si chiamava Saranno famosi), classificatasi quindicesima nella categoria Nuove proposte del Festival di Sanremo 2003. Gli ultimi esordienti sono stati Sarah Toscano, Alex Wyse e Lil Jolie, provenienti rispettivamente dalla ventitreesima, ventunesima e ventitreesima edizione, tutti in gara nel 2025: la prima nella sezione Big e gli altri due nelle Nuove proposte.
- Con sei partecipazioni all'attivo ciascuno, Annalisa ed Irama sono gli ex concorrenti di Amici con più presenze alla gara canora, seguiti da Emma ed Elodie (quattro a testa) e dai The Kolors (3).
- In totale, contando le altre partecipazioni in entrambe le categorie, gli ex allievi di Amici hanno preso parte per 65 volte alla kermesse sanremese.
- Sono quattro gli ex concorrenti del talent ad aver vinto il Festival: Marco Carta, Valerio Scanu, Emma e Angelina Mango. A loro si aggiungono Alessandro Casillo e Lele, che rispettivamente nel 2012 e nel 2017 hanno vinto nella categoria delle Nuove proposte. Marco Carta, Valerio Scanu e Angelina Mango, in particolare, hanno vinto le edizioni del Festival immediatamente successive alla loro partecipazione nel programma; Alessandro Casillo, al contrario, ha preso parte al talent solo diversi anni dopo la vittoria sanremese.
- I sopracitati Marco Carta ed Emma, inoltre, sono gli unici concorrenti ad aver vinto sia Amici che il Festival: Carta ha vinto il talent nel 2008 e il Festival nel 2009, la seconda invece ha vinto Amici nel 2010 e ha trionfato al Festival nel 2012. Gli altri due, invece, hanno vinto il Festival dopo essersi piazzati secondi nelle loro rispettive edizioni nel programma: Valerio Scanu è arrivato secondo nel 2009 (vinse Alessandra Amoroso), Angelina Mango nel 2023 (dietro a Mattia Zenzola).
- Emma, Angelina Mango, Michele Perniola ed Emma Muscat sono gli unici ex allievi di Amici ad aver partecipato all'Eurovision Song Contest, rispettivamente nel 2014, 2024, 2015 e 2022 in rappresentanza di tre paesi diversi: Italia (Emma e Angelina Mango), San Marino (Michele Perniola) e Malta (Emma Muscat). Michele Perniola, inoltre, due anni prima della sua partecipazione al concorso europeo aveva partecipato, sempre in rappresentanza di San Marino, alla sua versione per i più piccoli, il Junior Eurovision Song Contest, piazzandosi al decimo posto.
- Emma ed Elodie sono le uniche artiste provenienti da Amici ad aver partecipato al Festival di Sanremo in qualità di co-conduttrici, rispettivamente nel 2015 e nel 2021.
- Riki, classificatosi 23º e ultimo al Festival di Sanremo 2020, è l'ex concorrente di Amici ad aver ottenuto il risultato peggiore alla kermesse, seguito da Sangiovanni (29º e penultimo) nel 2024 e da Einar (23º e penultimo) nel 2019.
- Tra i trenta artisti che hanno gareggiato al Festival di Sanremo 2024 nove sono ex allievi di Amici (Alessandra Amoroso, Angelina Mango, Annalisa, Emma, Irama, Maninni, Santi Francesi, Sangiovanni e The Kolors) e tre di loro sono arrivati tra i primi cinque classificati: Angelina Mango (1ª), Annalisa (3ª) e Irama (5º). Questa edizione del Festival è inoltre, dopo quindici anni di carriera, la prima a cui ha preso parte come artista in gara Alessandra Amoroso, vincitrice storica di Amici.
- Al Festival di Sanremo 2025 Annalisa è stata scelta come artista ospite da Giorgia, in gara nella categoria Big, per reinterpretare in duetto Skyfall di Adele in occasione della serata delle cover, al termine della quale le due si sono classificate al primo posto: si tratta della prima volta in cui un ex allievo del programma vince il premio per la Miglior cover al Festival. Inoltre, in questa serata, quattro delle prime dieci posizioni in classifica sono state raggiunte da ex allievi del programma: oltre alla già citata Annalisa, a piazzarsi nella top 10 sono stati Irama (classificatosi sesto dopo aver duettato con Arisa, anche lei precedentemente nel cast del programma come professoressa di canto), Elodie (classificatasi ottava) ed i The Kolors (classificatisi decimi).

#### Professori
| Professori           | Festival di Sanremo                  | Festival di Sanremo                  | Festival di Sanremo                  | Festival di Sanremo                  | Festival di Sanremo | Partecipazioni |
| Professori           | Ruolo                                | Posizione                            | Brano                                | Categoria                            | Anno                | Partecipazioni |
| -------------------- | ------------------------------------ | ------------------------------------ | ------------------------------------ | ------------------------------------ | ------------------- | -------------- |
| Beppe Vessicchio     | Direttore d'orchestra Big            | Direttore d'orchestra Big            | Direttore d'orchestra Big            | Direttore d'orchestra Big            | 1990                | 30             |
| Beppe Vessicchio     | Direttore d'orchestra Big            | Direttore d'orchestra Big            | Direttore d'orchestra Big            | Direttore d'orchestra Big            | 1992-2003           | 30             |
| Beppe Vessicchio     | Direttore d'orchestra Big            | Direttore d'orchestra Big            | Direttore d'orchestra Big            | Direttore d'orchestra Big            | 2005-2008           | 30             |
| Beppe Vessicchio     | Direttore d'orchestra Big            | Direttore d'orchestra Big            | Direttore d'orchestra Big            | Direttore d'orchestra Big            | 2010-2016           | 30             |
| Beppe Vessicchio     | Direttore d'orchestra Big            | Direttore d'orchestra Big            | Direttore d'orchestra Big            | Direttore d'orchestra Big            | 2018                | 30             |
| Beppe Vessicchio     | Direttore d'orchestra Big            | Direttore d'orchestra Big            | Direttore d'orchestra Big            | Direttore d'orchestra Big            | 2020                | 30             |
| Beppe Vessicchio     | Direttore d'orchestra Nuove proposte | Direttore d'orchestra Nuove proposte | Direttore d'orchestra Nuove proposte | Direttore d'orchestra Nuove proposte | 2021                | 30             |
| Beppe Vessicchio     | Ospite                               | Ospite                               | Ospite                               | Ospite                               | 2022-2024           | 30             |
| Grazia Di Michele    | In gara                              | 9ª                                   | Io e mio padre                       | Big                                  | 1990                | 4              |
| Grazia Di Michele    | In gara                              | 18ª                                  | Se io fossi un uomo                  | Big                                  | 1991                | 4              |
| Grazia Di Michele    | In gara                              | 3ª                                   | Gli amori diversi                    | Big                                  | 1993                | 4              |
| Grazia Di Michele    | In gara                              | 16ª                                  | Io sono una finestra                 | Big                                  | 2015                | 4              |
| Maria Grazia Fontana | Direttrice coro gospel               | Direttrice coro gospel               | Direttrice coro gospel               | Direttrice coro gospel               | 2001                | 1              |
| Francesco Sarcina    | Ospite                               | Ospite                               | Ospite                               | Ospite                               | 2007                | 5              |
| Francesco Sarcina    | Ospite serata Cover                  | Ospite serata Cover                  | Ospite serata Cover                  | Ospite serata Cover                  | 2011                | 5              |
| Francesco Sarcina    | Ospite serata Cover                  | Ospite serata Cover                  | Ospite serata Cover                  | Ospite serata Cover                  | 2023                | 5              |
| Francesco Sarcina    | In gara                              | 10°                                  | Nel tuo sorriso                      | Big                                  | 2014                | 5              |
| Francesco Sarcina    | In gara                              | 11°                                  | Così sbagliato                       | Big                                  | 2018                | 5              |
| Fabrizio Moro        | In gara                              | 13ª                                  | Un giorno senza fine                 | Giovani                              | 2000                | 8              |
| Fabrizio Moro        | In gara                              | 1°                                   | Pensa                                | Giovani                              | 2007                | 8              |
| Fabrizio Moro        | In gara                              | 3°                                   | Eppure mi hai cambiato la vita       | Big                                  | 2008                | 8              |
| Fabrizio Moro        | In gara                              | Non finalista                        | Non è una canzone                    | Big                                  | 2010                | 8              |
| Fabrizio Moro        | In gara                              | 7º                                   | Portami via                          | Big                                  | 2017                | 8              |
| Fabrizio Moro        | In gara                              | 1°                                   | Non mi avete fatto niente            | Big                                  | 2018                | 8              |
| Fabrizio Moro        | In gara                              | 12º                                  | Sei tu                               | Big                                  | 2022                | 8              |
| Fabrizio Moro        | Ospite serata Cover                  | Ospite serata Cover                  | Ospite serata Cover                  | Ospite serata Cover                  | 2024                | 8              |
| Giusy Ferreri        | In gara                              | 10ª                                  | Il mare immenso                      | Big                                  | 2011                | 5              |
| Giusy Ferreri        | In gara                              | 9ª                                   | Ti porto a cena con me               | Big                                  | 2014                | 5              |
| Giusy Ferreri        | In gara                              | Eliminata                            | Fa talmente male                     | Big                                  | 2017                | 5              |
| Giusy Ferreri        | In gara                              | 23ª                                  | Miele                                | Big                                  | 2022                | 5              |
| Giusy Ferreri        | Ospite                               | Ospite                               | Ospite                               | Ospite                               | 2018                | 5              |
| Paola Turci          | In gara                              | Eliminata                            | L'uomo di ieri                       | Nuove proposte                       | 1986                | 10             |
| Paola Turci          | In gara                              | Eliminata                            | Primo tango                          | Nuove proposte                       | 1987                | 10             |
| Paola Turci          | In gara                              | Eliminata                            | Sarò bellissima                      | Nuove proposte                       | 1988                | 10             |
| Paola Turci          | In gara                              | 10ª                                  | Volo così                            | Big                                  | 1996                | 10             |
| Paola Turci          | In gara                              | 4ª                                   | Solo come me                         | Big                                  | 1998                | 10             |
| Paola Turci          | In gara                              | 5ª                                   | Saluto l'inverno                     | Big                                  | 2001                | 10             |
| Paola Turci          | In gara                              | 5ª                                   | Fatti bella per te                   | Big                                  | 2017                | 10             |
| Paola Turci          | In gara                              | 16ª                                  | L'ultimo ostacolo                    | Big                                  | 2019                | 10             |
| Paola Turci          | Ospite serata Cover                  | Ospite serata Cover                  | Ospite serata Cover                  | Ospite serata Cover                  | 2008                | 10             |
| Paola Turci          | Ospite serata Cover                  | Ospite serata Cover                  | Ospite serata Cover                  | Ospite serata Cover                  | 2018                | 10             |
| Alex Britti          | In gara                              | 1°                                   | Oggi sono io                         | Giovani                              | 1999                | 6              |
| Alex Britti          | In gara                              | 7º                                   | Sono contento                        | Big                                  | 2001                | 6              |
| Alex Britti          | In gara                              | 2º                                   | 7000 caffè                           | Big                                  | 2003                | 6              |
| Alex Britti          | In gara                              | Eliminato                            | ...Solo con te                       | Big                                  | 2006                | 6              |
| Alex Britti          | In gara                              | 11º                                  | Un attimo importante                 | Big                                  | 2015                | 6              |
| Alex Britti          | Ospite serata Cover                  | Ospite serata Cover                  | Ospite serata Cover                  | Ospite serata Cover                  | 2023                | 6              |
| Anna Pettinelli      | Co-conduttrice                       | Co-conduttrice                       | Co-conduttrice                       | Co-conduttrice                       | 1983                | 2              |
| Anna Pettinelli      | Co-conduttrice                       | Co-conduttrice                       | Co-conduttrice                       | Co-conduttrice                       | 1986                | 2              |
| Arisa                | In gara                              | 1°                                   | Sincerità                            | Nuove proposte                       | 2009                | 15             |
| Arisa                | In gara                              | 9ª                                   | Malamorenò                           | Big                                  | 2010                | 15             |
| Arisa                | In gara                              | 2ª                                   | La notte                             | Big                                  | 2012                | 15             |
| Arisa                | In gara                              | 1°                                   | Controvento                          | Big                                  | 2014                | 15             |
| Arisa                | In gara                              | 10ª                                  | Guardando il cielo                   | Big                                  | 2016                | 15             |
| Arisa                | In gara                              | 8ª                                   | Mi sento bene                        | Big                                  | 2019                | 15             |
| Arisa                | In gara                              | 10ª                                  | Potevi fare di più                   | Big                                  | 2021                | 15             |
| Arisa                | Ospite serata Cover                  | Ospite serata Cover                  | Ospite serata Cover                  | Ospite serata Cover                  | 2011                | 15             |
| Arisa                | Ospite serata Cover                  | Ospite serata Cover                  | Ospite serata Cover                  | Ospite serata Cover                  | 2018                | 15             |
| Arisa                | Ospite serata Cover                  | Ospite serata Cover                  | Ospite serata Cover                  | Ospite serata Cover                  | 2020                | 15             |
| Arisa                | Ospite serata Cover                  | Ospite serata Cover                  | Ospite serata Cover                  | Ospite serata Cover                  | 2022                | 15             |
| Arisa                | Ospite serata Cover                  | Ospite serata Cover                  | Ospite serata Cover                  | Ospite serata Cover                  | 2023                | 15             |
| Arisa                | Ospite serata Cover                  | Ospite serata Cover                  | Ospite serata Cover                  | Ospite serata Cover                  | 2025                | 15             |
| Arisa                | Ospite                               | Ospite                               | Ospite                               | Ospite                               | 2024                | 15             |
| Arisa                | Co-conduttrice                       | Co-conduttrice                       | Co-conduttrice                       | Co-conduttrice                       | 2015                | 15             |
| Lorella Cuccarini    | In gara                              | 10ª                                  | Un altro amore no                    | Big                                  | 1995                | 7              |
| Lorella Cuccarini    | Ospite                               | Ospite                               | Ospite                               | Ospite                               | 1987                | 7              |
| Lorella Cuccarini    | Ospite                               | Ospite                               | Ospite                               | Ospite                               | 2010                | 7              |
| Lorella Cuccarini    | Conduttrice                          | Conduttrice                          | Conduttrice                          | Conduttrice                          | 1993                | 7              |
| Lorella Cuccarini    | Co-conduttrice                       | Co-conduttrice                       | Co-conduttrice                       | Co-conduttrice                       | 2024                | 7              |
| Lorella Cuccarini    | Membro giuria di qualità             | Membro giuria di qualità             | Membro giuria di qualità             | Membro giuria di qualità             | 2003                | 7              |
| Lorella Cuccarini    | Ospite serata Cover                  | Ospite serata Cover                  | Ospite serata Cover                  | Ospite serata Cover                  | 2023                | 7              |
| Alessandra Celentano | Presenza fissa del DopoFestival      | Presenza fissa del DopoFestival      | Presenza fissa del DopoFestival      | Presenza fissa del DopoFestival      | 2025                | 1              |

#### Conduttori
| Conduttori        | Festival di Sanremo      | Festival di Sanremo      | Festival di Sanremo      | Festival di Sanremo      | Festival di Sanremo | Partecipazioni |
| Conduttori        | Ruolo                    | Posizione                | Brano                    | Categoria                | Anno                | Partecipazioni |
| ----------------- | ------------------------ | ------------------------ | ------------------------ | ------------------------ | ------------------- | -------------- |
| Maria De Filippi  | Co-conduttrice           | Co-conduttrice           | Co-conduttrice           | Co-conduttrice           | 2009                | 2              |
| Maria De Filippi  | Conduttrice              | Conduttrice              | Conduttrice              | Conduttrice              | 2017                | 2              |
| Lorella Cuccarini | In gara                  | 10ª                      | Un altro amore no        | Big                      | 1995                | 7              |
| Lorella Cuccarini | Ospite                   | Ospite                   | Ospite                   | Ospite                   | 1987                | 7              |
| Lorella Cuccarini | Ospite                   | Ospite                   | Ospite                   | Ospite                   | 2010                | 7              |
| Lorella Cuccarini | Conduttrice              | Conduttrice              | Conduttrice              | Conduttrice              | 1993                | 7              |
| Lorella Cuccarini | Co-conduttrice           | Co-conduttrice           | Co-conduttrice           | Co-conduttrice           | 2024                | 7              |
| Lorella Cuccarini | Membro giuria di qualità | Membro giuria di qualità | Membro giuria di qualità | Membro giuria di qualità | 2003                | 7              |
| Lorella Cuccarini | Ospite serata Cover      | Ospite serata Cover      | Ospite serata Cover      | Ospite serata Cover      | 2023                | 7              |
| Elena D'Amario    | Ospite serata Cover      | Ospite serata Cover      | Ospite serata Cover      | Ospite serata Cover      | 2022                | 1              |

### Eurovision Song Contest

#### Concorrenti
| Concorrente      | Eurovision Song Contest | Eurovision Song Contest | Eurovision Song Contest | Eurovision Song Contest | Eurovision Song Contest | Eurovision Song Contest | Partecipazioni |
| Concorrente      | Ruolo                   | Paese rappresentato     | Posizione               | Brano                   | Città ospitante         | Anno                    | Partecipazioni |
| ---------------- | ----------------------- | ----------------------- | ----------------------- | ----------------------- | ----------------------- | ----------------------- | -------------- |
| Emma             | In gara                 | Italia                  | 21ª                     | La mia città            | Copenaghen              | 2014                    | 1              |
| Michele Perniola | In gara                 | San Marino              | Non finalista           | Chain of Lights         | Vienna                  | 2015                    | 1              |
| Emma Muscat      | In gara                 | Malta                   | Non finalista           | I Am What I Am          | Torino                  | 2022                    | 1              |
| Angelina Mango   | In gara                 | Italia                  | 7ª                      | La noia                 | Malmö                   | 2024                    | 1              |
| Arianna Forte    | Corpo di ballo          | Italia                  | N.D.                    | N.D.                    | Malmö                   | 2024                    | 1              |
| Valentina Vernia | Corpo di ballo          | Italia                  | N.D.                    | N.D.                    | Malmö                   | 2024                    | 1              |
| Miguel Chavez    | Coreografo              | Georgia                 | N.D.                    | N.D.                    | Malmö                   | 2024                    | 1              |

#### Professori
| Professori    | Eurovision Song Contest | Eurovision Song Contest | Eurovision Song Contest | Eurovision Song Contest   | Eurovision Song Contest | Eurovision Song Contest | Partecipazioni |
| Professori    | Ruolo                   | Paese rappresentato     | Posizione               | Brano                     | Città ospitante         | Anno                    | Partecipazioni |
| ------------- | ----------------------- | ----------------------- | ----------------------- | ------------------------- | ----------------------- | ----------------------- | -------------- |
| Fabrizio Moro | In gara                 | Italia                  | 5º                      | Non mi avete fatto niente | Lisbona                 | 2018                    | 1              |

## Merchandising

### Compilation
- 2002 – Saranno Famosi
- 2003 – Amici Musical
- 2003 – Amici - I ragazzi del 2003
- 2003 – Amici Festa
- 2004 – Amici 2004
- 2007 – Bianco & blu
- 2007 – Federico - I ragazzi di Amici 7ª edizione
- 2008 – Ti brucia
- 2009 – Scialla
- 2009 – Sfida
- 2010 – 9
- 2011 – Amici 10
- 2012 – Amici 2012
- 2013 – Amici 2013
- 2021 – Amici Bro
- 2021 – Amici Soundcheck
- 2023 – Amici Full Out

### Libri
- A un passo dal sogno, scritto da Luca Zanforlin e Chicco Sfondrini, Mondadori, 2007
- Fra il cuore e le stelle, scritto da Luca Zanforlin e Chicco Sfondrini, Mondadori, 2008
- Vola via con me, scritto da Luca Zanforlin e Chicco Sfondrini, Mondadori, 2009
- I sogni fanno rima, scritto da Pierdavide Carone, Mondadori, 2010
- Testa e cuore, scritto da Luca Zanforlin, Mondadori, 2011
- Denise la cozza, scritto da Luca Zanforlin, Mondadori, 2011
- Molto più che amici, scritto da Luca Zanforlin, Mondadori, 15 maggio 2012
- Se ci credi davvero, scritto da Luca Zanforlin, Mondadori, 9 aprile 2013
- Ke amico 6?, scritto da Luca Zanforlin, Mondadori, 9 maggio 2014
- Una spia tra amici, scritto da Leone (produzione), Mondadori, 9 maggio 2017

### Giochi da tavolo
- 2002 – Saranno famosi

### Videogiochi
- 2009 – Amici, per Nintendo DS

### Alimentari
- 2024 – Amici, uovo di Pasqua Dolci Preziosi

## Esportazione del format
Il format del talent, di proprietà di Fascino PGT, è stato esportato anche fuori dall'Italia. Il 29 marzo 2012 l'ufficio stampa della trasmissione ha reso noto che il format di Amici è stato acquistato da una società americana, la Shed Media Us Inc. di Los Angeles. Quest'ultima ha intenzione di produrre il programma anche  solo negli Stati Uniti, ma anche nel Regno Unito. Nel marzo 2013 Luca Zanforlin annuncia la sua assenza al serale per proseguire il progetto in Spagna, poi non realizzato.

## Riconoscimenti
- Bubino d'Oro
  - 2023: Premio come Miglior talent show[22]
  - 2024: Premio come Miglior talent e reality[23]
  - 2025: Premio come Miglior talent e reality[24]
- Premio TV - Premio regia televisiva
  - 2013: Candidatura come Top Ten
  - 2015: Premio come Top Ten[N 52]
  - 2016: Premio come Top Ten
- Nickelodeon Kids' Choice Awards
  - 2006: Candidatura come Miglior programma TV
  - 2008: Premio come Miglior programma TV[N 53]
- Telegatto
  - 2002: Premio come Programma dell'anno[N 54]
  - 2003: Premio come Miglior reality show[N 55]
  - 2004: Candidatura come Miglior reality show
  - 2007: Candidatura come Programma dell'anno
- TV Awards
  - 2024: Premio come Miglior reality e talent show[25]

### Premio RTL 102.5
Nella quattordicesima e nella quindicesima edizione, RTL 102.5 presentava gli inediti di alcuni dei ragazzi durante il periodo della fase serale e dava la possibilità agli utenti di votare il preferito tramite il sito web, assegnando il premio RTL 102.5.
| Edizione | Iniziativa       | Inediti presentati             | Inediti presentati         | Inediti presentati          | Note     |
| -------- | ---------------- | ------------------------------ | -------------------------- | --------------------------- | -------- |
| 14ª      | Sempre più Amici | Dialogo (Luca Tudisca)         | Everytime (The Kolors)     | [ N 56 ]                    |          |
| 14ª      | Sempre più Amici | In ogni cosa (Valentina Tesio) | L'amore è qua (Briga)      | L'amore è qua (Briga)       |          |
| 15ª      | Amici alla radio | Un'altra vita (Elodie)         | Come on (Chiara Grispo)    | La strada verso casa (Lele) | [ N 57 ] |
| 15ª      | Amici alla radio | Il sabato fa così (La Rua)     | Big Boy (Sergio Sylvestre) | La strada verso casa (Lele) | [ N 57 ] |